# Lijst van uitgestorven reptielen

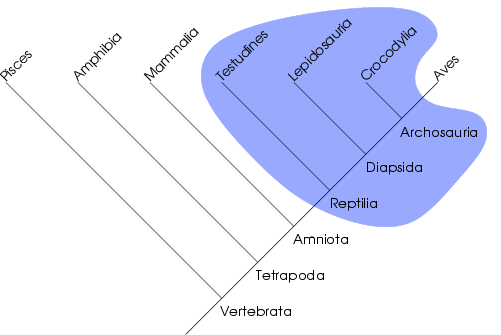
Cladistische indeling van reptielen. Vogels worden niet bij reptielen gerekend, ondanks dat ze afstammen van voorgaande.

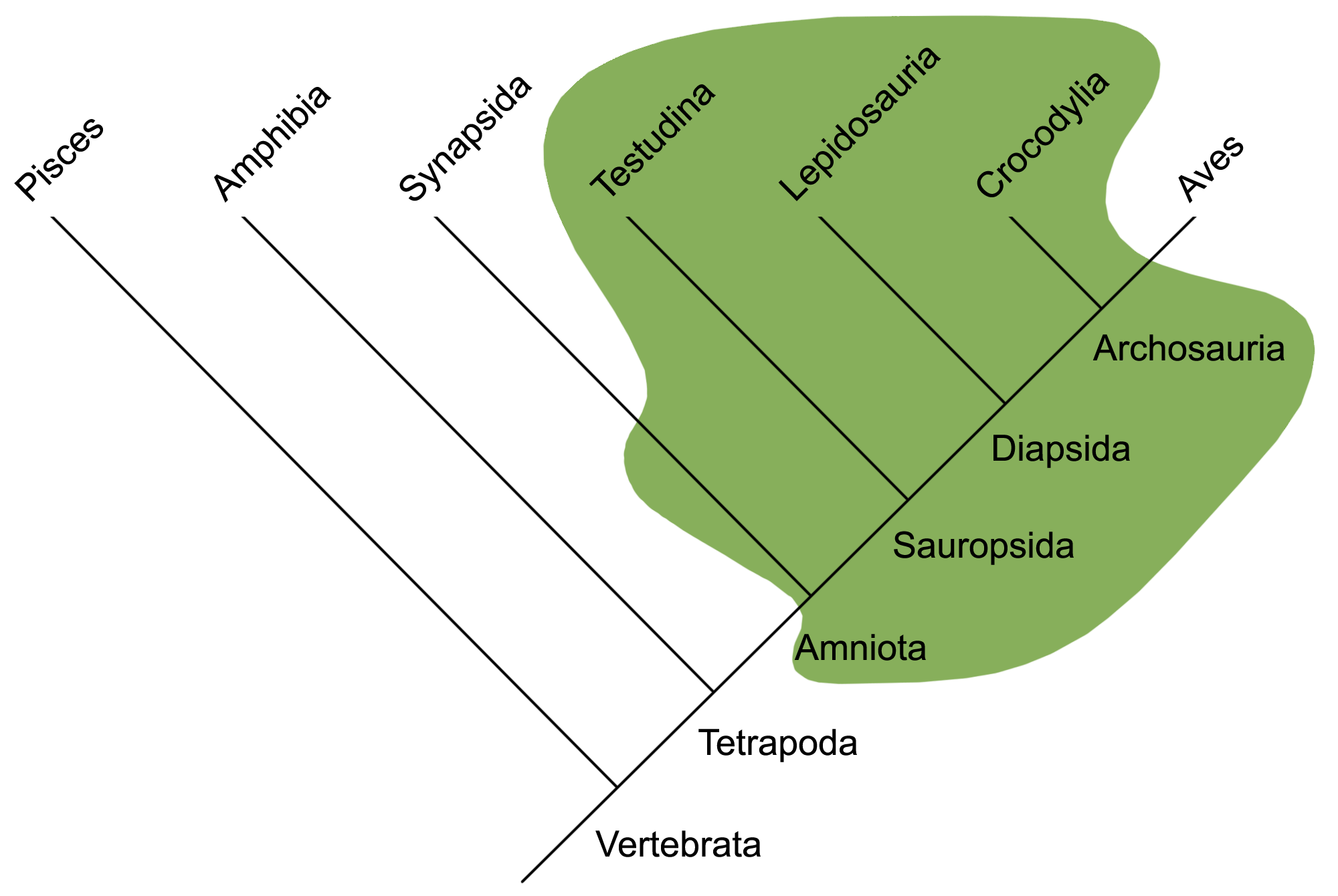
Alternatieve indeling van reptielen waarbij een gedeelte van de synapsiden wel is opgenomen als reptiel zijnde.

Dit artikel geeft een (vooralsnog) incomplete lijst van uitgestorven reptielen. Conform gebruikelijk in het weergeven van verzamelingen diersoorten zijn alleen de geslachtsnamen opgenomen, en niet de volledige binominale namen. De lijst is alfabetisch gerangschikt en voorzien van leefperiode, areaal, auteur van het geslacht, en datum van beschrijven van het geslacht, waar deze informatie voor handen was.
Recent (holoceen tot heden) uitgestorven contemporaine reptielen zijn niet opgenomen.

## Criteria
- Alleen geslachten zijn weergegeven, en niet eventuele soorten die daartoe behoren. In veel gevallen is er maar één soort bekend per geslacht, maar bij sommige geslachten zijn er meer soorten binnen dat geslacht aanwezig.
- Synapsiden en vogels zijn niet opgenomen.
- Eventuele nomina oblita (in onbruik geraakte namen) verwijzen door naar het nomen novum (nieuwe naam).
- Ook enkele nomina dubia (twijfelgevallen) en nomina conservanda (ondanks foutieve benaming nog steeds gebruikte namen) zijn opgenomen in de lijst.

## Indeling
Een uitgebreide indeling van de klasse der reptielen wordt hieronder gegeven, met een zeer problematische afbakening waarbij vogels en synapsiden soms wel en soms niet tot de reptielen worden gerekend. Onderdelen die niet in de lijst zijn opgenomen zijn rood gekleurd.
- Klade Amniota
  - Klasse Synapsida (Synapsiden)
    - Orde Pelycosauria
    - Orde Therapsida
      - Klasse Mammalia (Zoogdieren)

  - Klasse Sauropsida
    - Onderklasse Anapsida
      - Orde Testudines (Schildpadden)

    - Onderklasse Diapsida
      - Orde Araeoscelidia
      - Orde Eosuchia
      - Orde Avicephala
      - Infraklasse Ichthyosauria (Ichthyosauriërs)
      - Infraklasse Lepidosauromorpha
        - Superorde Sauropterygia
          - Orde Placodontia
          - Orde Nothosauroidea
          - Orde Plesiosauria

        - Superorde Lepidosauria
          - Orde Sphenodontia (Brughagedissen)
          - Orde Squamata (Hagedissen en slangen)

      - Infraklasse Archosauromorpha
        - Orde Choristodera
        - Orde Prolacertiformes
        - Orde Rhynchosauria
        - Orde Trilophosauria
        - Divisie Archosauria
          - Onderdivisie Crurotarsi
            - Superorde Crocodylomorpha
              - Orde Crocodilia (Krokodilachtigen)
              - Orde Phytosauria
              - Orde Rauisuchia
              - Orde Aetosauria

          - Onderdivisie Avemetatarsalia
            - Infradivisie Ornithodira
              - Orde Pterosauria
              - Superorde Dinosauria
                - Orde Saurischia
                  - Klasse Aves

                - Orde Ornithischia

## A

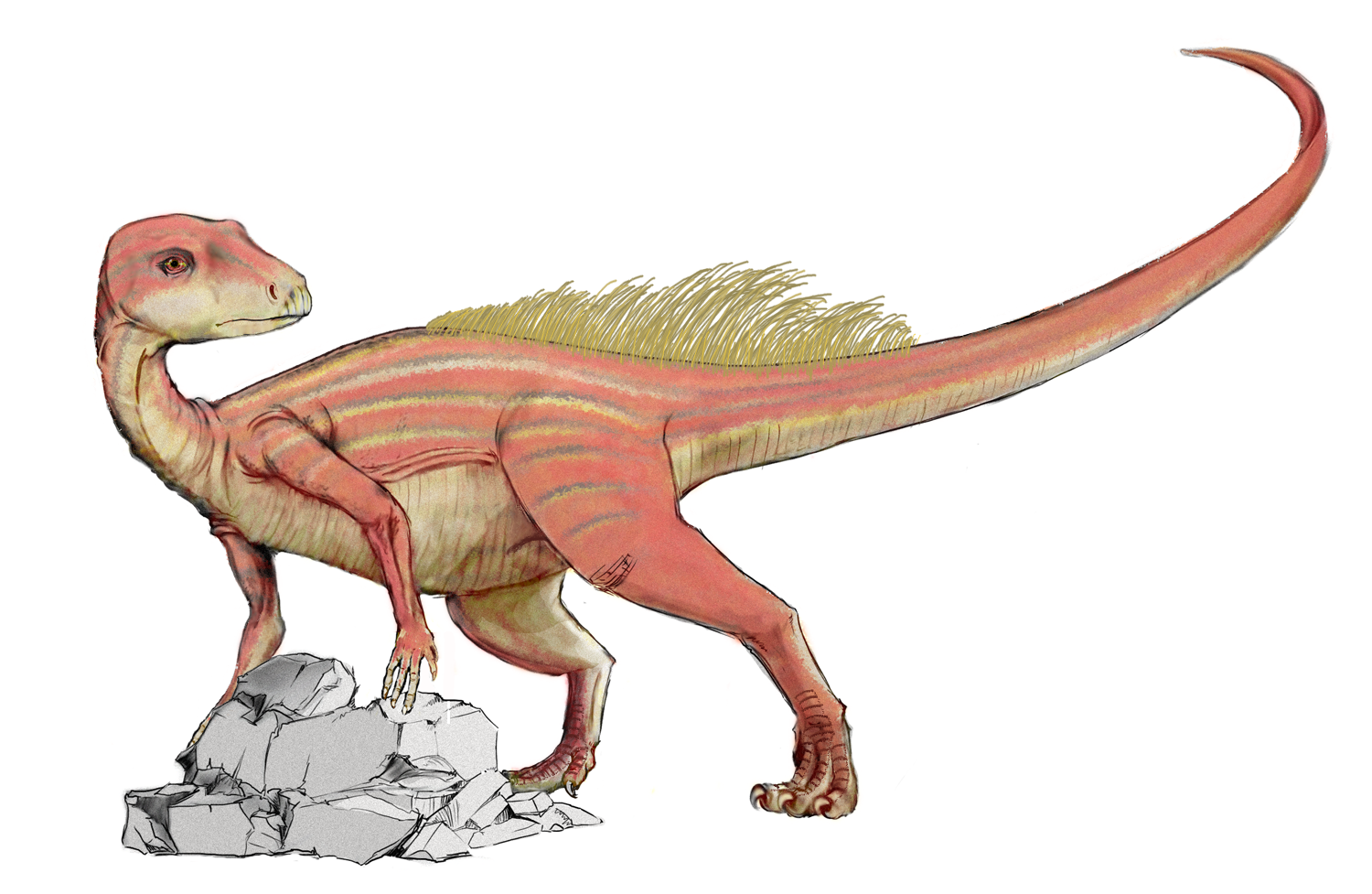
Abrictosaurus

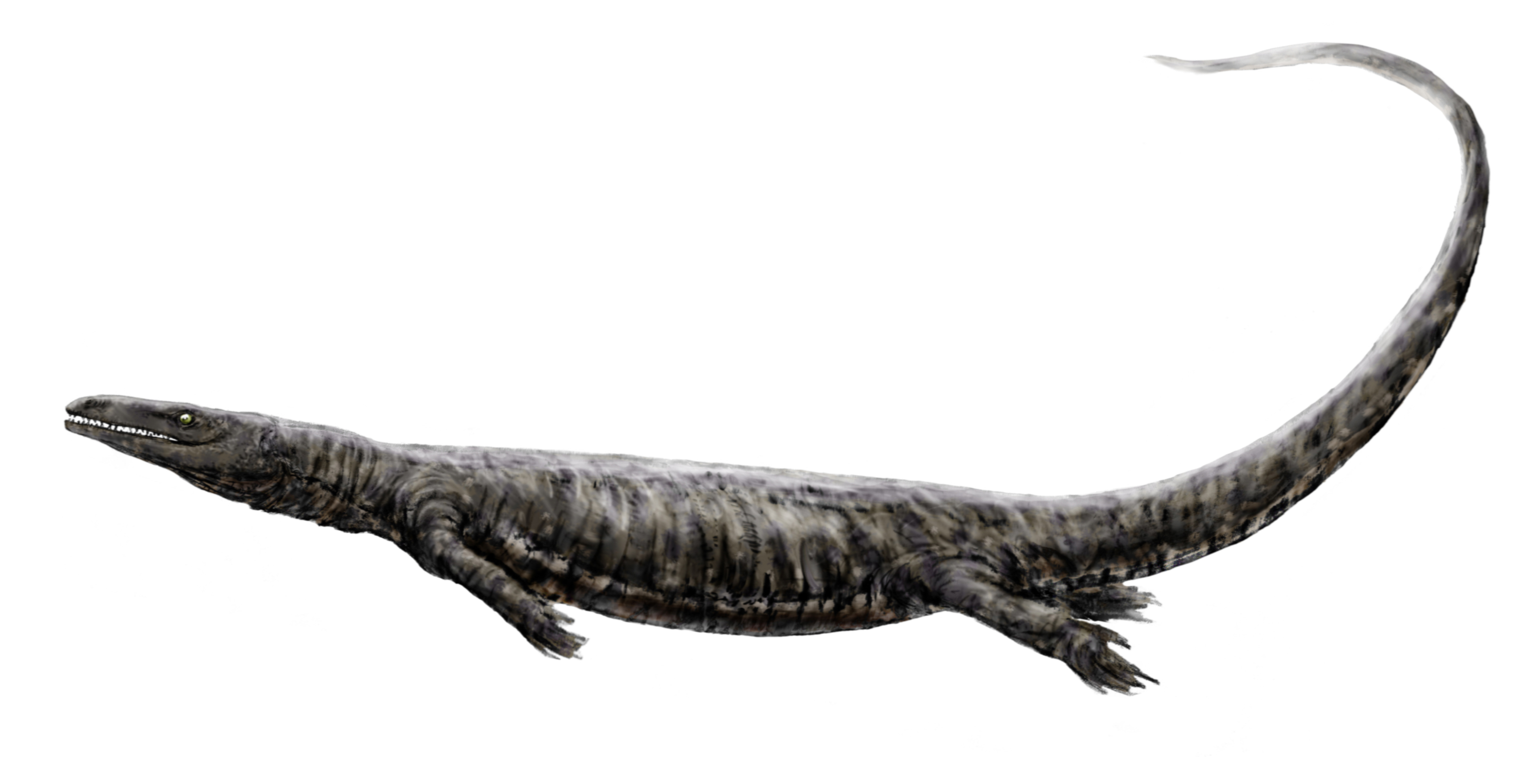
Aigialosaurus

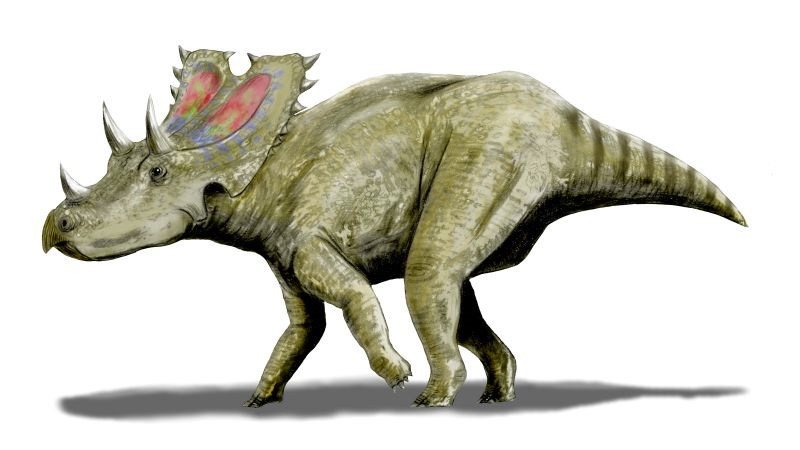
Agujaceratops

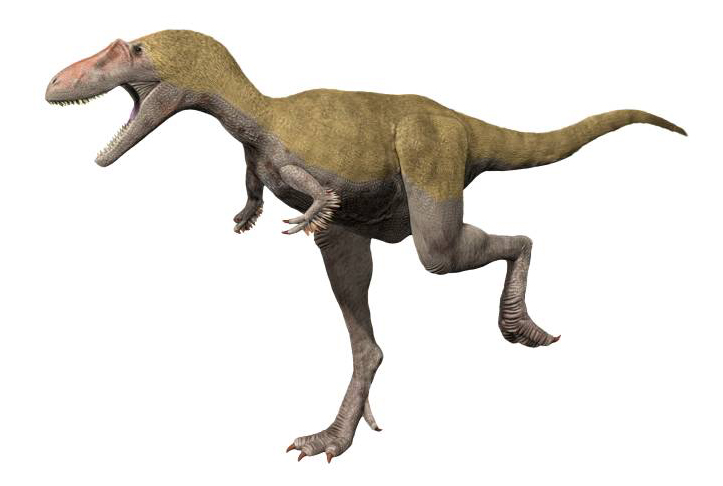
Albertosaurus

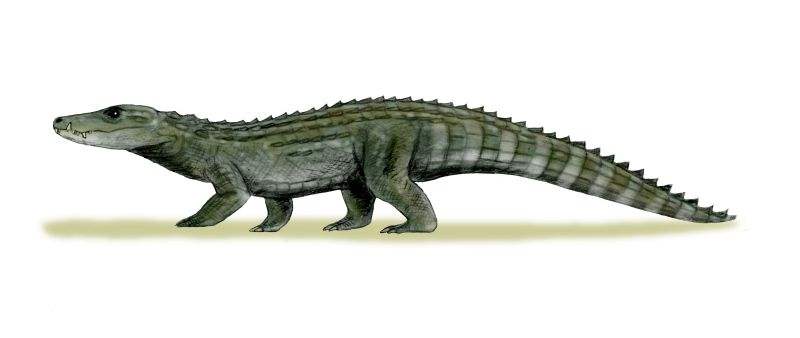
Allodaphosuchus

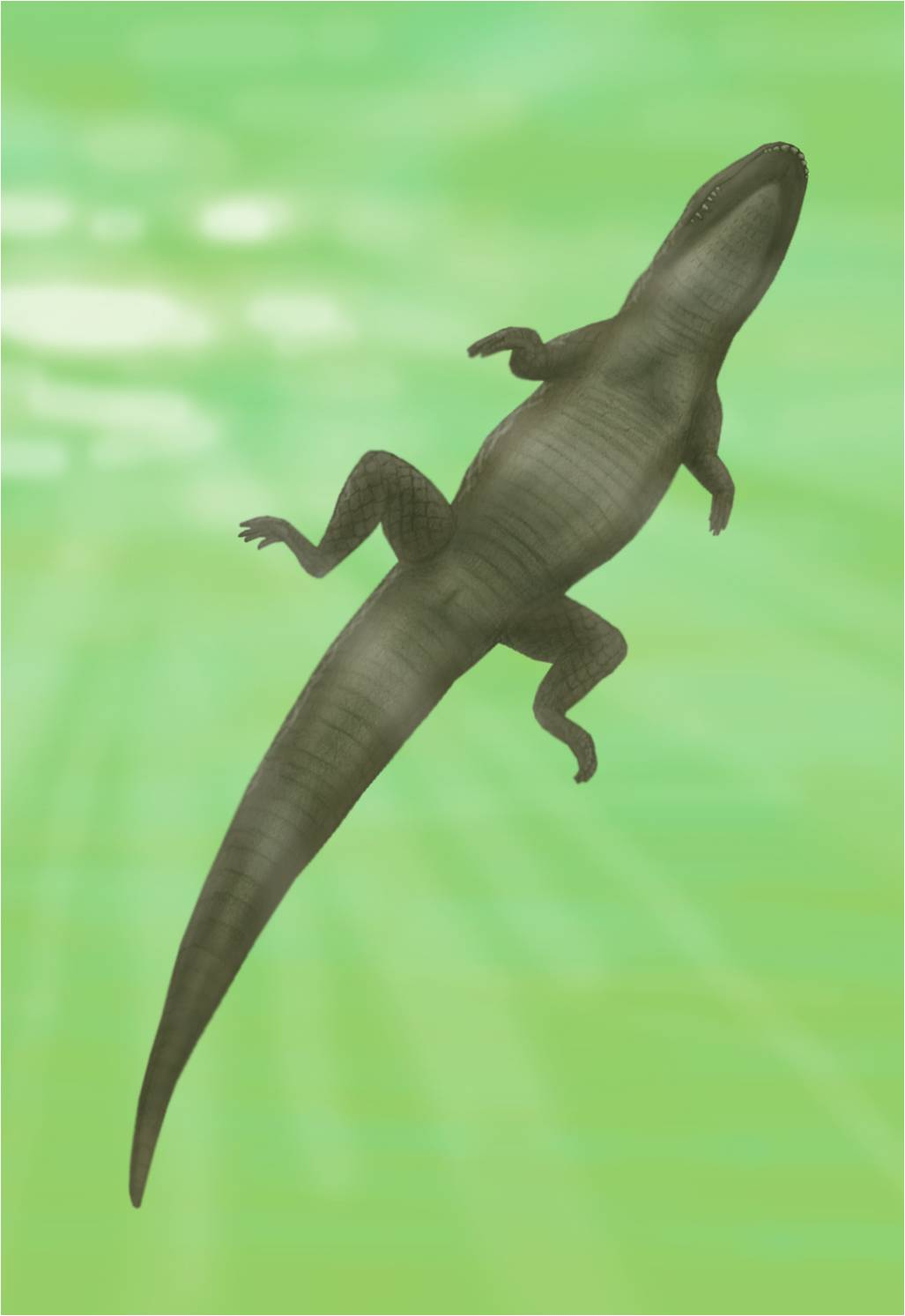
Allognathosuchus

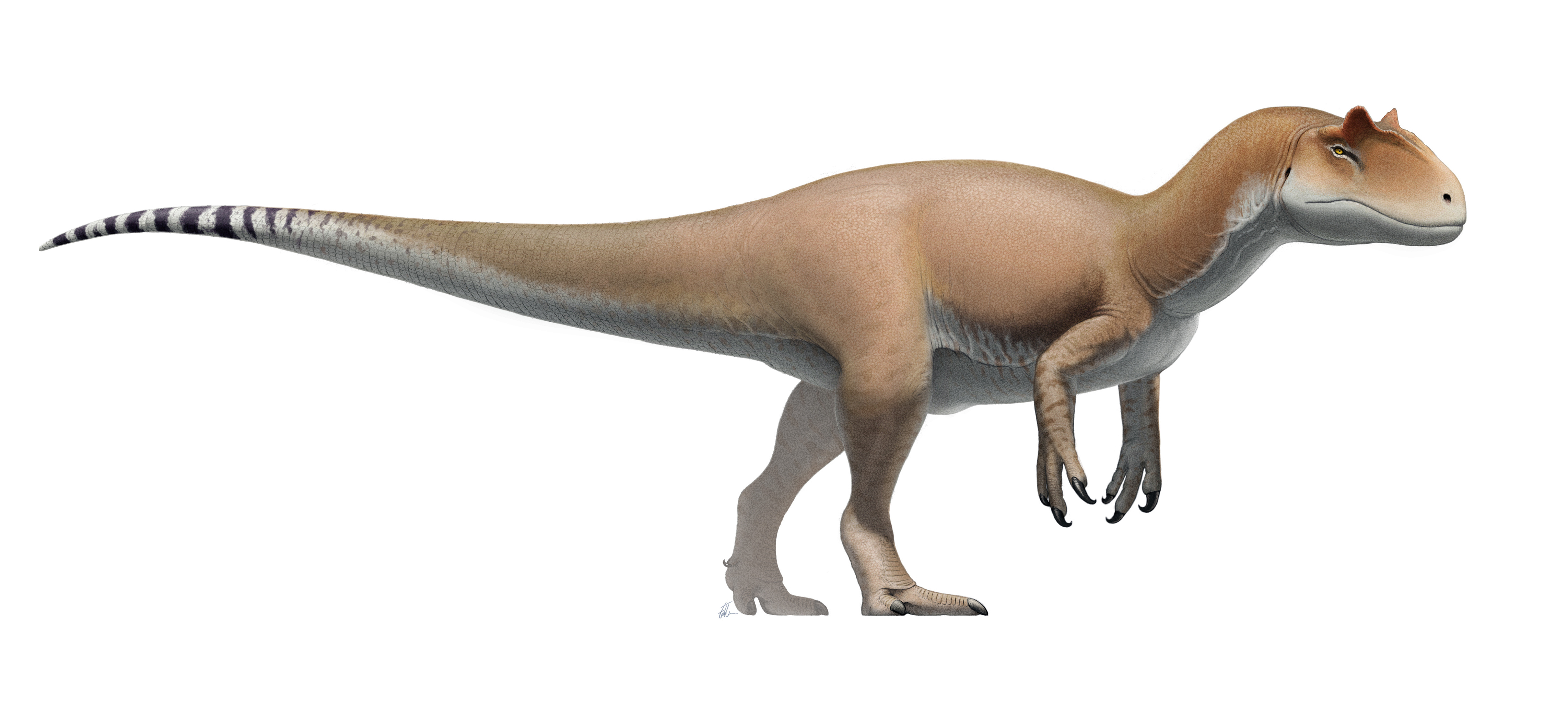
Allosaurus

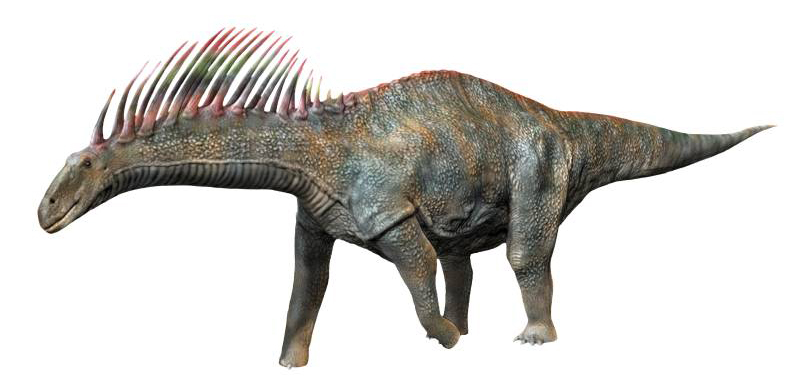
Amargasaurus

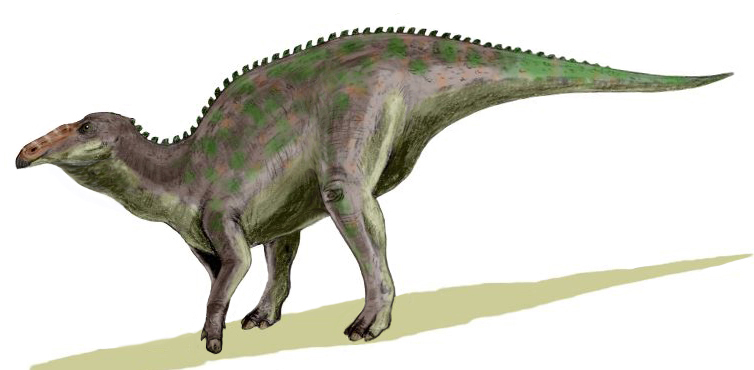
Anatotitan

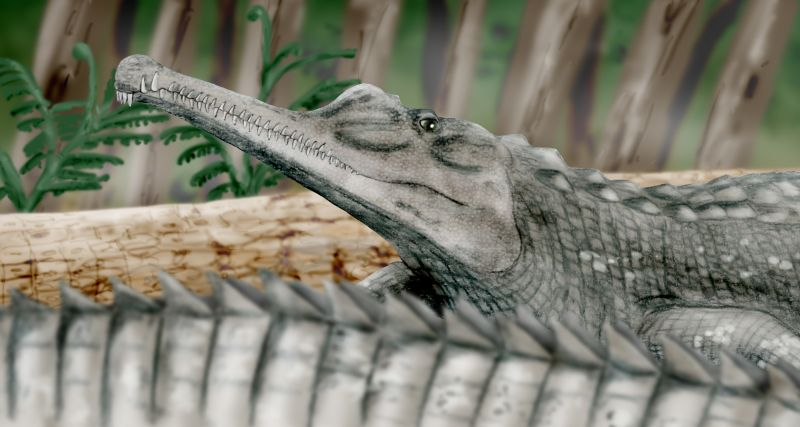
Angistorhinus

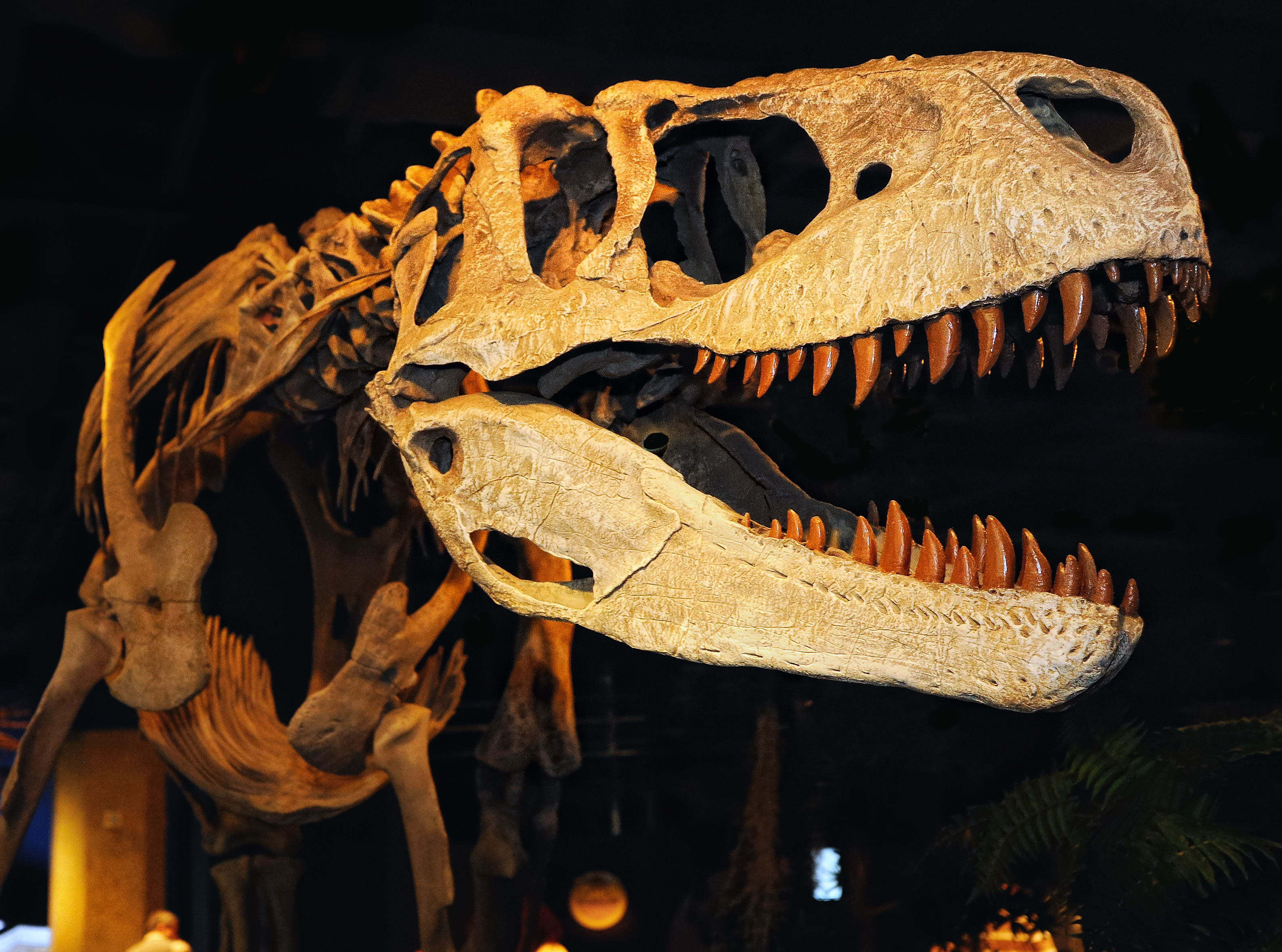
Appalachiosaurus

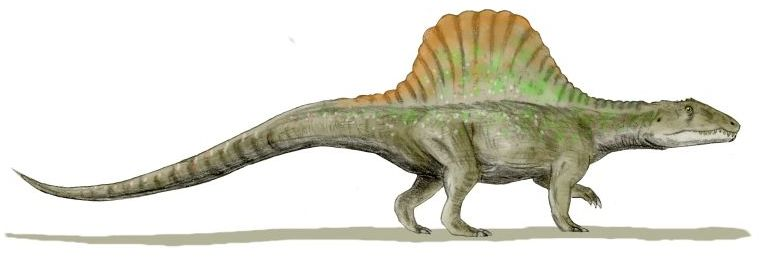
Arizonasaurus

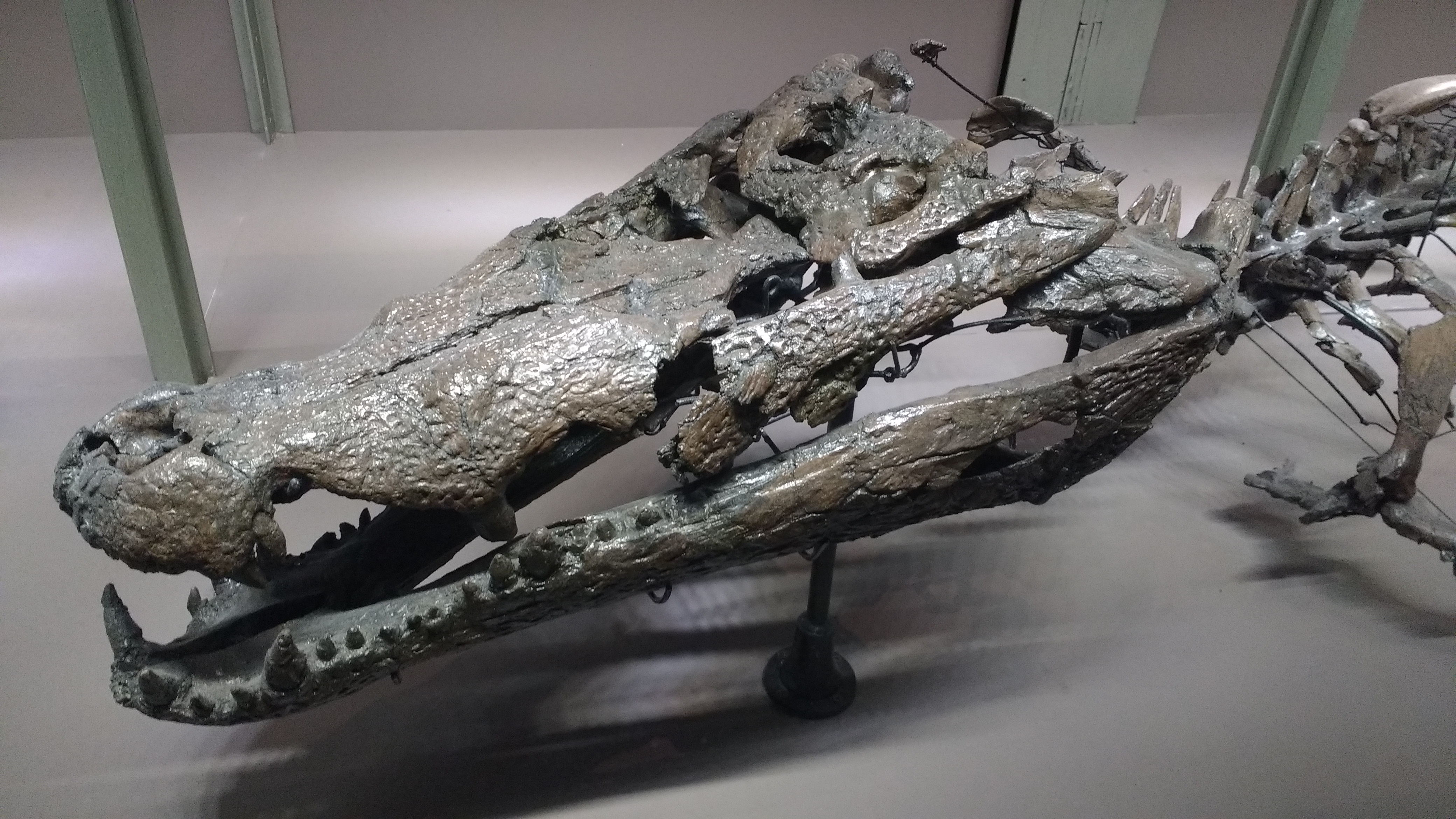
Asiatosuchus

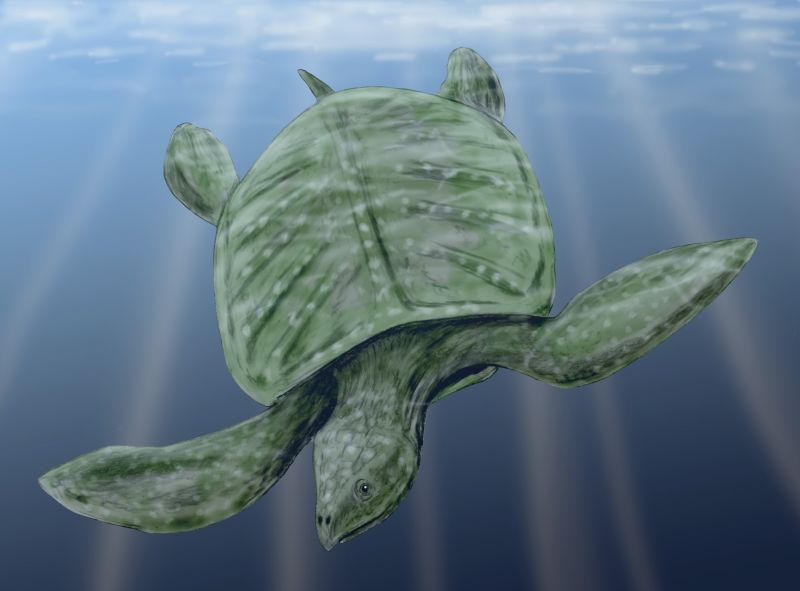
Archelon

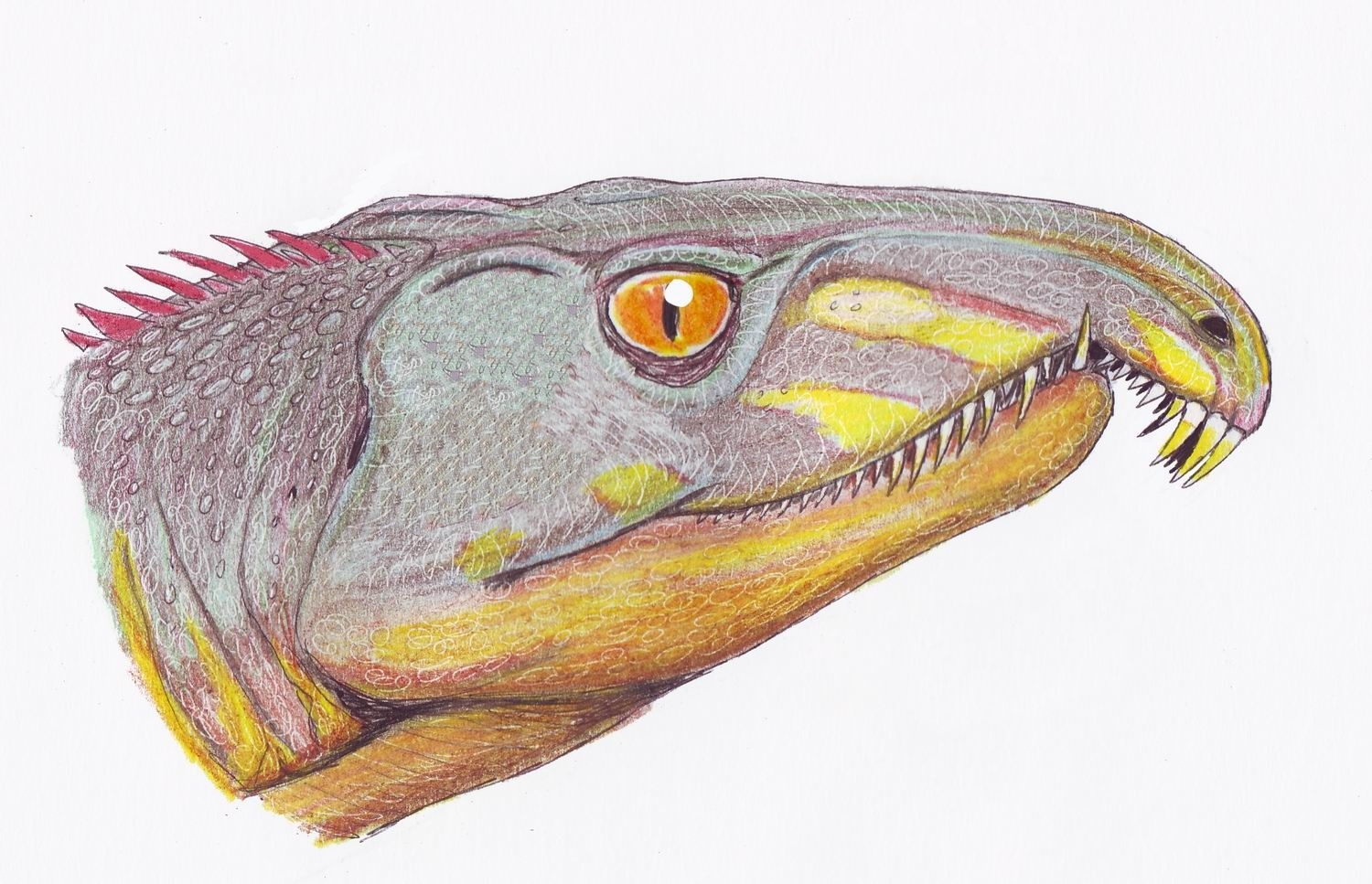
Archosaurus

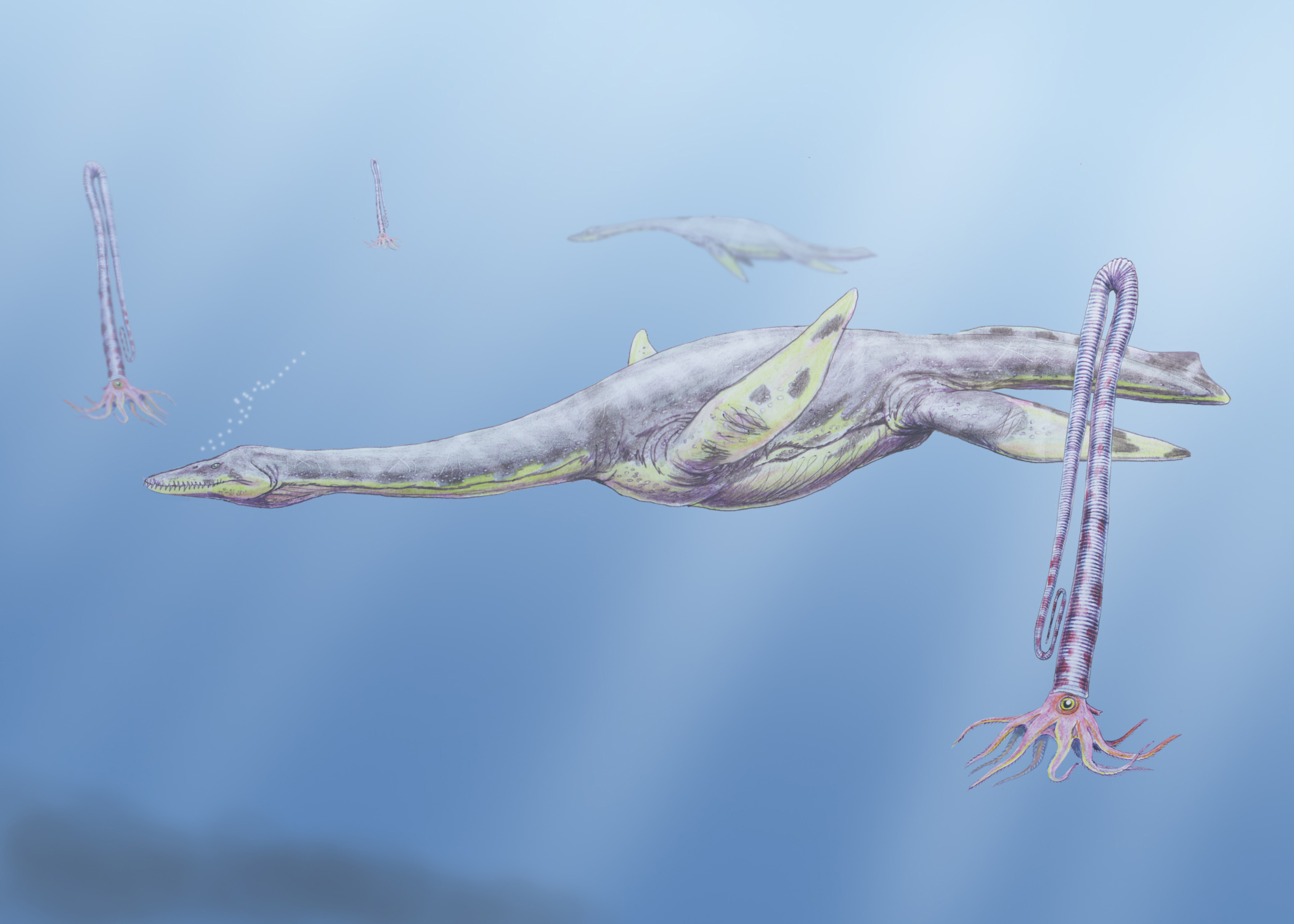
Aristonectes

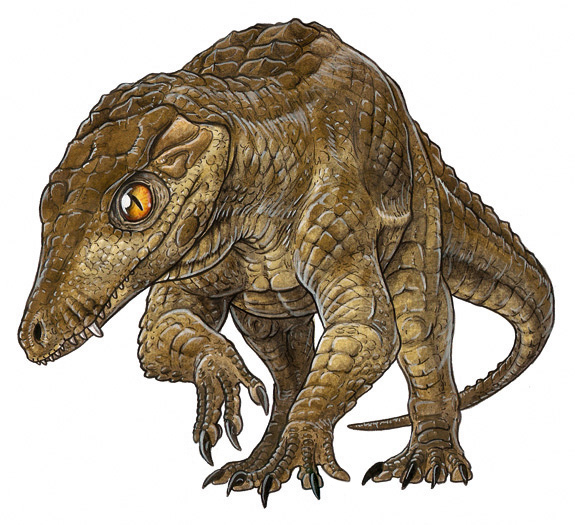
Araripesuchus

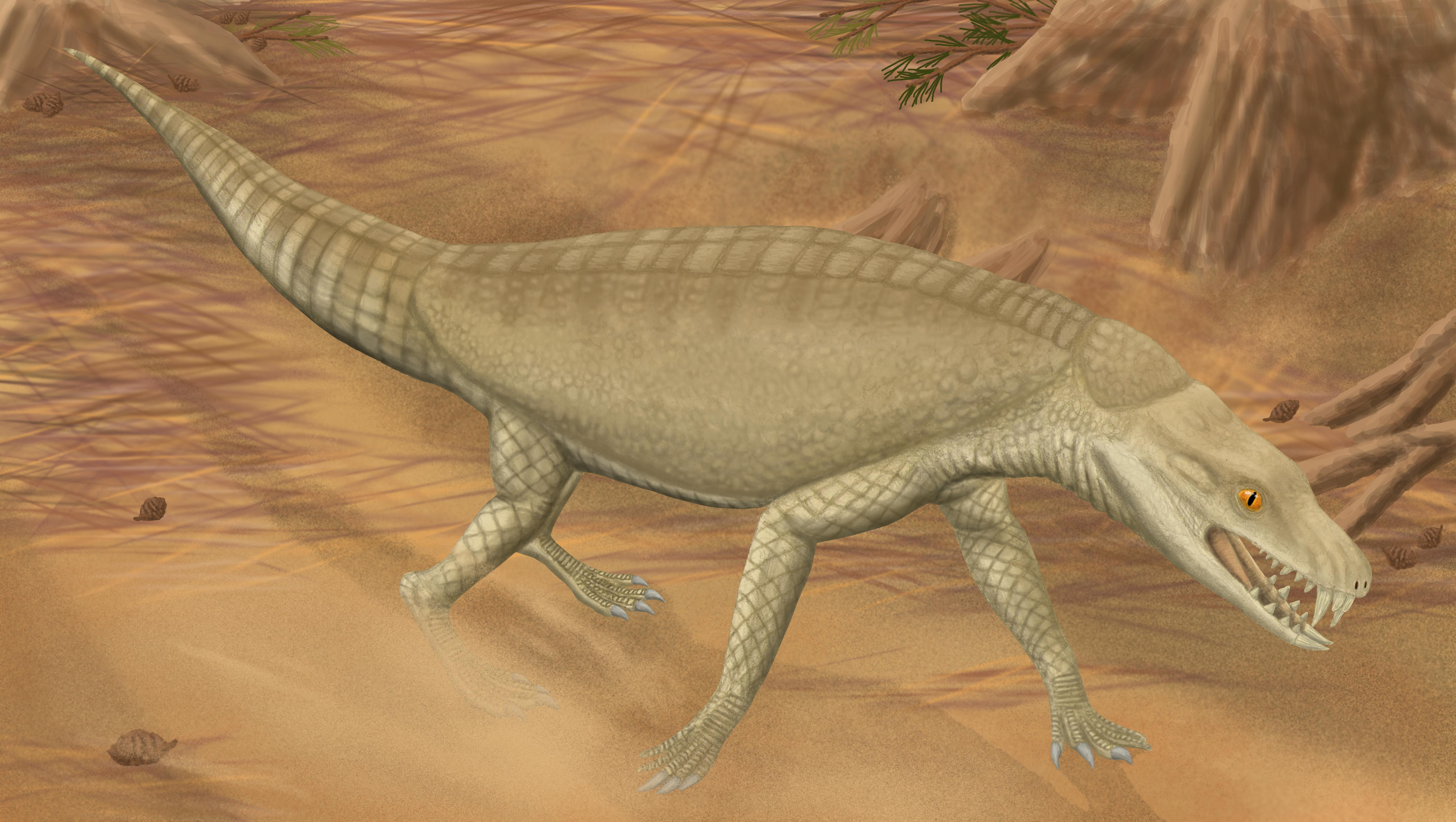
Armadillosuchus

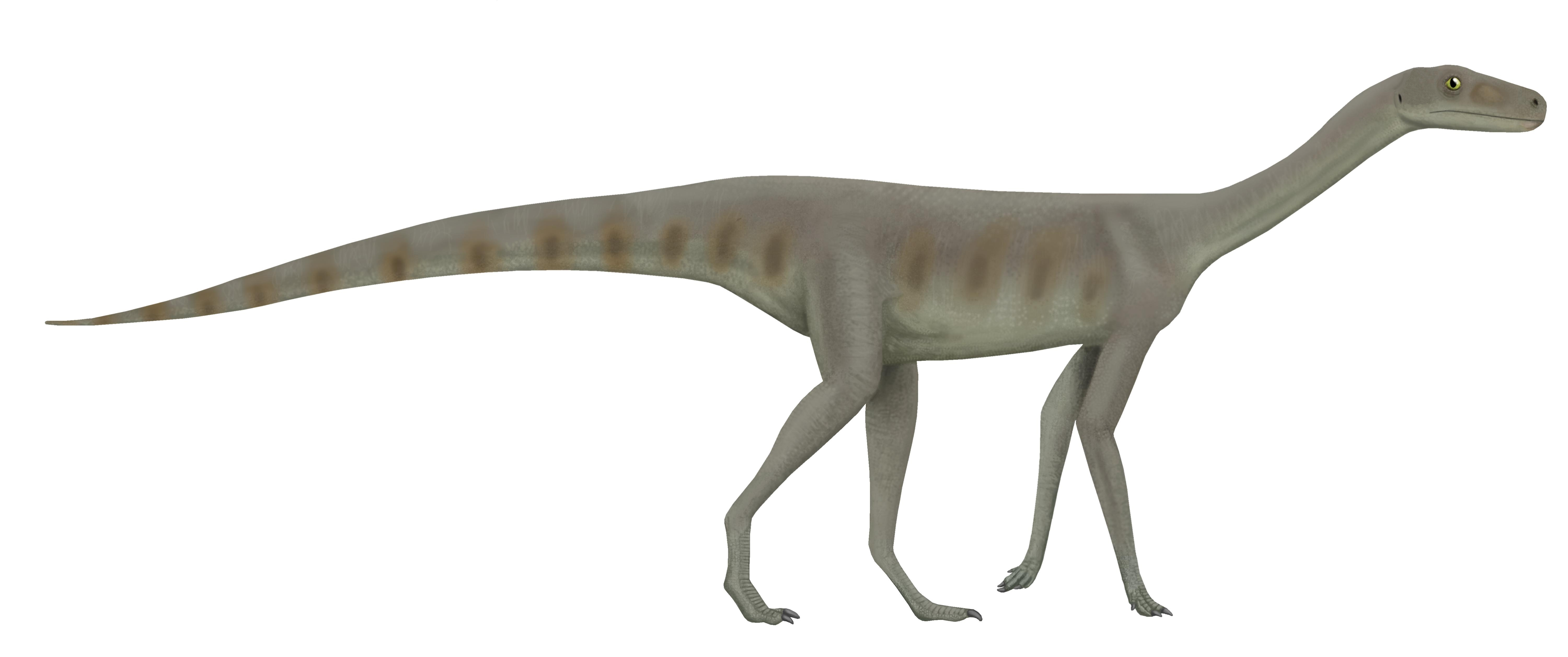
Asilisaurus

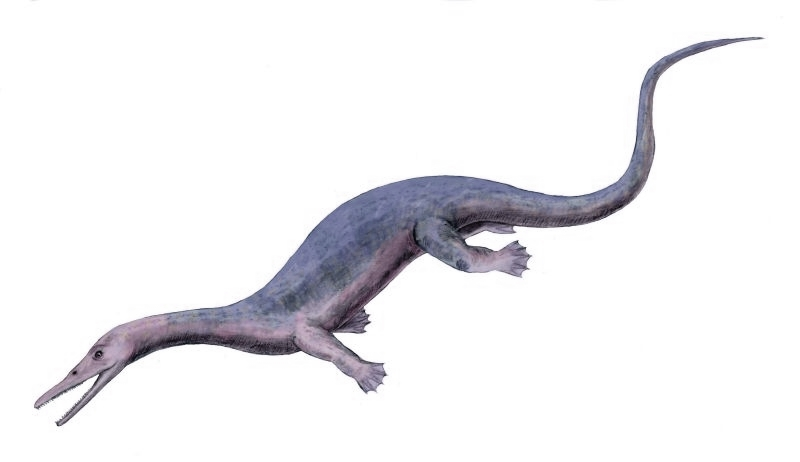
Askeptosaurus

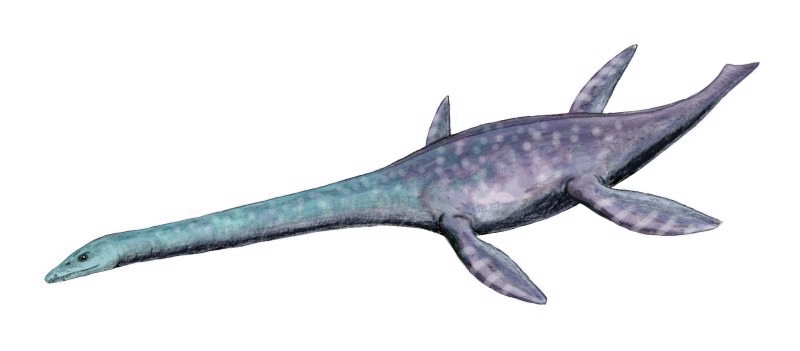
Attenborosaurus

| Soort              | Periode                   | Voorkomen                         | Auteur              | Datum |
| ------------------ | ------------------------- | --------------------------------- | ------------------- | ----- |
| Aachenosaurus      |                           |                                   |                     |       |
| Aardonyx           |                           |                                   |                     |       |
| Abelisaurus        | Laat-Krijt                | Argentinië                        | Bonaparte & Novas   | 1985  |
| Aberratidontus     |                           |                                   |                     |       |
| Abrictosaurus      | Vroeg-Jura                | Zuid-Afrika                       |                     |       |
| Abrosaurus         |                           |                                   |                     |       |
| Acantopholis       | Vroeg-Krijt               | Engeland                          |                     |       |
| Achelousaurus      | Laat-Krijt                | VS                                |                     |       |
| Achillobator       | Laat-Krijt                | Mongolië                          |                     |       |
| Aciedactylus       |                           |                                   |                     |       |
| Acrocanthosaurus   | Vroeg-Krijt               | VS                                | Stovall & Langston  | 1950  |
| Actiosaurus        |                           |                                   |                     |       |
| Adamantisaurus     |                           |                                   |                     |       |
| Adasaurus          | Laat-Krijt                |                                   |                     |       |
| Adescator          |                           |                                   |                     |       |
| Adlapsusaurus      |                           |                                   |                     |       |
| Aegyptosaurus      | Vroeg-Krijt               |                                   |                     |       |
| Aeolosaurus        |                           |                                   |                     |       |
| Aepisaurus         |                           |                                   |                     |       |
| Aerosaurus         |                           |                                   |                     |       |
| Aetonix            |                           |                                   |                     |       |
| Afrovenator        | Vermoedelijk Midden-Jura  |                                   |                     |       |
| Agathaumas         | Laat-Krijt                |                                   |                     |       |
| Aggiosaurus        |                           |                                   |                     |       |
| Agilisaurus        | Midden-Jura               | China                             |                     |       |
| Agnosphitys        |                           |                                   |                     |       |
| Agrosaurus         |                           |                                   |                     |       |
| Agujaceratops      | Laat-Krijt                | VS                                |                     |       |
| Agustinia          | Laat-Krijt                | Argentinië                        |                     |       |
| Aigialosaurus      | Laat-Krijt                | VS                                |                     |       |
| Airakoraptor       |                           |                                   |                     |       |
| Alamosaurus        | Laat-Krijt                | VS                                |                     |       |
| Alashansaurus      |                           |                                   |                     |       |
| Alaskacephale      | Laat-Krijt                | Alaska                            |                     |       |
| Alatusaurus        |                           |                                   |                     |       |
| Albertosaurus      | Laat-Krijt                | Canada, VS                        |                     |       |
| Albisaurus         |                           |                                   |                     |       |
| Alectrosaurus      | Laat-Krijt                | Mongolië                          |                     |       |
| Aletopelta         |                           |                                   |                     |       |
| Algoasaurus        |                           |                                   |                     |       |
| Aliepesaurus       |                           |                                   |                     |       |
| Alioramus          | Laat-Krijt                | Mongolië                          |                     |       |
| Aliwalia           |                           |                                   |                     |       |
| Allodaphosuchus    | Laat-Krijt                | Zuidoost-Europa                   | Nopcsa              | 1928  |
| Allognathosuchus   | Eoceen (Paleogeen)        | VS                                | Mook                | 1921  |
| Allosaurus         | Laat-Jura tot Vroeg-Krijt | VS, Portugal, Tanzania, Australië |                     |       |
| Alocodon           | Laat-Jura                 | Portugal                          |                     |       |
| Altirhinus         | Vroeg-Krijt               | Mongolië                          |                     |       |
| Altispinax         | Vroeg-Krijt               | Engeland                          |                     |       |
| Alvarezsaurus      | Laat-Krijt                | Argentinië                        |                     |       |
| Alwalkeria         | Laat-Trias                | India                             |                     |       |
| Alxasaurus         |                           | China                             |                     |       |
| Amargasaurus       | Vroeg-Krijt               | Argentinië                        | Salgado & Bonaparte | 1991  |
| Amazonsaurus       |                           |                                   |                     |       |
| Ambulaquasaurus    |                           |                                   |                     |       |
| Ammosaurus         | Vroeg-Jura                | VS (Arizona)                      |                     |       |
| Ampelosaurus       | Laat-Krijt                | Spanje                            |                     |       |
| Amphicoelias       | Laat-Jura                 | VS                                |                     |       |
| Amphicoelicaudia   |                           |                                   |                     |       |
| Amphisaurus        |                           |                                   |                     |       |
| Amtosaurus         |                           |                                   |                     |       |
| Amurosaurus        |                           | China                             |                     |       |
| Amygdalodon        |                           |                                   |                     |       |
| Anabisetia         |                           |                                   |                     |       |
| Anasazisaurus      |                           |                                   |                     |       |
| Anatotitan         | Laat-Krijt                | VS                                |                     |       |
| Anchiceratops      | Laat-Krijt                | Canada, VS                        |                     |       |
| Anchisaurus        | Vroeg-Jura                | VS (Arizona)                      |                     |       |
| Andesaurus         |                           |                                   |                     |       |
| Angaturama         |                           |                                   |                     |       |
| Angistorhinus      | Laat-Trias                |                                   |                     | 1914  |
| Aniksosaurus       |                           |                                   |                     |       |
| Animantarx         |                           |                                   |                     |       |
| Ankistrodon        |                           |                                   |                     |       |
| Ankylosaurus       |                           |                                   |                     |       |
| Anodontosaurus     |                           |                                   |                     |       |
| Anoplosaurus       |                           |                                   |                     |       |
| Anoplosaurus       |                           |                                   |                     |       |
| Anserimimus        |                           |                                   |                     |       |
| Antarctopelta      |                           |                                   |                     |       |
| Antarctosaurus     |                           |                                   |                     |       |
| Antetonitrus       |                           |                                   |                     |       |
| Anthodon           |                           |                                   |                     |       |
| Antrodemus         |                           |                                   |                     |       |
| Apatodon           |                           |                                   |                     |       |
| Apatosaurus        |                           |                                   |                     |       |
| Appalachiosaurus   |                           |                                   |                     |       |
| Aragosaurus        |                           |                                   |                     |       |
| Aralosaurus        |                           |                                   |                     |       |
| Araripesuchus      |                           |                                   |                     |       |
| Araucanoceratops   |                           |                                   |                     |       |
| Arbrosaurus        |                           |                                   |                     |       |
| Arbroserpens       |                           |                                   |                     |       |
| Archaeoceratops    |                           |                                   |                     |       |
| Archaeodontosaurus |                           |                                   |                     |       |
| Archaeornithoides  |                           |                                   |                     |       |
| Archaeornithomimus |                           |                                   |                     |       |
| Archaeovolans      |                           |                                   |                     |       |
| Archelon           |                           |                                   |                     |       |
| Archosaurus        |                           |                                   |                     |       |
| Arctosaurus        |                           |                                   |                     |       |
| Argentinosaurus    |                           |                                   |                     |       |
| Argyrosaurus       |                           |                                   |                     |       |
| Aristonectes       | Laat-Krijt                | Zuid-Amerika                      |                     | 1941  |
| Aristosaurus       |                           |                                   |                     |       |
| Aristosuchus       |                           |                                   |                     |       |
| Arizonasaurus      |                           |                                   |                     |       |
| Arkanosaurus       |                           |                                   |                     |       |
| Arkansaurus        |                           |                                   |                     |       |
| Armadillosuchus    |                           |                                   |                     |       |
| Aronia             |                           |                                   |                     |       |
| Arrhinoceratops    |                           |                                   |                     |       |
| Arsarticaedes      |                           |                                   |                     |       |
| Arstanosaurus      |                           |                                   |                     |       |
| Articunus          |                           |                                   |                     |       |
| Asiaceratops       |                           |                                   |                     |       |
| Asiatosaurus       |                           |                                   |                     |       |
| Asiatosuchus       |                           |                                   |                     |       |
| Asilisaurus        |                           |                                   |                     |       |
| Askeptosaurus      |                           |                                   |                     |       |
| Asperdorsus        |                           |                                   |                     |       |
| Astrodon           |                           |                                   |                     |       |
| Astrodonius        |                           |                                   |                     |       |
| Astrodontaurus     |                           |                                   |                     |       |
| Atercurisaurus     |                           |                                   |                     |       |
| Atlantosaurus      |                           |                                   |                     |       |
| Atlasaurus         |                           |                                   |                     |       |
| Atlascopcosaurus   |                           |                                   |                     |       |
| Atrociraptor       |                           |                                   |                     |       |
| Aublysodon         |                           |                                   |                     |       |
| Aucasaurus         |                           |                                   |                     |       |
| Auroraceratops     |                           |                                   |                     |       |
| Austrosaurus       |                           |                                   |                     |       |
| Avaceratops        |                           |                                   |                     |       |
| Avalonia           |                           |                                   |                     |       |
| Avalonianus        |                           |                                   |                     |       |
| Avarusaurus        |                           |                                   |                     |       |
| Aviatyrannis       | Laat-Jura                 | Portugal                          |                     |       |
| Avimimus           | Laat-Krijt                | China                             |                     |       |
| Avipes             | Midden- tot Laat-Trias    | Duitsland                         |                     |       |
| Axiciacephalus     |                           |                                   |                     |       |
| Azendohsaurus      |                           |                                   |                     |       |

## B

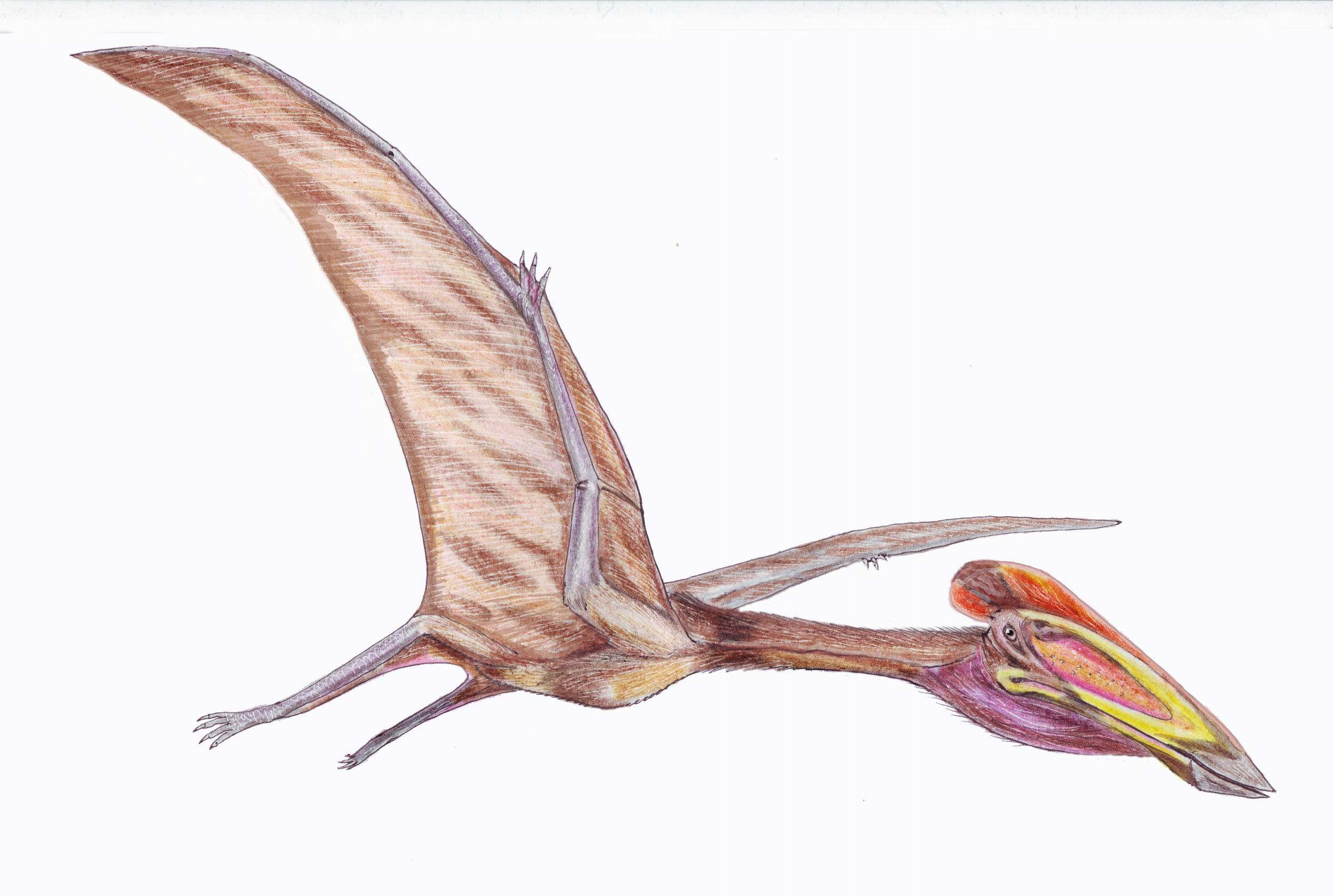
Bakonydraco

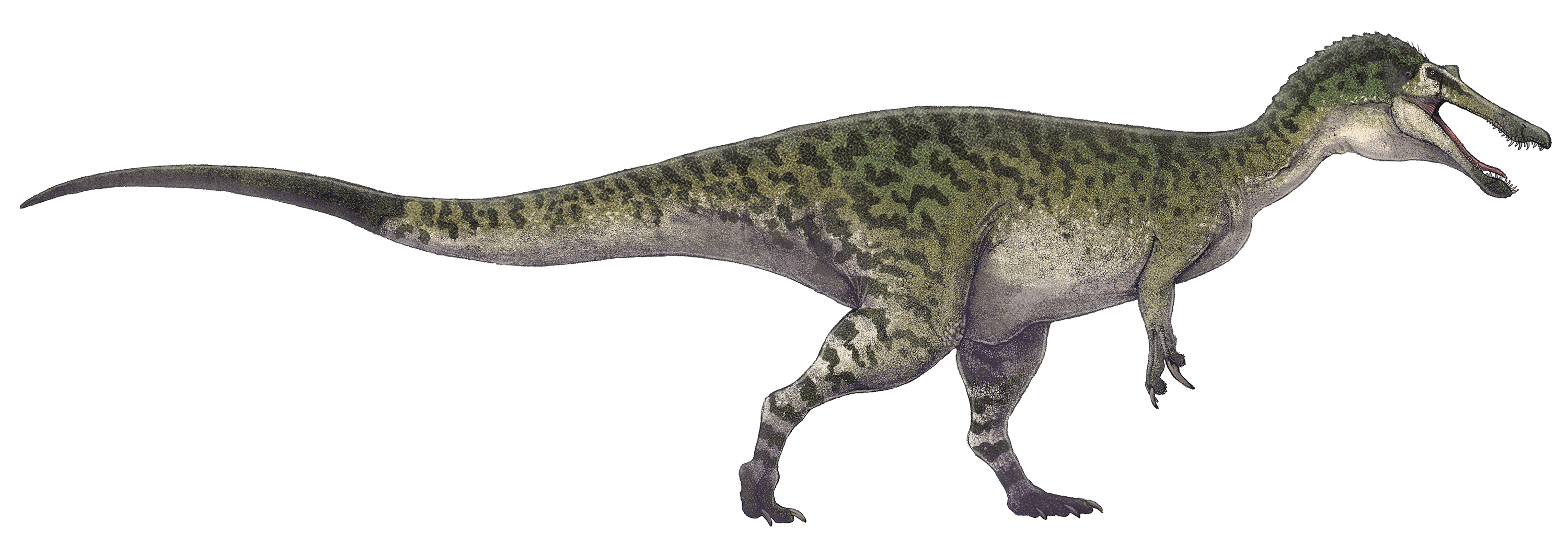
Baryonyx

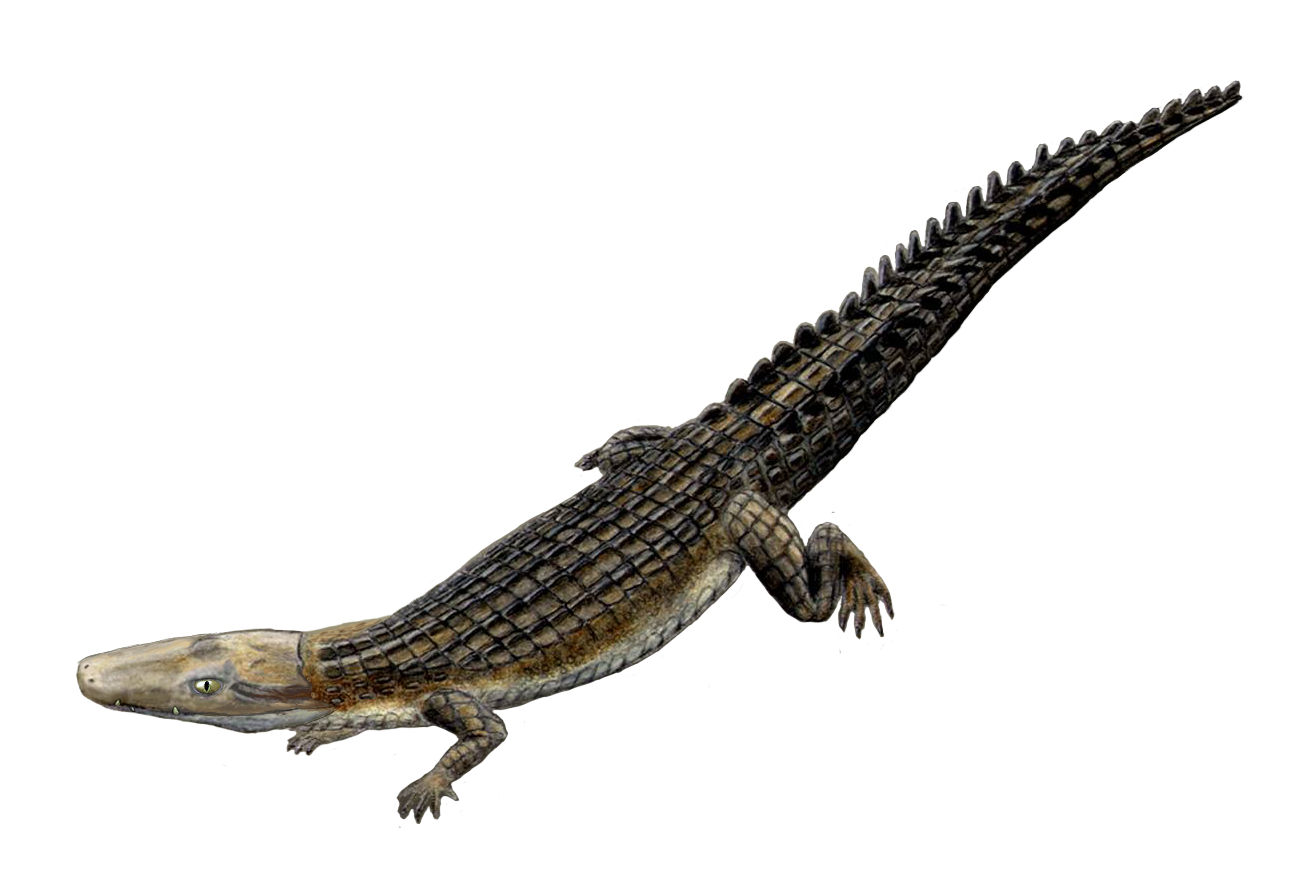
Baryphracta

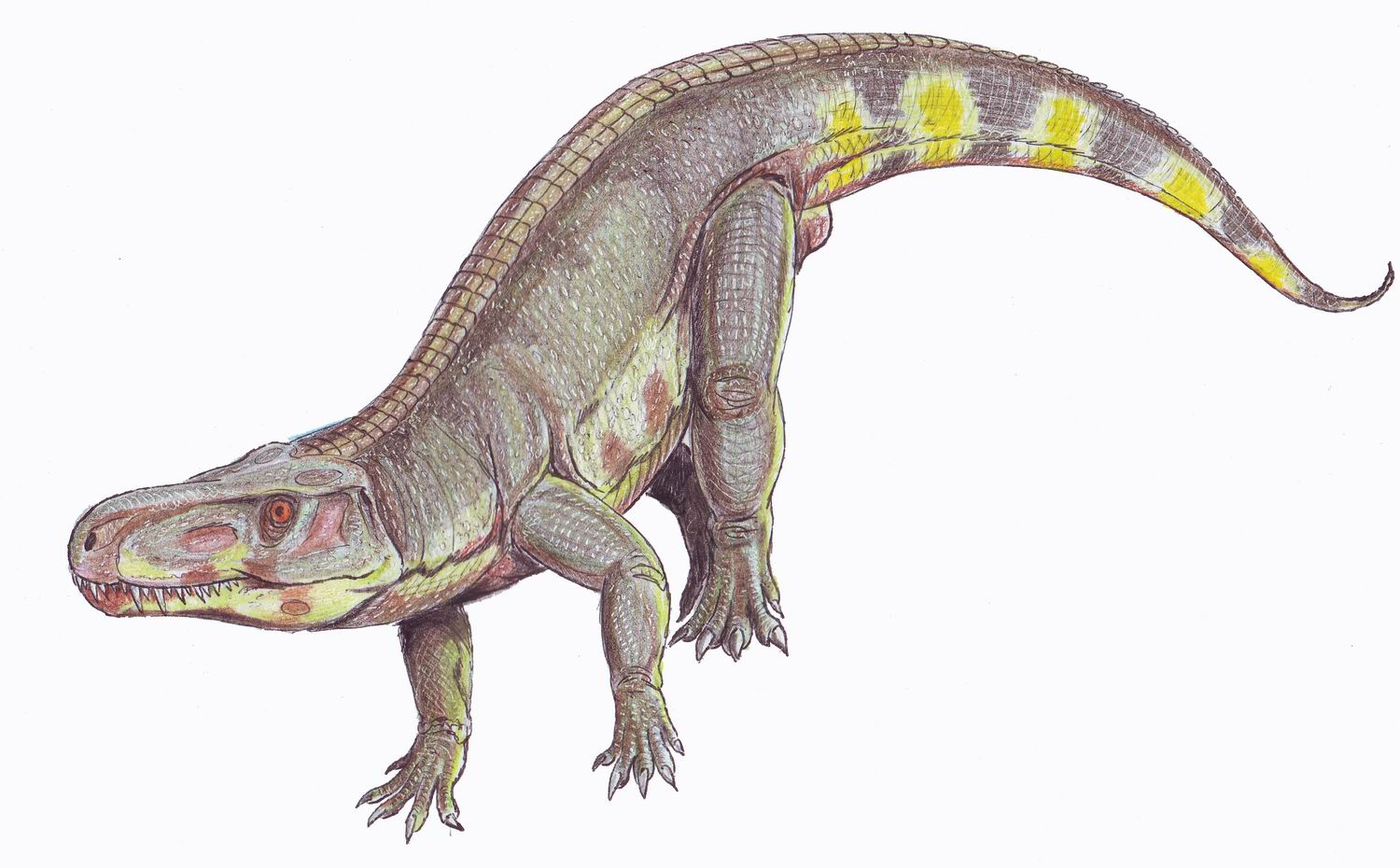
Batrachothomus

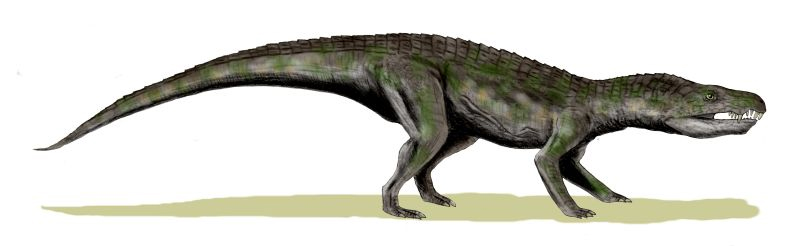
Baurusuchus

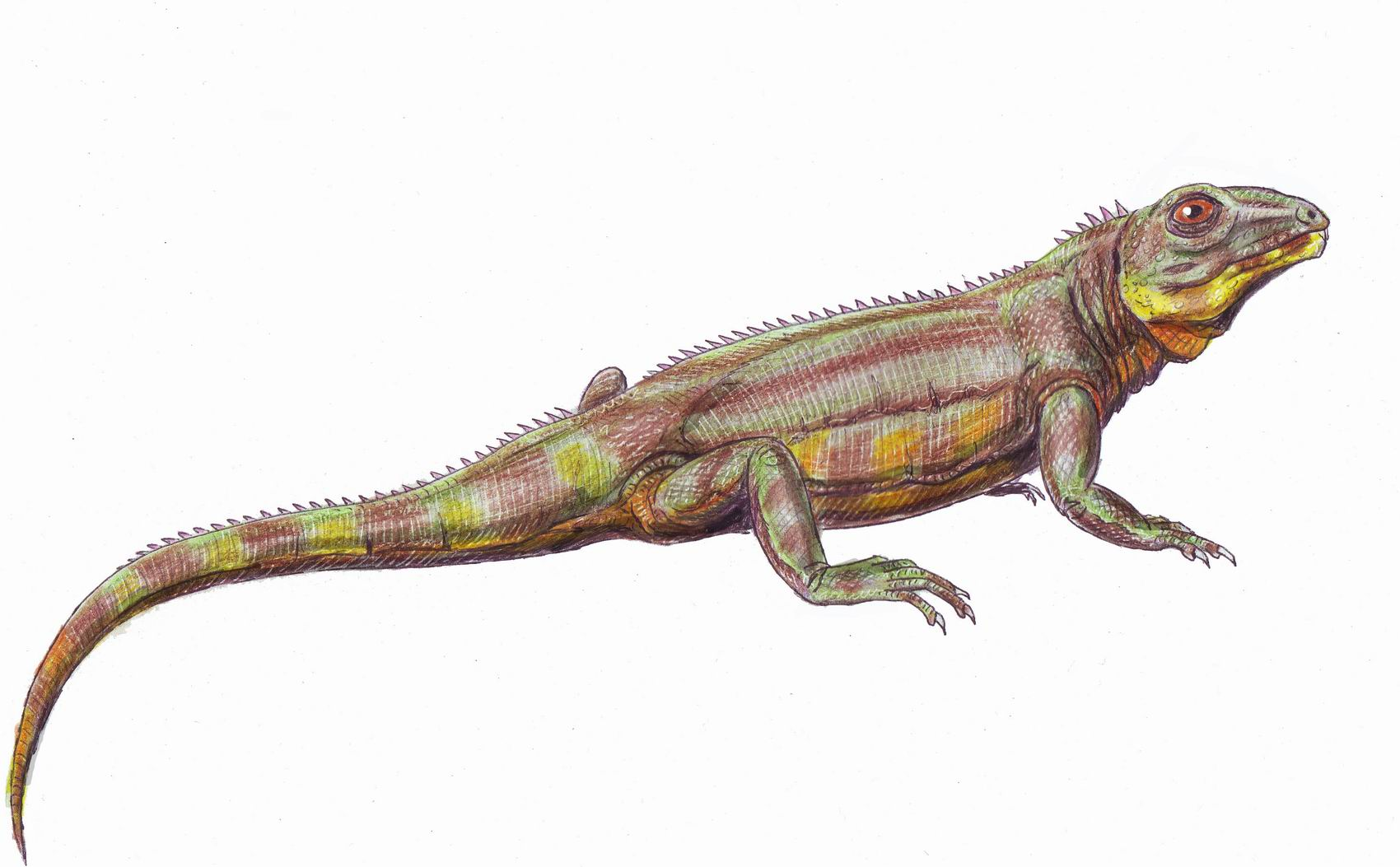
Belebey

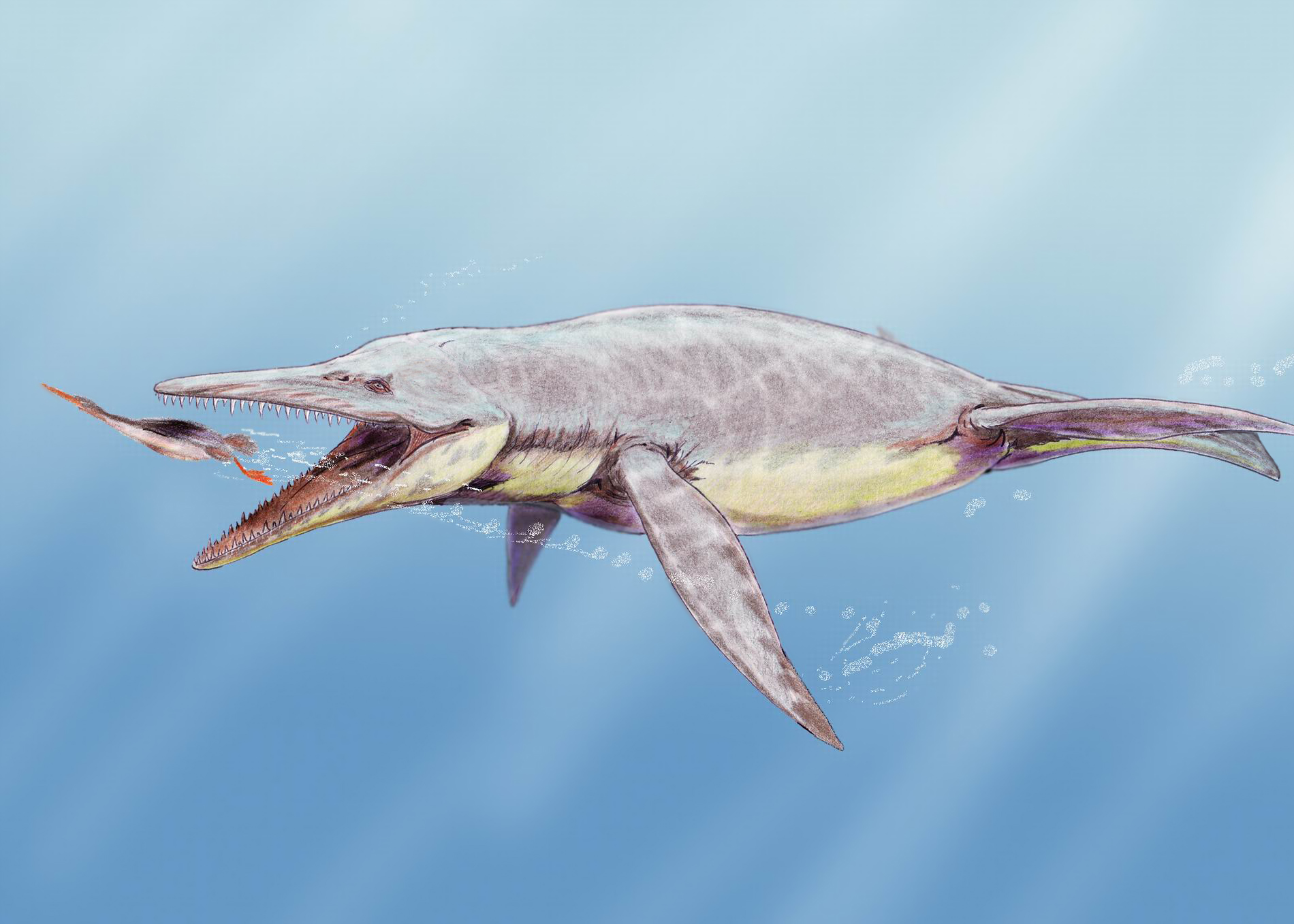
Brachauchenius en de vogel Hesperornis

| Soort                | Periode | Voorkomen | Auteur | Datum |
| -------------------- | ------- | --------- | ------ | ----- |
| Bactrosaurus         |         |           |        |       |
| Bagaceratops         |         |           |        |       |
| Bagaraatan           |         |           |        |       |
| Bahariasaurus        |         |           |        |       |
| Bainoceratops        |         |           |        |       |
| Bakesaurus           |         |           |        |       |
| Bakonydraco          |         |           |        |       |
| Bambiraptor          |         |           |        |       |
| Barapasaurus         |         |           |        |       |
| Barosaurus           |         |           |        |       |
| Barsboldia           |         |           |        |       |
| Baru                 |         |           |        |       |
| Baryonyx             |         |           |        |       |
| Baryphracta          |         |           |        |       |
| Bashunosaurus        |         |           |        |       |
| Basutodon            |         |           |        |       |
| Bathygnathus         |         |           |        |       |
| Batrachothomus       |         |           |        |       |
| Baurusuchus          |         |           |        |       |
| Baurutitan           |         |           |        |       |
| Becklespinax         |         |           |        |       |
| Beelemodon           |         |           |        |       |
| Beipiaosaurus        |         |           |        |       |
| Belebey              |         |           |        |       |
| Bellusaurus          |         |           |        |       |
| Belodon              |         |           |        |       |
| Bestialis            |         |           |        |       |
| Betasuchus           |         |           |        |       |
| Bidensaurus          |         |           |        |       |
| Bienosaurus          |         |           |        |       |
| Bifurcatops          |         |           |        |       |
| Bihariosaurus        |         |           |        |       |
| Bissektipelta        |         |           |        |       |
| Blancocerosaurus     |         |           |        |       |
| Blikanasaurus        |         |           |        |       |
| Bonatitan            |         |           |        |       |
| Bonitasaura          |         |           |        |       |
| Borealosaurus        |         |           |        |       |
| Borogovia            |         |           |        |       |
| Bothriospondylus     |         |           |        |       |
| Brachiosaurus        |         |           |        |       |
| Brachauchenius       |         |           |        |       |
| Brachyceratops       |         |           |        |       |
| Brachylophosaurus    |         |           |        |       |
| Brachypodosaurus     |         |           |        |       |
| Brachyrophus         |         |           |        |       |
| Brachytaenius        |         |           |        |       |
| Brachytrachelopan    |         |           |        |       |
| Bradycneme           |         |           |        |       |
| Brasileosaurus       |         |           |        |       |
| Brevalus             |         |           |        |       |
| Breviceratops        |         |           |        |       |
| Breviparopus         |         |           |        |       |
| Brontoraptor         |         |           |        |       |
| Brontosaurus         |         |           |        |       |
| Brontosaurus baxteri |         |           |        |       |
| Bruhathkayosaurus    |         |           |        |       |
| Brutornis            |         |           |        |       |
| Bugenasaura          |         |           |        |       |
| Buitreraptor         |         |           |        |       |
| Byronosaurus         |         |           |        |       |

## C

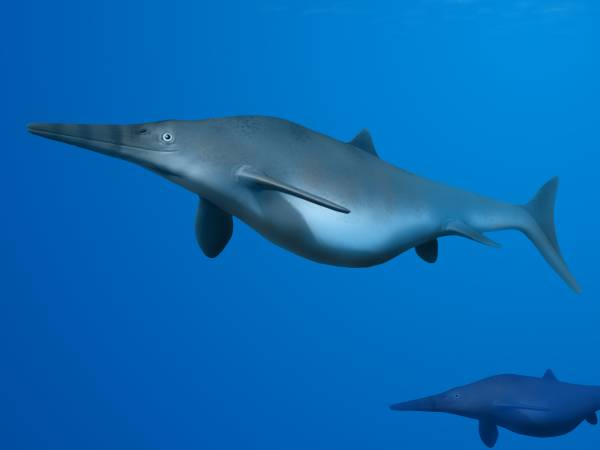
Californosaurus

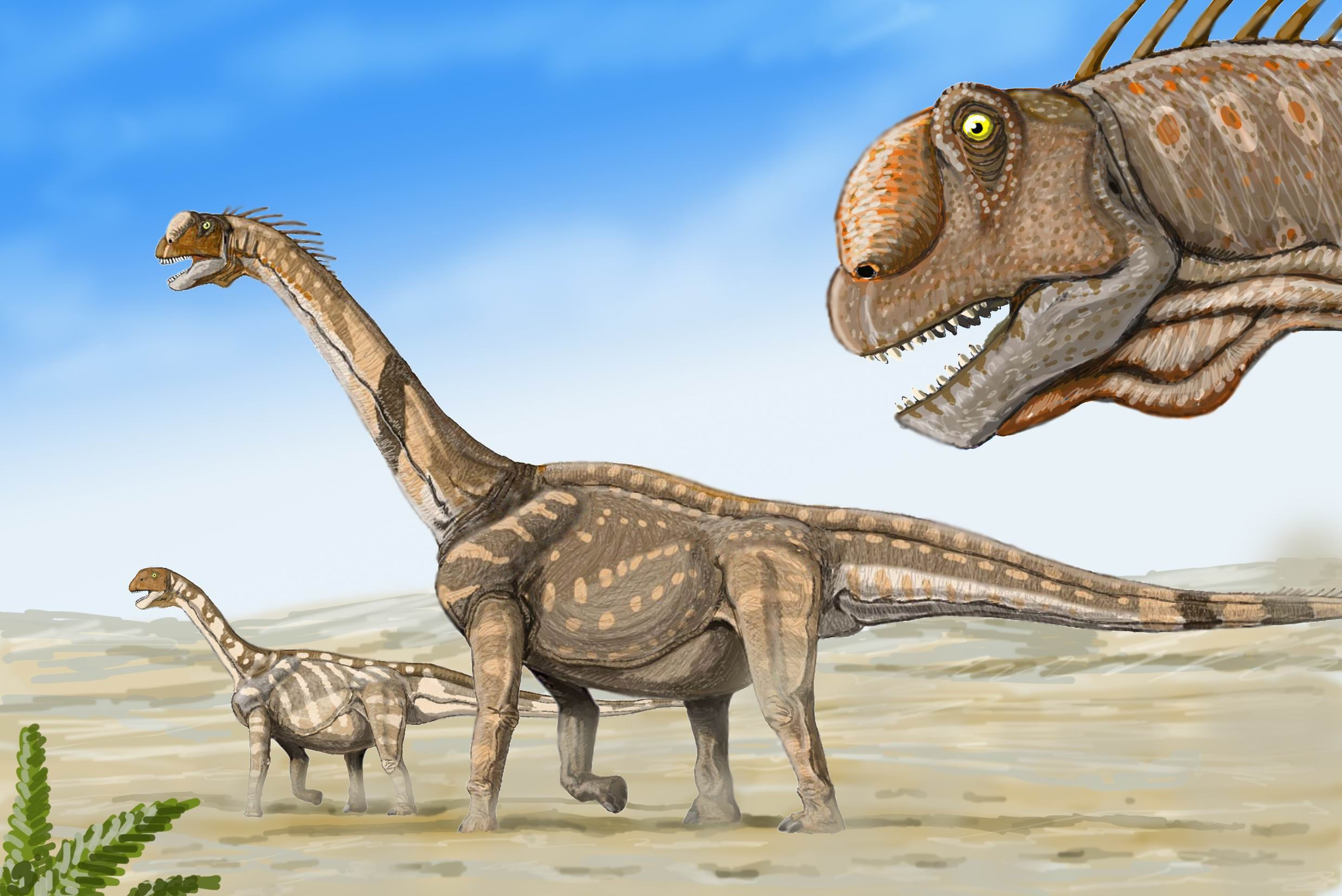
Camarasaurus

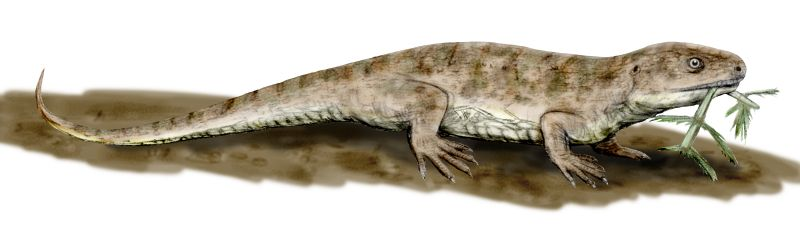
Captorhinus

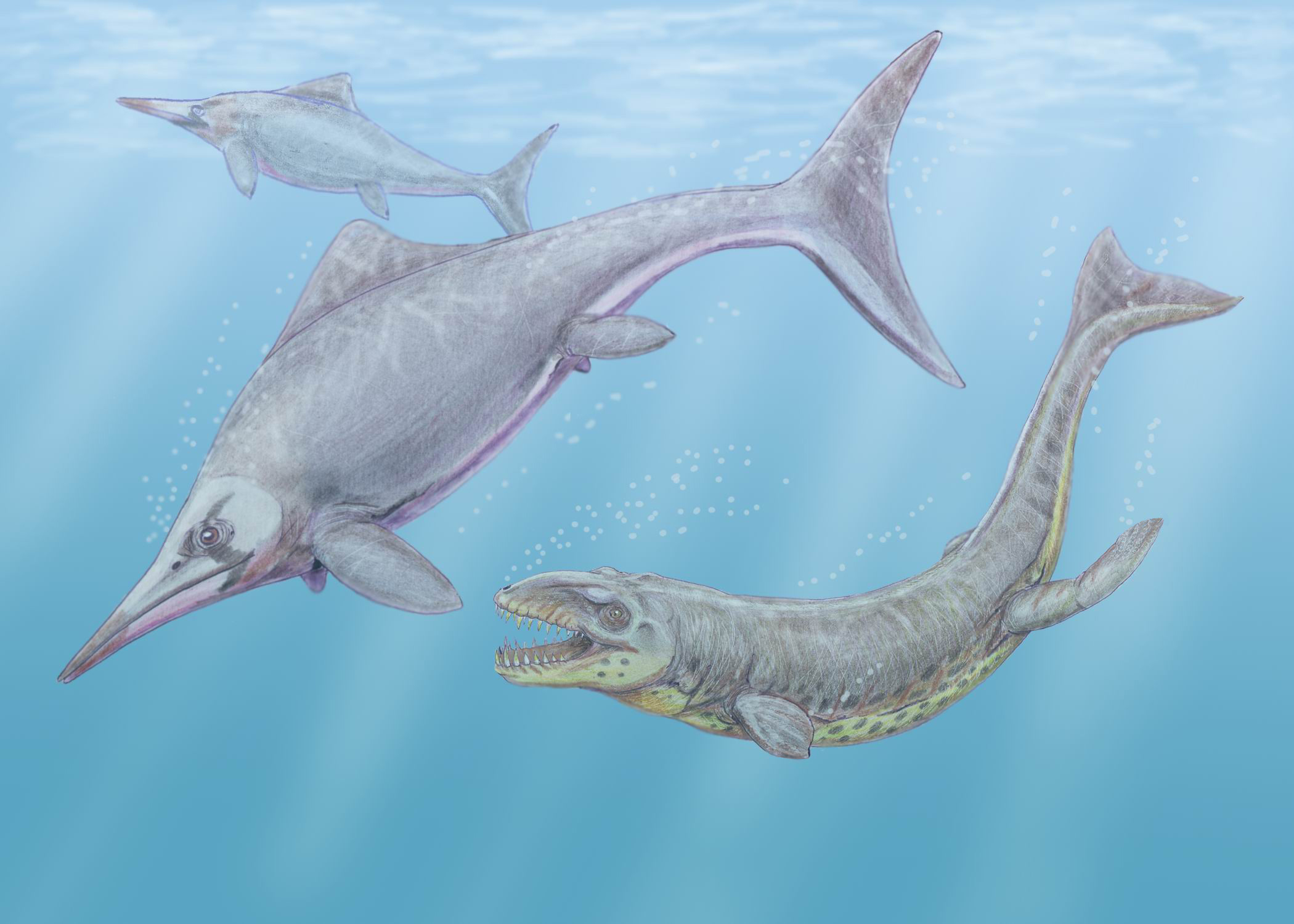
Caypullisaurus (links) en Dakosaurus (rechts)

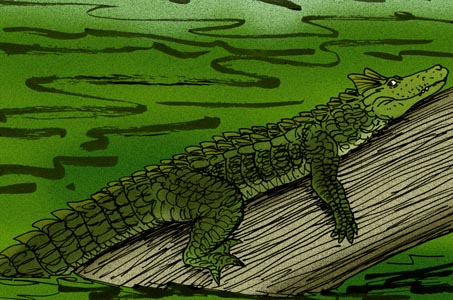
Ceratosuchus

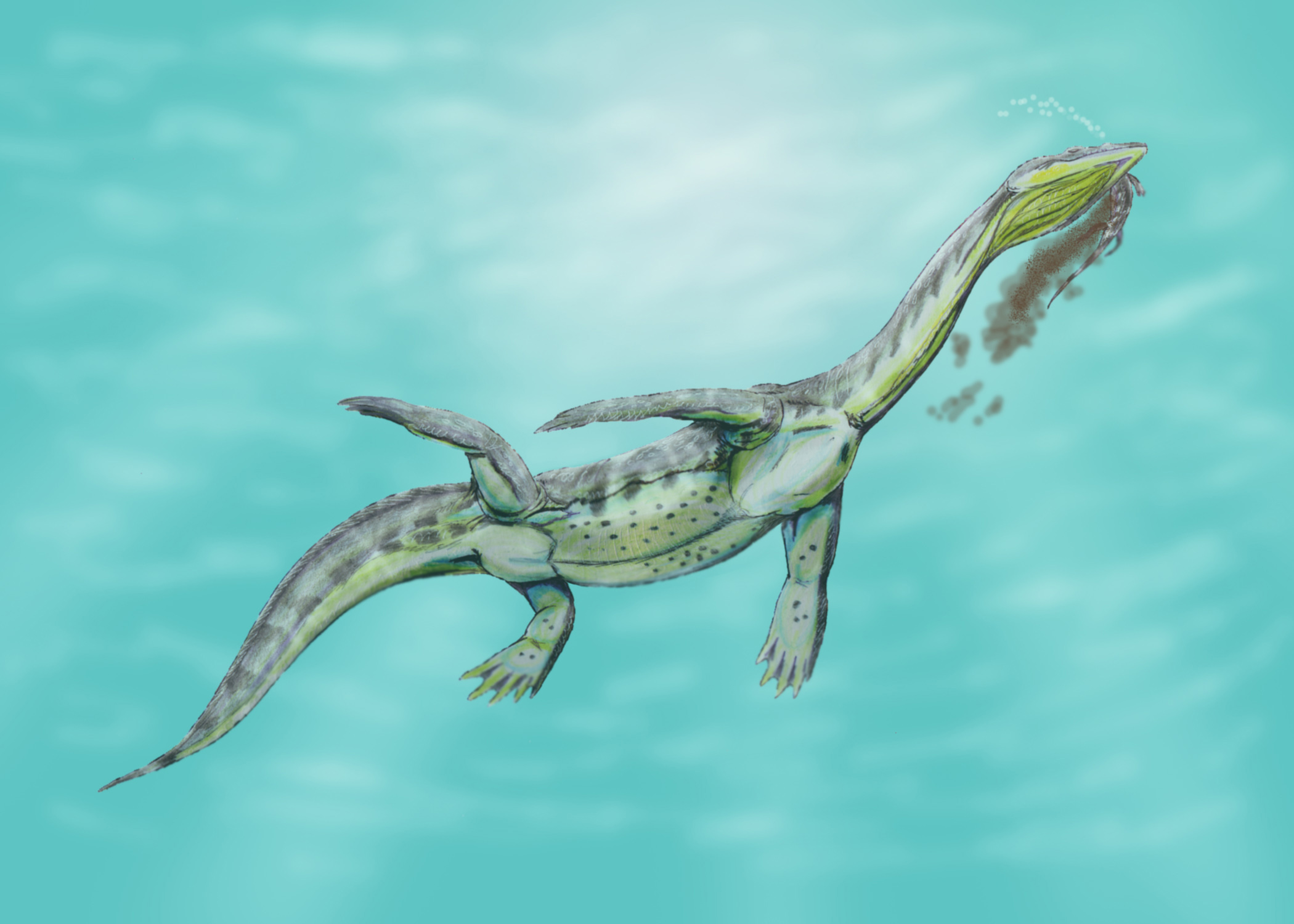
Ceresiosaurus

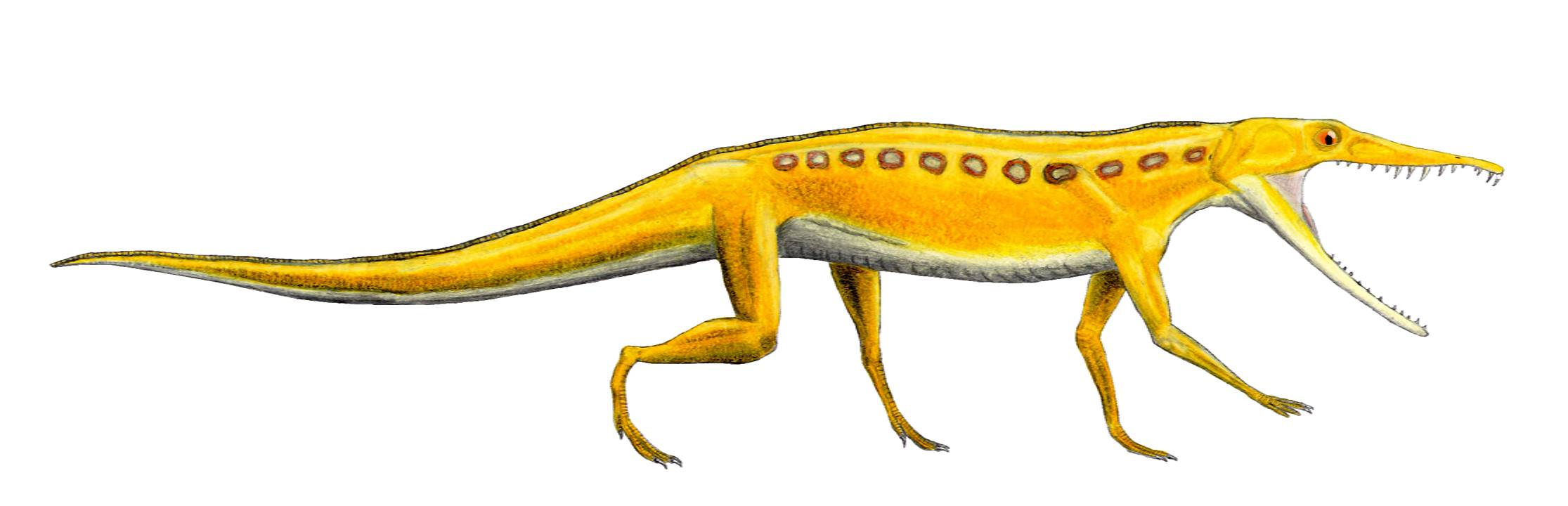
Chanaresuchus

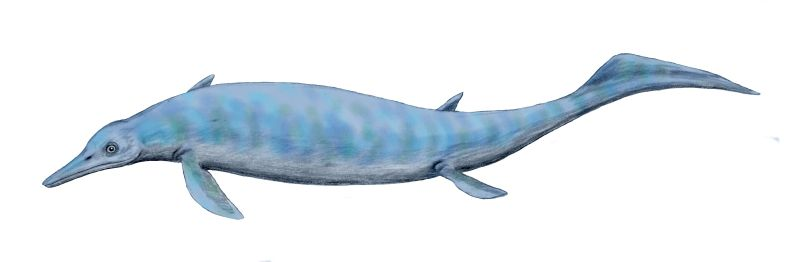
Chaohusaurus

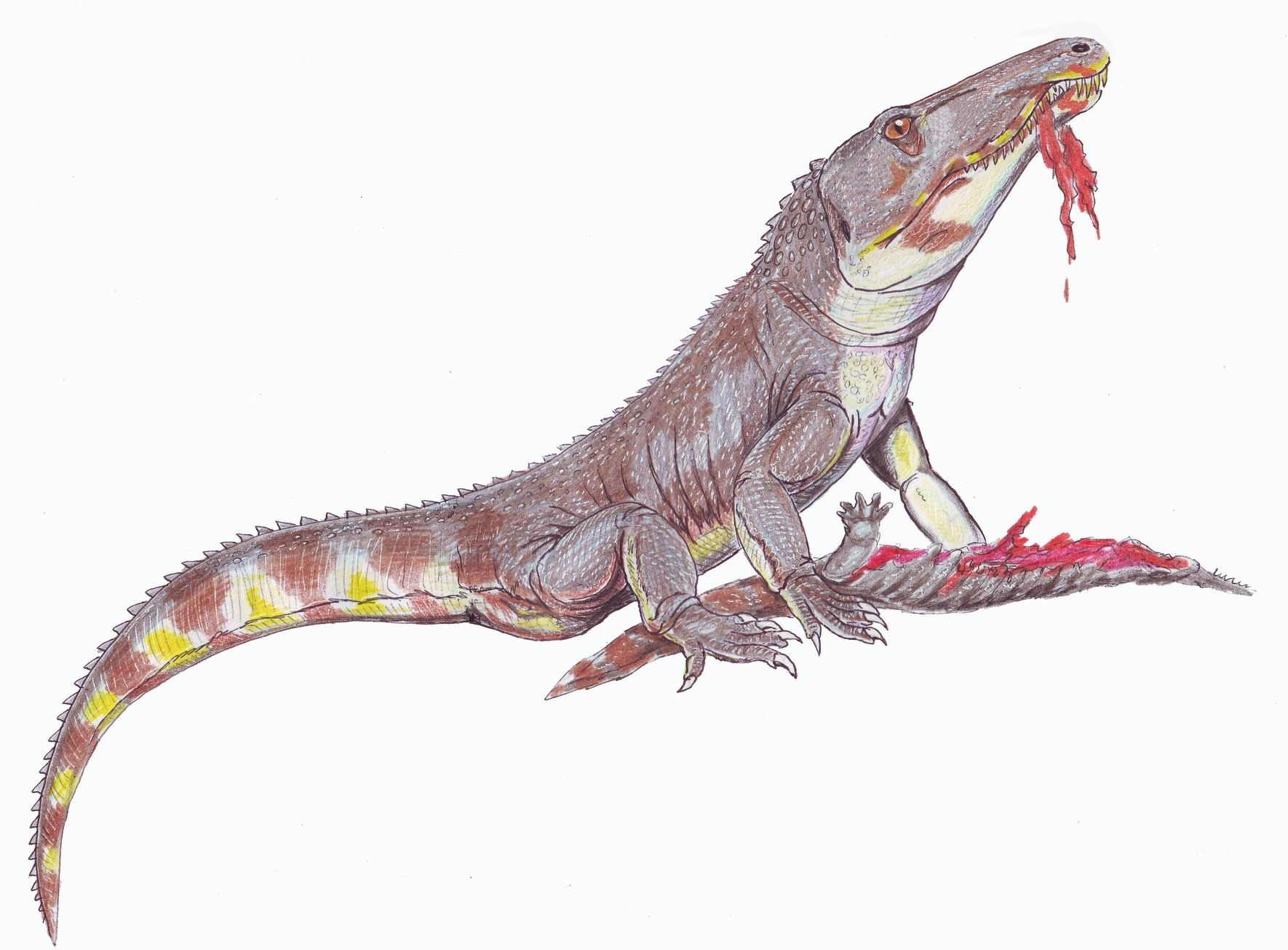
Chasmatosuchus

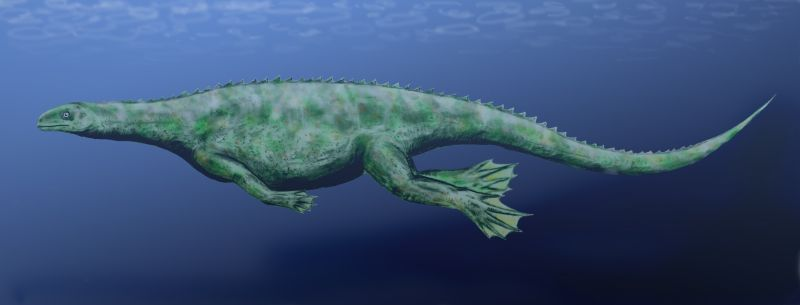
Claudiosaurus

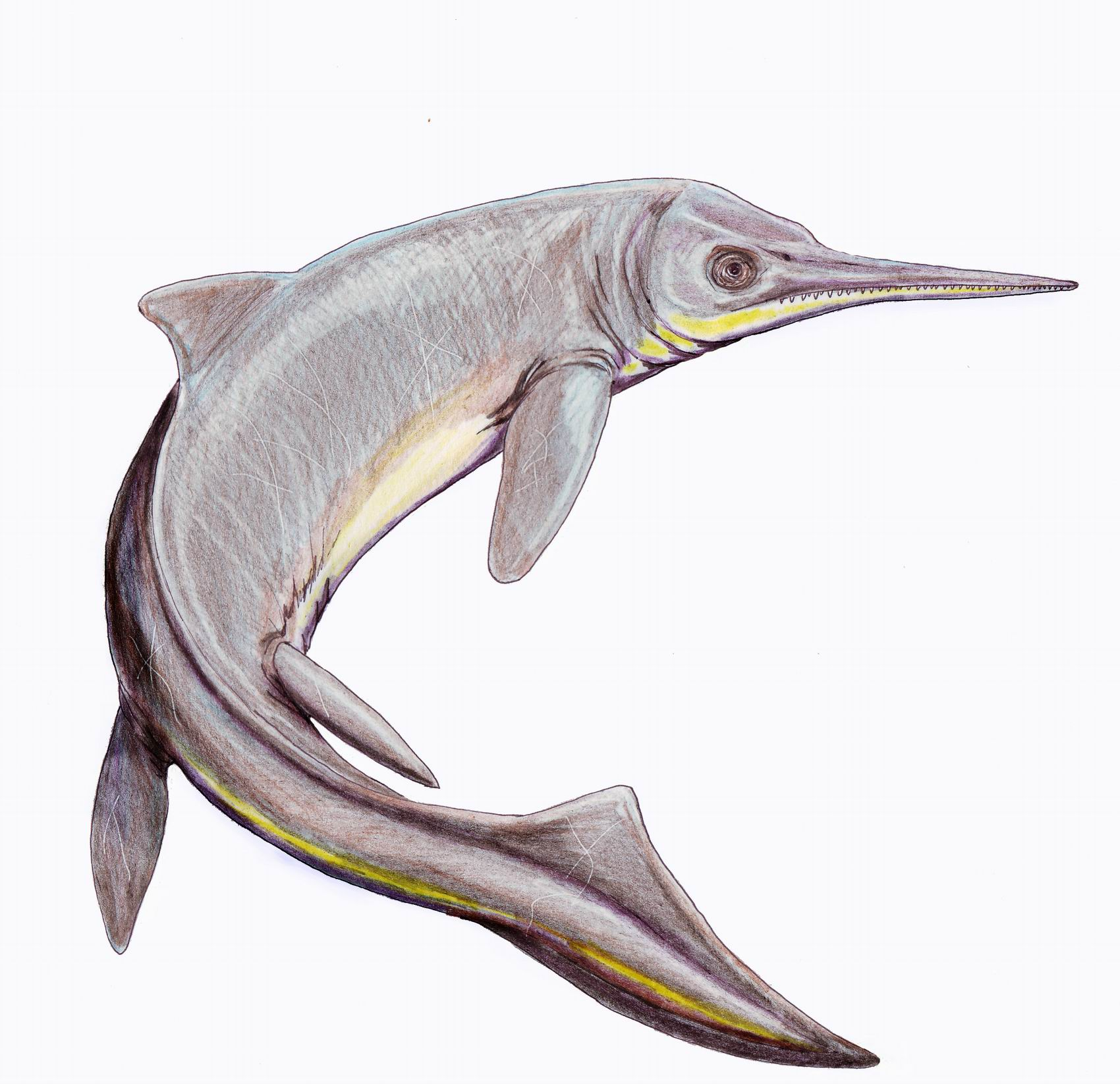
Contectopalatus

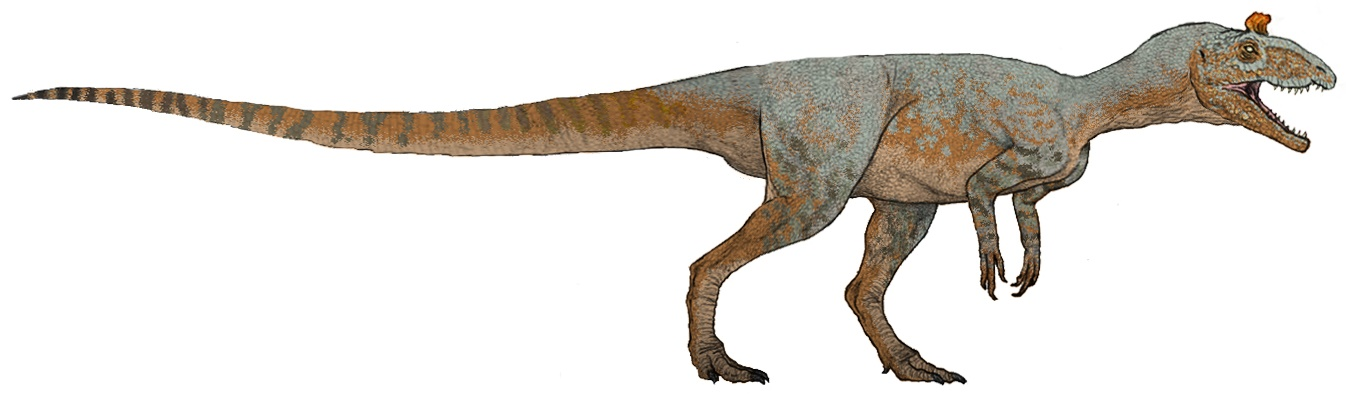
Cryolophosaurus

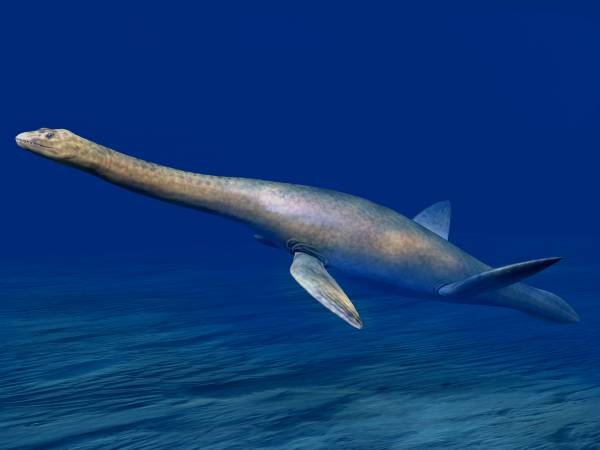
Cryptoclidus

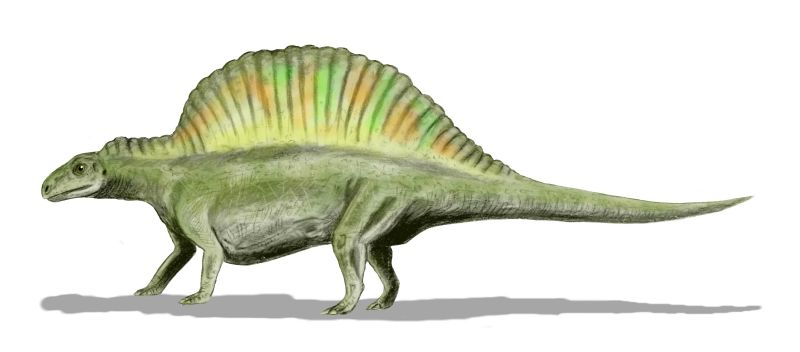
Ctenosauriscus

| Geslacht            | Periode | Voorkomen | Auteur | Datum |
| ------------------- | ------- | --------- | ------ | ----- |
| Caedosaurus         |         |           |        |       |
| Caenagnathasia      |         |           |        |       |
| Caenagnathus        |         |           |        |       |
| Calamosaurus        |         |           |        |       |
| Calamospondylus     |         |           |        |       |
| Calcarisaurus       |         |           |        |       |
| Californosaurus     |         |           |        |       |
| Callovosaurus       | Jura    |           |        |       |
| Camarasaurus        |         |           |        |       |
| Camelotia           |         |           |        |       |
| Camplodoniscus      |         |           |        |       |
| Camposaurus         |         |           |        |       |
| Camptosaurus        |         |           |        |       |
| Campylodon          |         |           |        |       |
| Campylodoniscus     |         |           |        |       |
| Capitalsaurus       |         |           |        |       |
| Captorhinus         |         |           |        |       |
| Carcharodontosaurus |         |           |        |       |
| Cardiodon           |         |           |        |       |
| Carnosaurus         |         |           |        |       |
| Carnotaurus         |         |           |        |       |
| Carocarptor         |         |           |        |       |
| Caropsitticus       |         |           |        |       |
| Caseosaurus         |         |           |        |       |
| Cathartesaura       |         |           |        |       |
| Cathetosaurus       |         |           |        |       |
| Caudipteryx         |         |           |        |       |
| Caudocoelus         |         |           |        |       |
| Caulodon            |         |           |        |       |
| Caypullisaurus      |         |           |        |       |
| Cedarosaurus        |         |           |        |       |
| Cedarpelta          |         |           |        |       |
| Centemodon          |         |           |        |       |
| Centrosaurus        |         |           |        |       |
| Ceratops            |         |           |        |       |
| Ceratosaurus        |         |           |        |       |
| Ceratosuchus        |         |           |        |       |
| Ceresiosaurus       |         |           |        |       |
| Cetiosauriscus      |         |           |        |       |
| Cetiosaurus         |         |           |        |       |
| Chalyceratops       |         |           |        |       |
| Champsosaurus       |         |           |        |       |
| Chanaresuchus       |         |           |        |       |
| Changunsaurus       |         |           |        |       |
| Changdusaurus       |         |           |        |       |
| Chaohusaurus        |         |           |        |       |
| Chaoyangsaurus      |         |           |        |       |
| Charisaurus         |         |           |        |       |
| Charonosaurus       |         |           |        |       |
| Chasmatosaurus      |         |           |        |       |
| Chasmatosuchus      |         |           |        |       |
| Chasmosaurus        |         |           |        |       |
| Chassternbergia     |         |           |        |       |
| Chebsaurus          |         |           |        |       |
| Cheneosaurus        |         |           |        |       |
| Chialingosaurus     |         |           |        |       |
| Chiayusaurus        |         |           |        |       |
| Chienkosaurus       |         |           |        |       |
| Chikorita           |         |           |        |       |
| Chilantaisaurus     |         |           |        |       |
| Chindesaurus        |         |           |        |       |
| Chingkankousaurus   |         |           |        |       |
| Chinshakiangosaurus |         |           |        |       |
| Chirostenotes       |         |           |        |       |
| Chondrosteosaurus   |         |           |        |       |
| Chuandongocoelurus  |         |           |        |       |
| Chuanjiesaurus      |         |           |        |       |
| Chubutisaurus       |         |           |        |       |
| Chungkingosaurus    |         |           |        |       |
| Cicollum            |         |           |        |       |
| Cionodon            |         |           |        |       |
| Citipati            |         |           |        |       |
| Cladeiodon          |         |           |        |       |
| Claorhynchus        |         |           |        |       |
| Claosaurus          |         |           |        |       |
| Clarencea           |         |           |        |       |
| Clasmodosaurus      |         |           |        |       |
| Claudiosaurus       | Perm    |           |        |       |
| Clepsysaurus        |         |           |        |       |
| Coelophysis         |         |           |        |       |
| Coelosaurus         |         |           |        |       |
| Coeluroides         |         |           |        |       |
| Coelurosauravus     |         |           |        |       |
| Coelurosaurus       |         |           |        |       |
| Coelurus            |         |           |        |       |
| Colepiocephale      |         |           |        |       |
| Colonosaurus        |         |           |        |       |
| Coloradia           |         |           |        |       |
| Coloradisaurus      |         |           |        |       |
| Colossosaurus       |         |           |        |       |
| Compsognathus       |         |           |        |       |
| Compsosuchus        |         |           |        |       |
| Conchoraptor        |         |           |        |       |
| Condorraptor        |         |           |        |       |
| Contectopalatus     |         |           |        |       |
| Corythosaurus       |         |           |        |       |
| Craspedodon         |         |           |        |       |
| Crataeomus          |         |           |        |       |
| Craterosaurus       |         |           |        |       |
| Creosaurus          |         |           |        |       |
| Cribrusaurus        |         |           |        |       |
| Crichtonsaurus      |         |           |        |       |
| Cristatusaurus      |         |           |        |       |
| Crosbysaurus        |         |           |        |       |
| Cryolophosaurus     |         |           |        |       |
| Cryptodraco         |         |           |        |       |
| Cryptosaurus        |         |           |        |       |
| Cryptovolans        |         |           |        |       |
| Ctenosauriscus      | Trias   |           |        |       |
| Cumnoria            |         |           |        |       |
| Cuneatusornis       |         |           |        |       |
| Currerus            |         |           |        |       |
| Cylindricodon       |         |           |        |       |
| Cystosaurus         |         |           |        |       |

## D

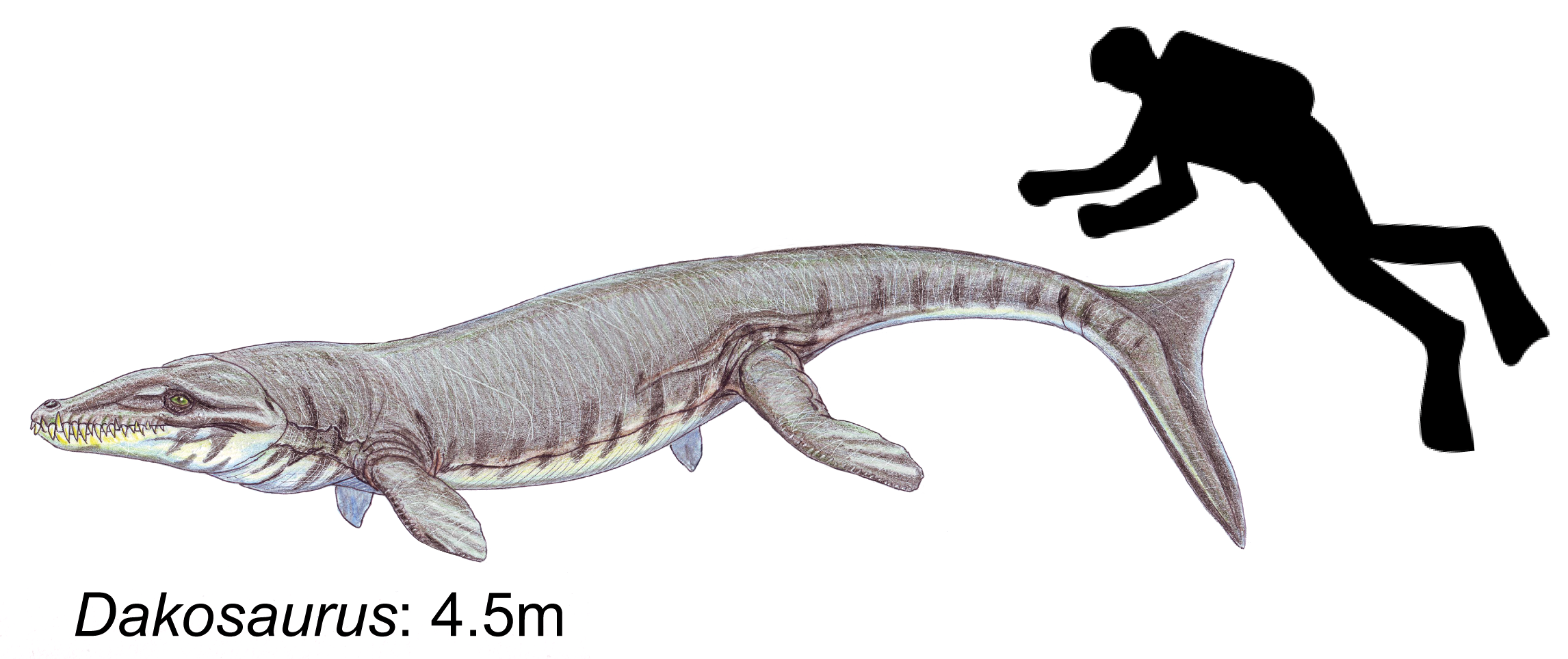
Dakosaurus

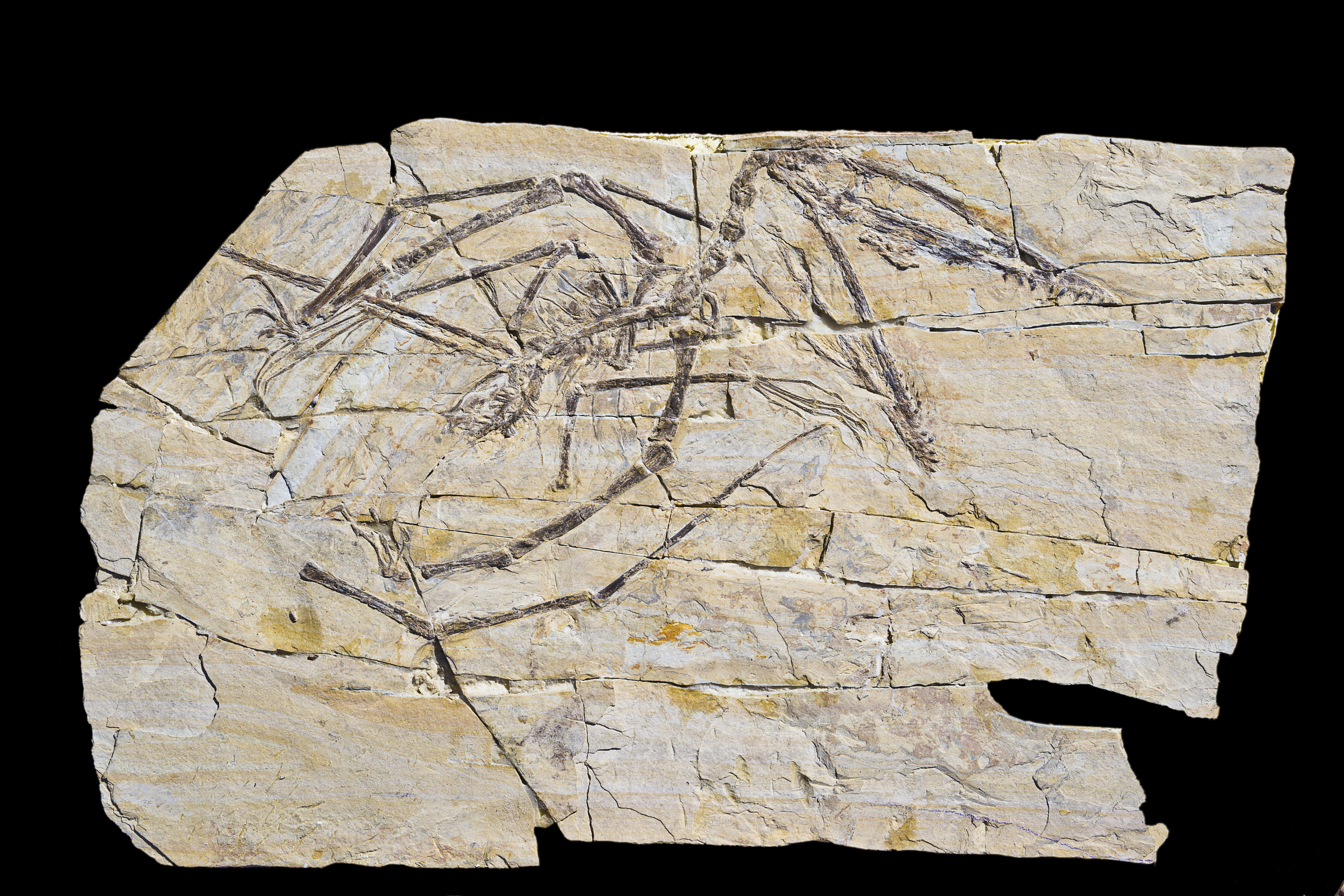
Darwinopterus

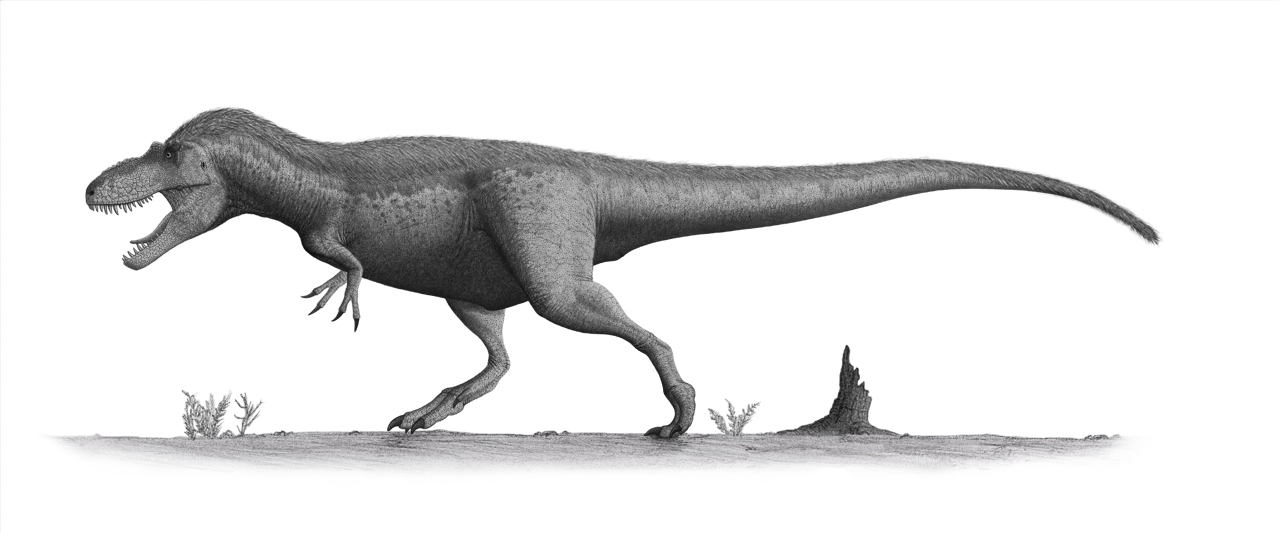
Daspletosaurus

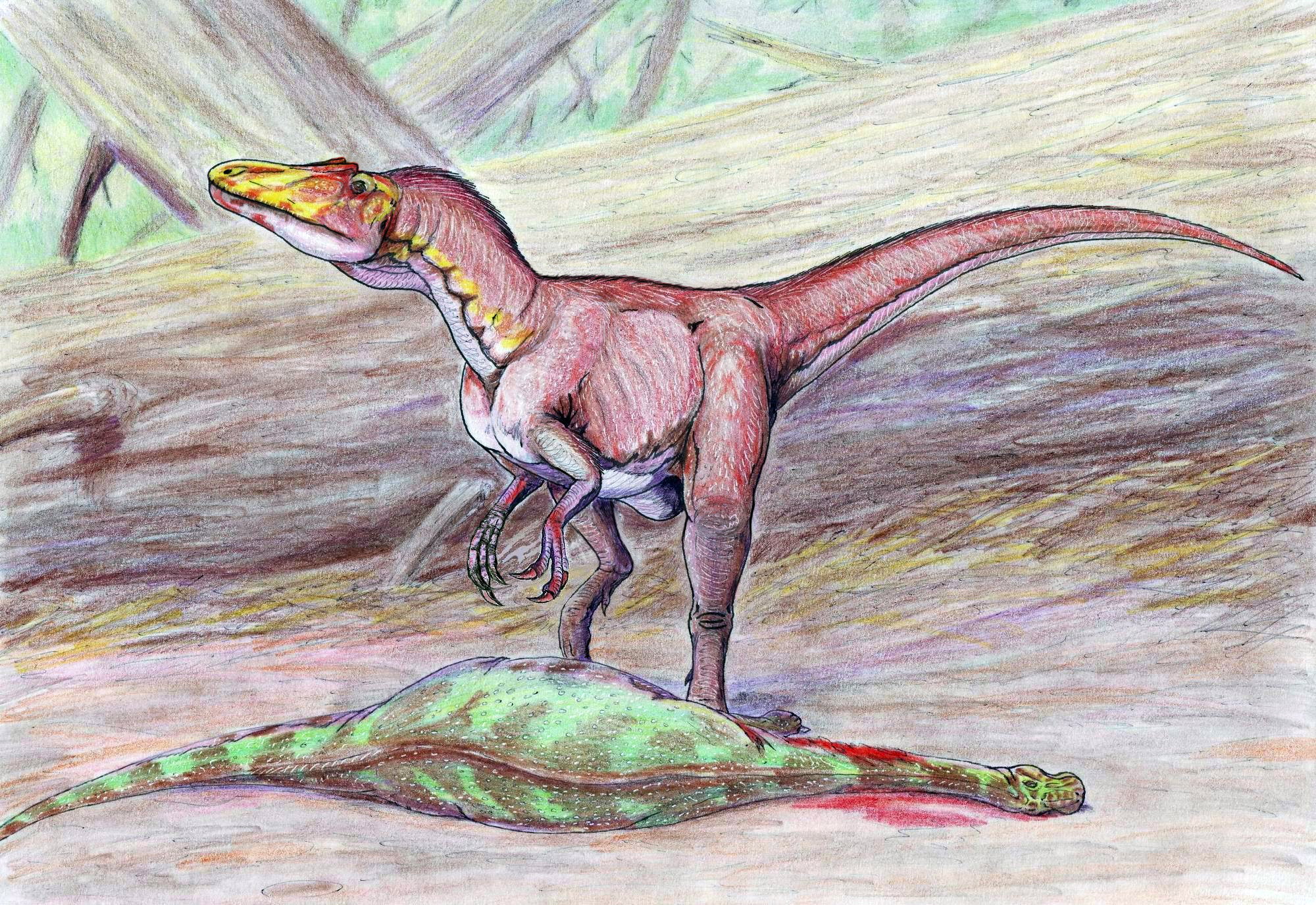
Deltadromeus

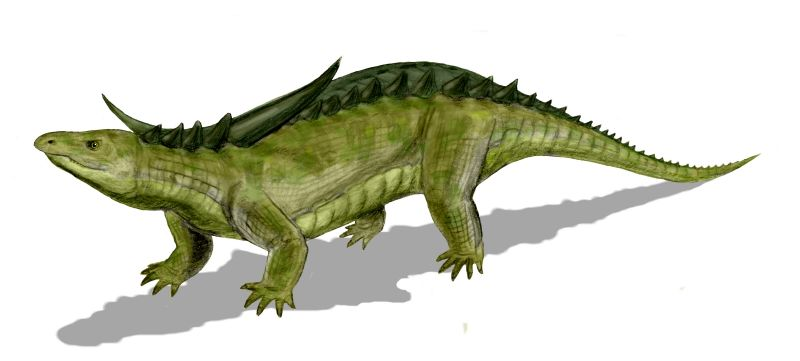
Desmatosuchus

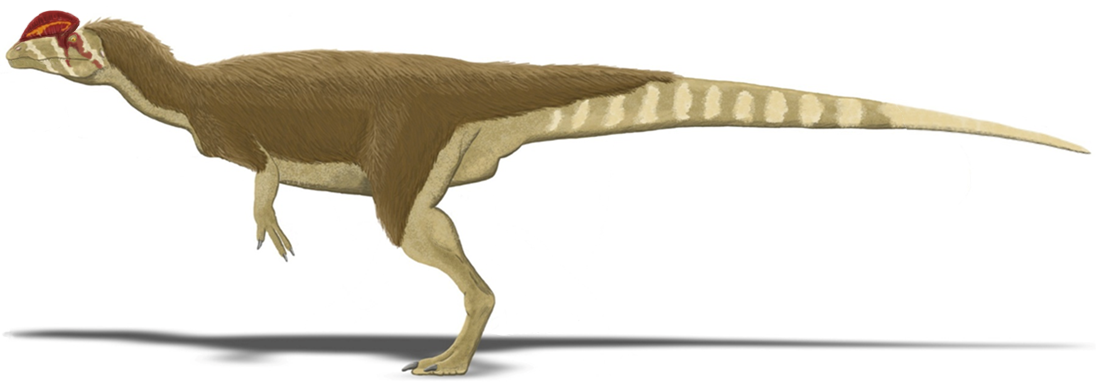
Dilophosaurus

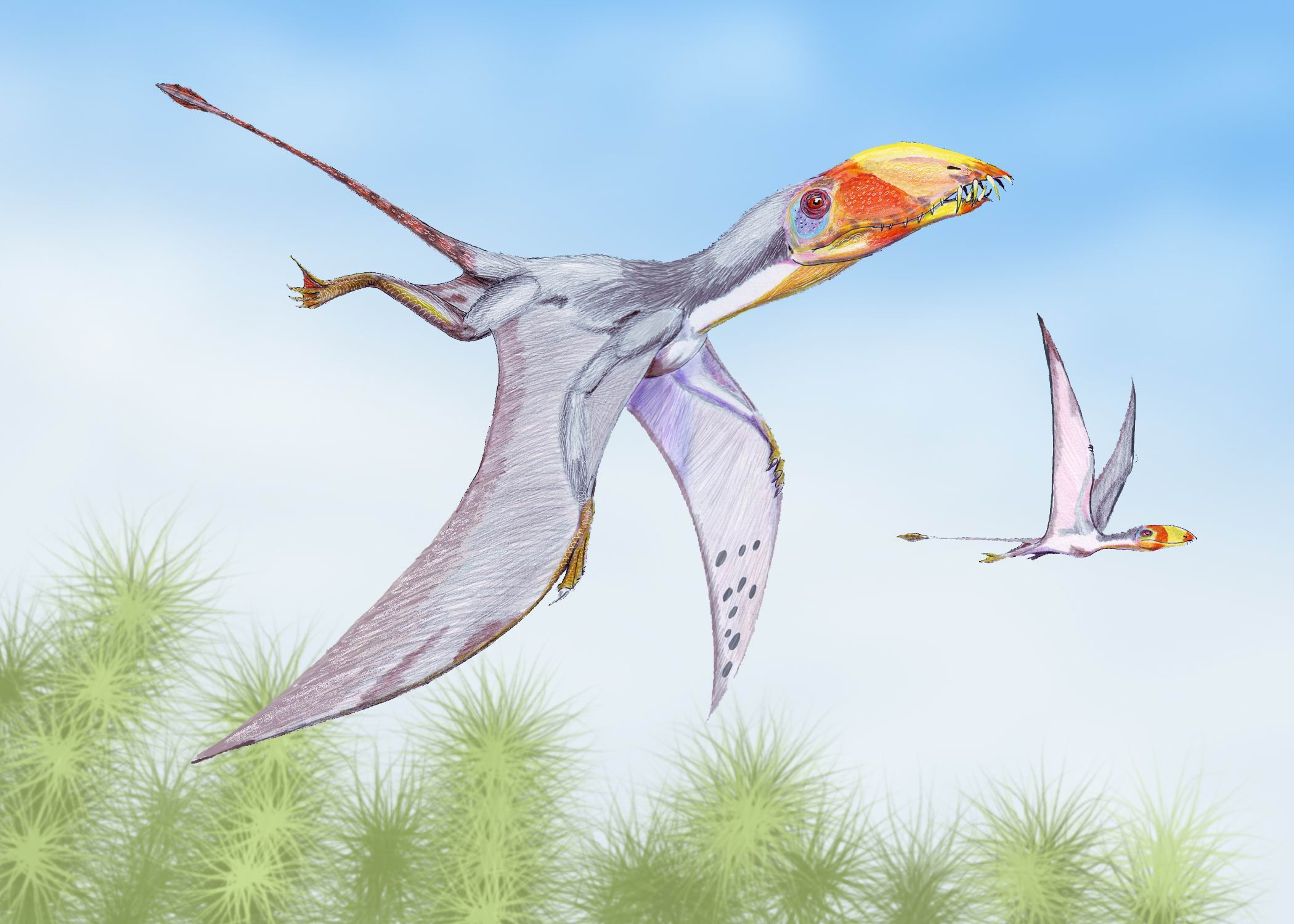
Dimorphodon

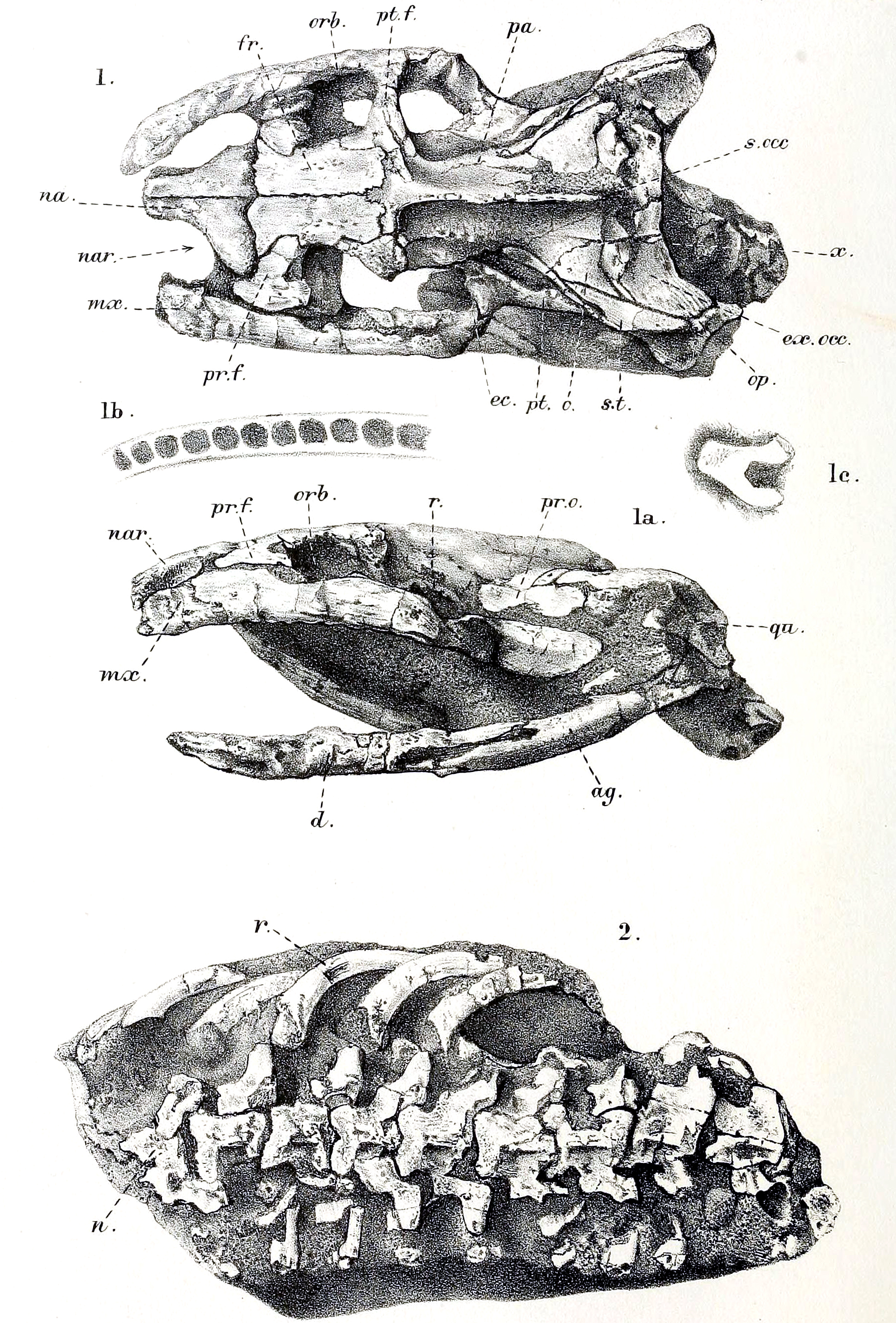
Dinilysia

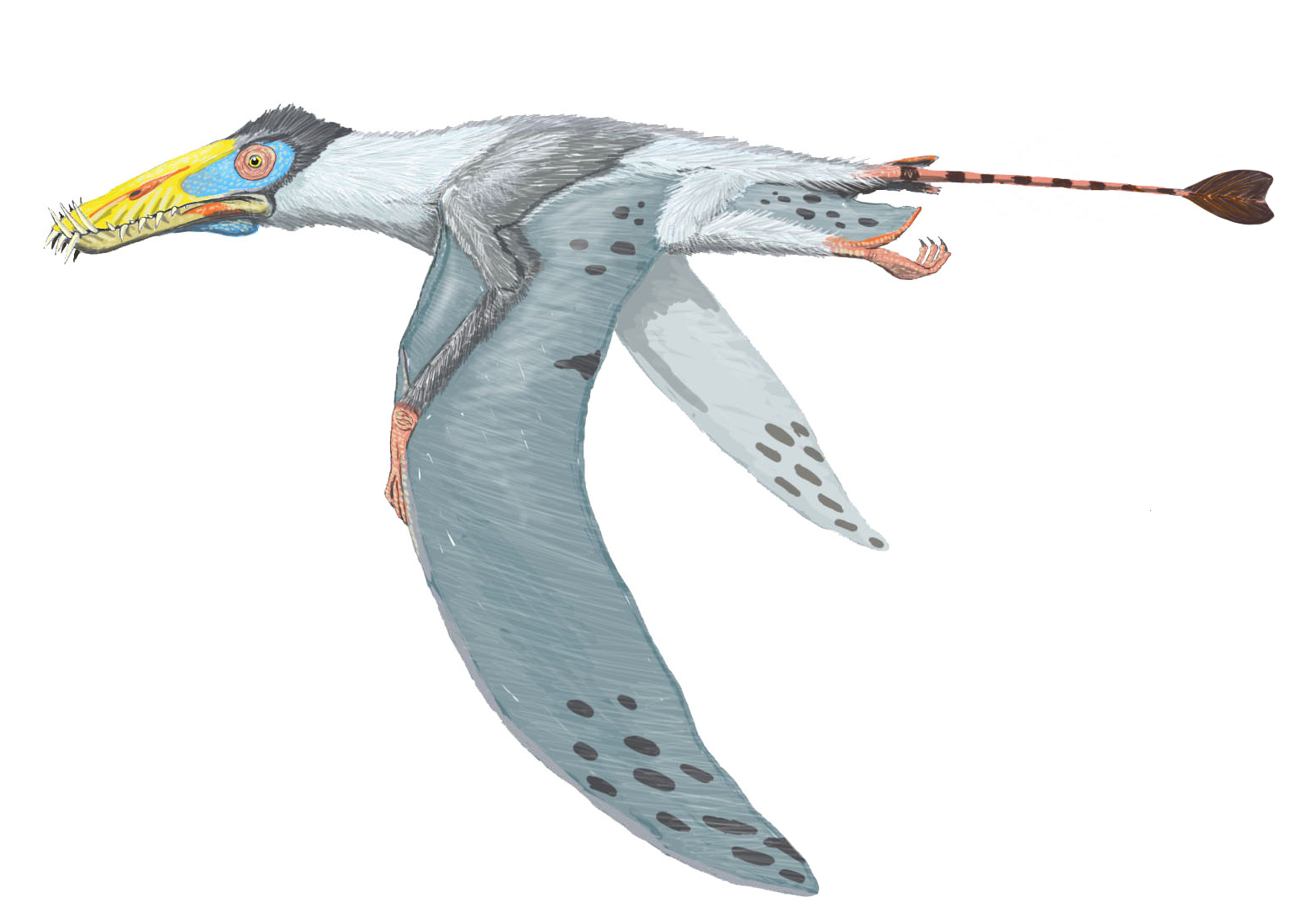
Dorygnathus

| Geslacht         | Periode    | Voorkomen  | Auteur   | Datum |
| ---------------- | ---------- | ---------- | -------- | ----- |
| Daanosaurus      |            |            |          |       |
| Dacentrurus      |            |            |          |       |
| Dachongosaurus   |            |            |          |       |
| Dachungosaurus   |            |            |          |       |
| Dakosaurus       |            |            |          |       |
| Damalasaurus     |            |            |          |       |
| Dandakosaurus    |            |            |          |       |
| Danubiosaurus    |            |            |          |       |
| Daptosaurus      |            |            |          |       |
| Darwinopterus    |            |            |          |       |
| Daspletosaurus   |            |            |          |       |
| Dasygnathoides   |            |            |          |       |
| Dasygnathus      |            |            |          |       |
| Datousaurus      |            |            |          |       |
| Deinocheirus     |            |            |          |       |
| Deinodon         |            |            |          |       |
| Deinonychus      |            |            |          |       |
| Deinosuchus      |            |            |          |       |
| Deltadromeus     |            |            |          |       |
| Denversaurus     |            |            |          |       |
| Desmatosuchus    |            |            |          |       |
| Diablosaurus     |            |            |          |       |
| Dianchungosaurus |            |            |          |       |
| Diceratus        |            |            |          |       |
| Dicraeosaurus    |            |            |          |       |
| Didanodon        |            |            |          |       |
| Dilong           |            |            |          |       |
| Dilophosaurus    |            |            |          |       |
| Dimodosaurus     |            |            |          |       |
| Dimorphodon      |            |            |          |       |
| Dinheirosaurus   |            |            |          |       |
| Dinilysia        | Laat-Krijt | Argentinië | Woodward | 1901  |
| Dinocanisaurus   |            |            |          |       |
| Dinodocus        |            |            |          |       |
| Dinosuchus       |            |            |          |       |
| Dinotyrannus     |            |            |          |       |
| Diplodocus       |            |            |          |       |
| Diplotomodon     |            |            |          |       |
| Diracodon        |            |            |          |       |
| Dirusuchus       |            |            |          |       |
| Discus           |            |            |          |       |
| Dolichosuchus    |            |            |          |       |
| Domeykosaurus    |            |            |          |       |
| Doratodon        |            |            |          |       |
| Dorygnathus      |            |            |          |       |
| Doryphorosaurus  |            |            |          |       |
| Dracomicros      |            |            |          |       |
| Draconyx         |            |            |          |       |
| Dracorex         |            |            |          |       |
| Dracopelta       |            |            |          |       |
| Dravidosaurus    |            |            |          |       |
| Drinker          |            |            |          |       |
| Dromaeosauroides |            |            |          |       |
| Dromaeosaurus    |            |            |          |       |
| Dromiceiomimus   |            |            |          |       |
| Dromicosaurus    |            |            |          |       |
| Dryosaurus       |            |            |          |       |
| Dryptosauroides  |            |            |          |       |
| Dryptosaurus     |            |            |          |       |
| Dubreuillosaurus |            |            |          |       |
| Dyoplosaurus     |            |            |          |       |
| Dysalotosaurus   |            |            |          |       |
| Dysganus         |            |            |          |       |
| Dyslocosaurus    |            |            |          |       |
| Dystrophaeus     |            |            |          |       |
| Dystylosaurus    |            |            |          |       |

## E

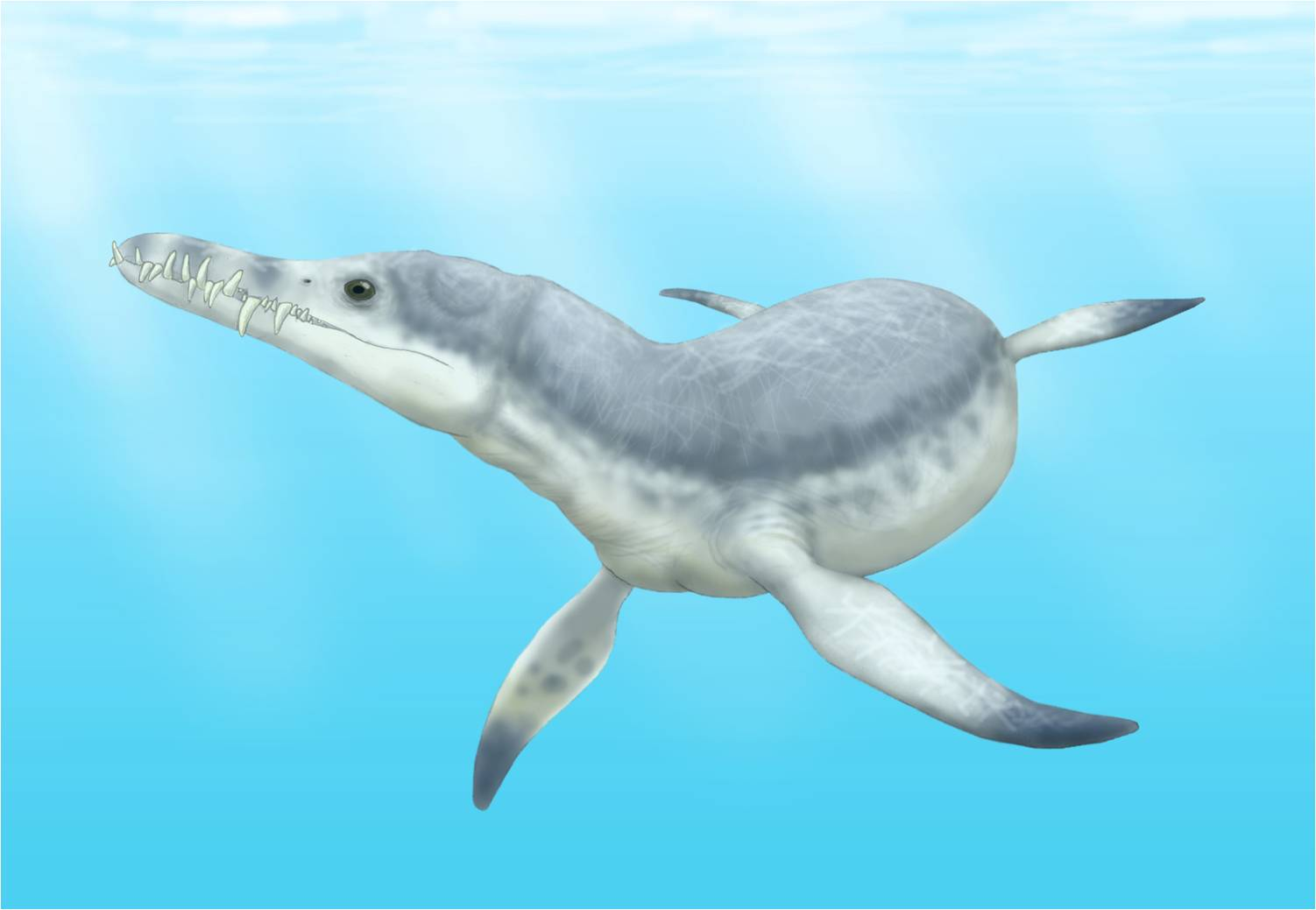
Edgarosaurus

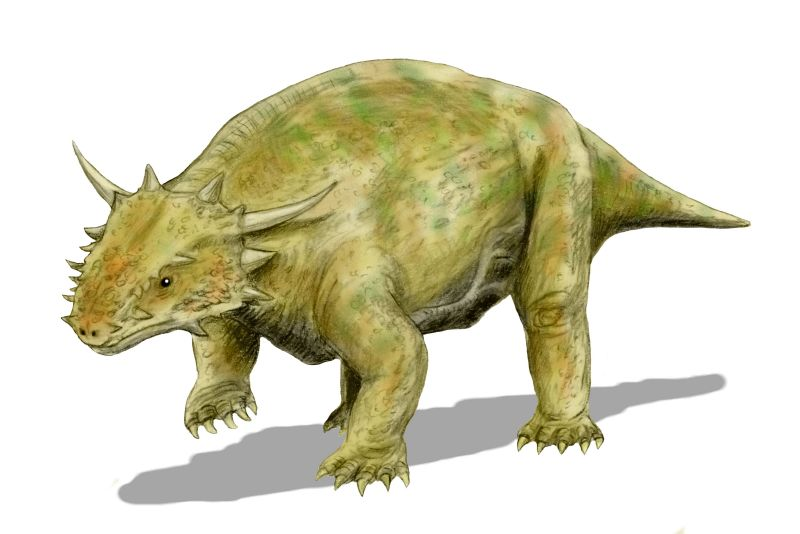
Elginia

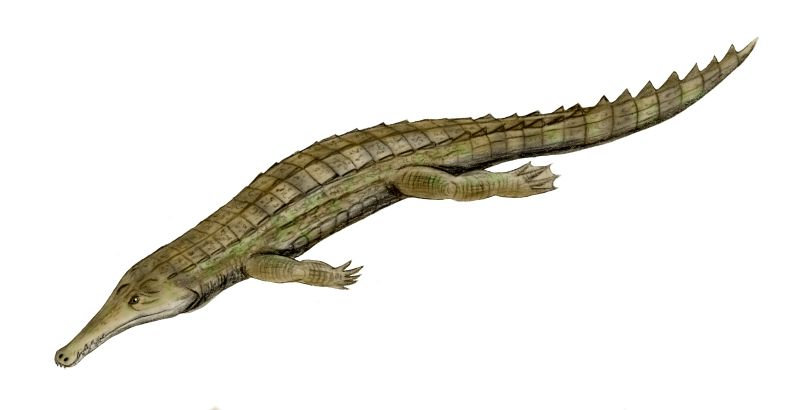
Elosuchus

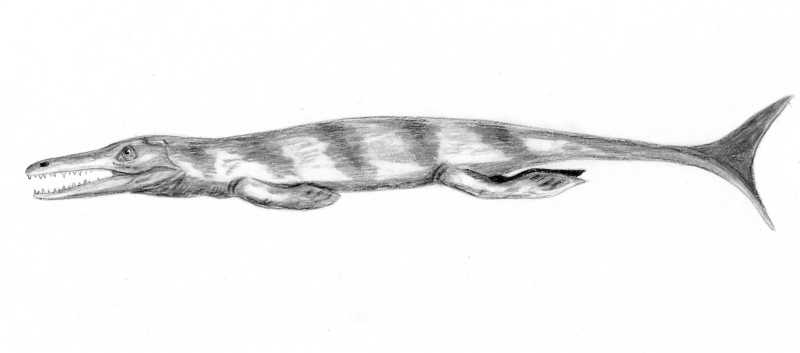
Enaliosuchus

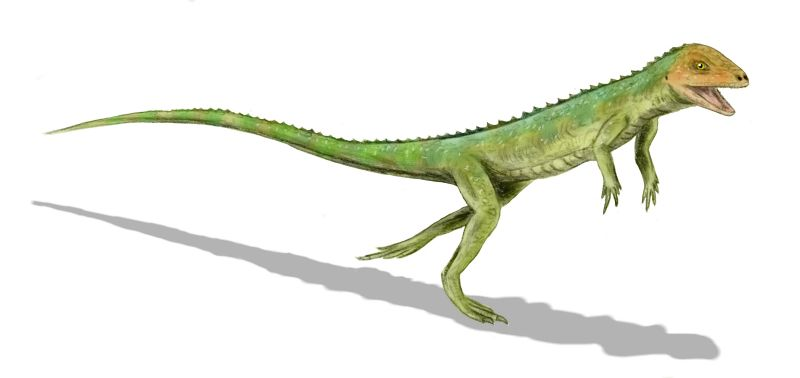
Eudibamus

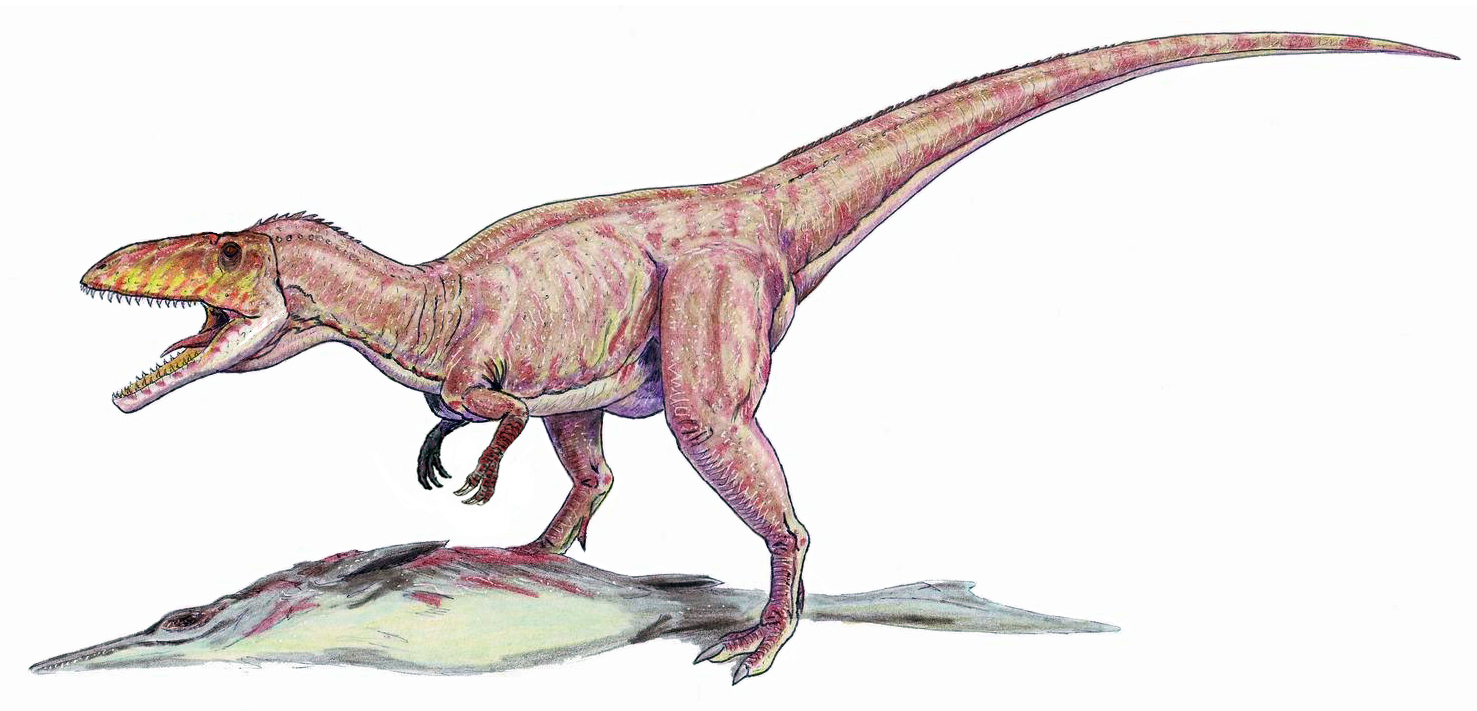
Eustreptospondylus

| Soort              | Periode | Voorkomen | Auteur | Datum |
| ------------------ | ------- | --------- | ------ | ----- |
| Echinodon          |         |           |        |       |
| Edgarosaurus       |         |           |        |       |
| Edmarka            |         |           |        |       |
| Edmontonia         |         |           |        |       |
| Edmontosaurus      |         |           |        |       |
| Efraasia           |         |           |        |       |
| Einiosaurus        |         |           |        |       |
| Ekrixinatosaurus   |         |           |        |       |
| Elachistosuchus    |         |           |        |       |
| Elaphrosaurus      |         |           |        |       |
| Elephasaurus       |         |           |        |       |
| Elginia            |         |           |        |       |
| Elmisaurus         |         |           |        |       |
| Elopteryx          |         |           |        |       |
| Elosaurus          |         |           |        |       |
| Elosuchus          |         |           |        |       |
| Emausaurus         |         |           |        |       |
| Embasaurus         |         |           |        |       |
| Enaliosuchus       |         |           |        |       |
| Enigmosaurus       |         |           |        |       |
| Eobrontosaurus     |         |           |        |       |
| Eoceratops         |         |           |        |       |
| Eolambia           |         |           |        |       |
| Eoraptor           |         |           |        |       |
| Eotyrannus         |         |           |        |       |
| Epachthosaurus     |         |           |        |       |
| Epanterias         |         |           |        |       |
| Ephoenosaurus      |         |           |        |       |
| Epicampodon        |         |           |        |       |
| Epidendrosaurus    |         |           |        |       |
| Equijubus          |         |           |        |       |
| Erectopus          |         |           |        |       |
| Erketu             |         |           |        |       |
| Erliansaurus       |         |           |        |       |
| Erlikosaurus       |         |           |        |       |
| Eshanosaurus       |         |           |        |       |
| Eucamerotus        |         |           |        |       |
| Eucentrosaurus     |         |           |        |       |
| Eucercosaurus      |         |           |        |       |
| Eucnemesaurus      |         |           |        |       |
| Eucoelophysis      |         |           |        |       |
| Eudibamus          |         |           |        |       |
| Eugongbusaurus     |         |           |        |       |
| Euhelopus          |         |           |        |       |
| Euoplocephalus     |         |           |        |       |
| Eupodosaurus       |         |           |        |       |
| Eurolimnornis      |         |           |        |       |
| Euronychodon       |         |           |        |       |
| Europasaurus       |         |           |        |       |
| Euskelosaurus      |         |           |        |       |
| Eustreptospondylus |         |           |        |       |

## F
| Soort            | Periode | Voorkomen | Auteur | Datum |
| ---------------- | ------- | --------- | ------ | ----- |
| Fabrosaurus      |         |           |        |       |
| Falcarius        |         |           |        |       |
| Falcatops        |         |           |        |       |
| Feralligator     |         |           |        |       |
| Ferganasaurus    |         |           |        |       |
| Ferganocephale   |         |           |        |       |
| Ferganosaurus    |         |           |        |       |
| Ferrucutus       |         |           |        |       |
| Filarmura        |         |           |        |       |
| Fluvisaurus      |         |           |        |       |
| Foeduchelys      |         |           |        |       |
| Foeducrista      |         |           |        |       |
| Foetodon         |         |           |        |       |
| Formicavaro      |         |           |        |       |
| Formisaura       |         |           |        |       |
| Fortirostrum     |         |           |        |       |
| Frenguellisaurus |         |           |        |       |
| Frenquellisaurus |         |           |        |       |
| Fukuiraptor      |         |           |        |       |
| Fulengia         |         |           |        |       |
| Fulgurotherium   |         |           |        |       |
| Furcidactylus    |         |           |        |       |
| Furcifer         |         |           |        |       |
| Fususaurus       |         |           |        |       |
| Futabasaurus     |         |           |        |       |
| Futalongkosaurus |         |           |        |       |

## G

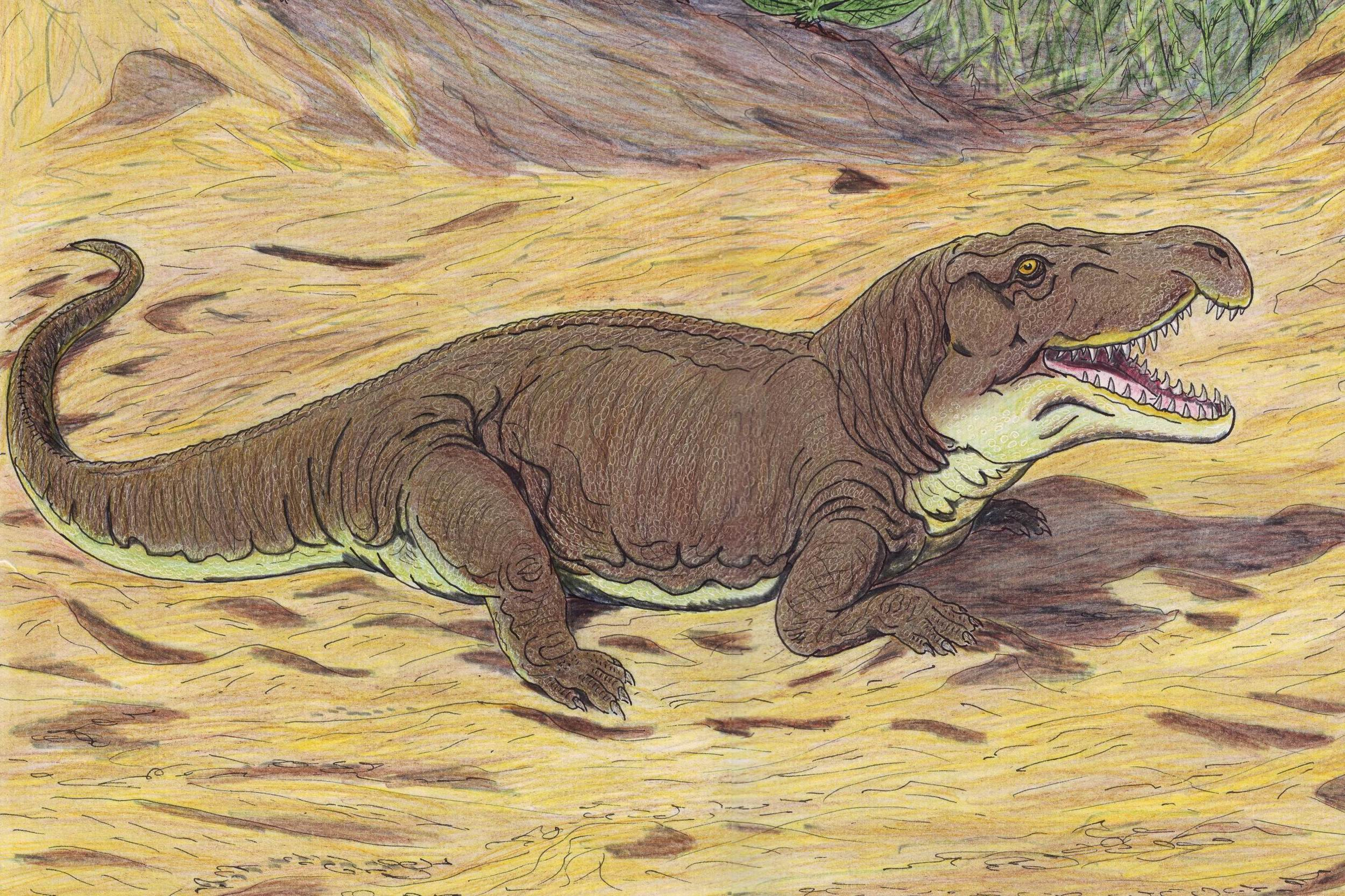
Garjainia

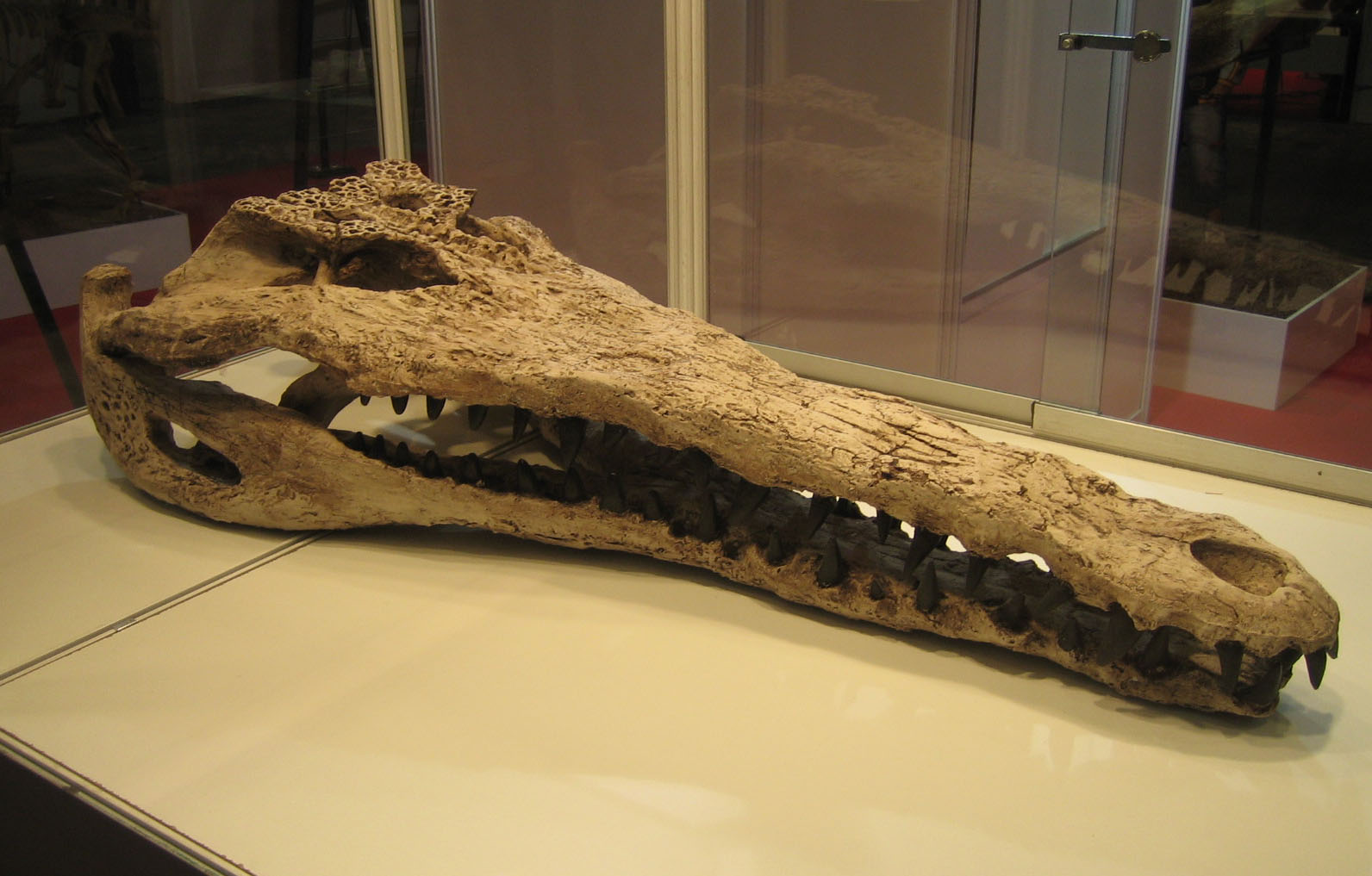
Gavialosuchus

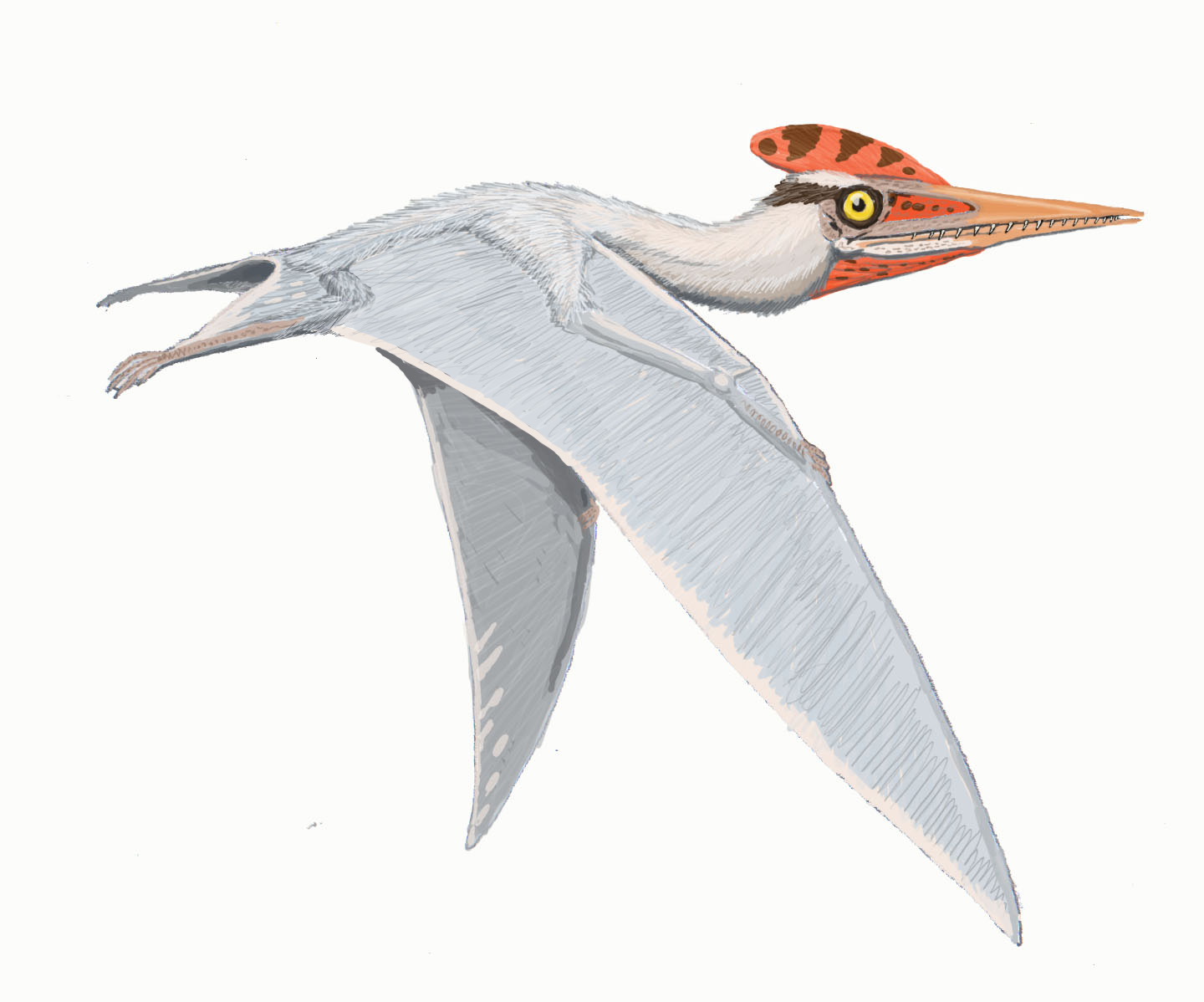
Germanodactylus

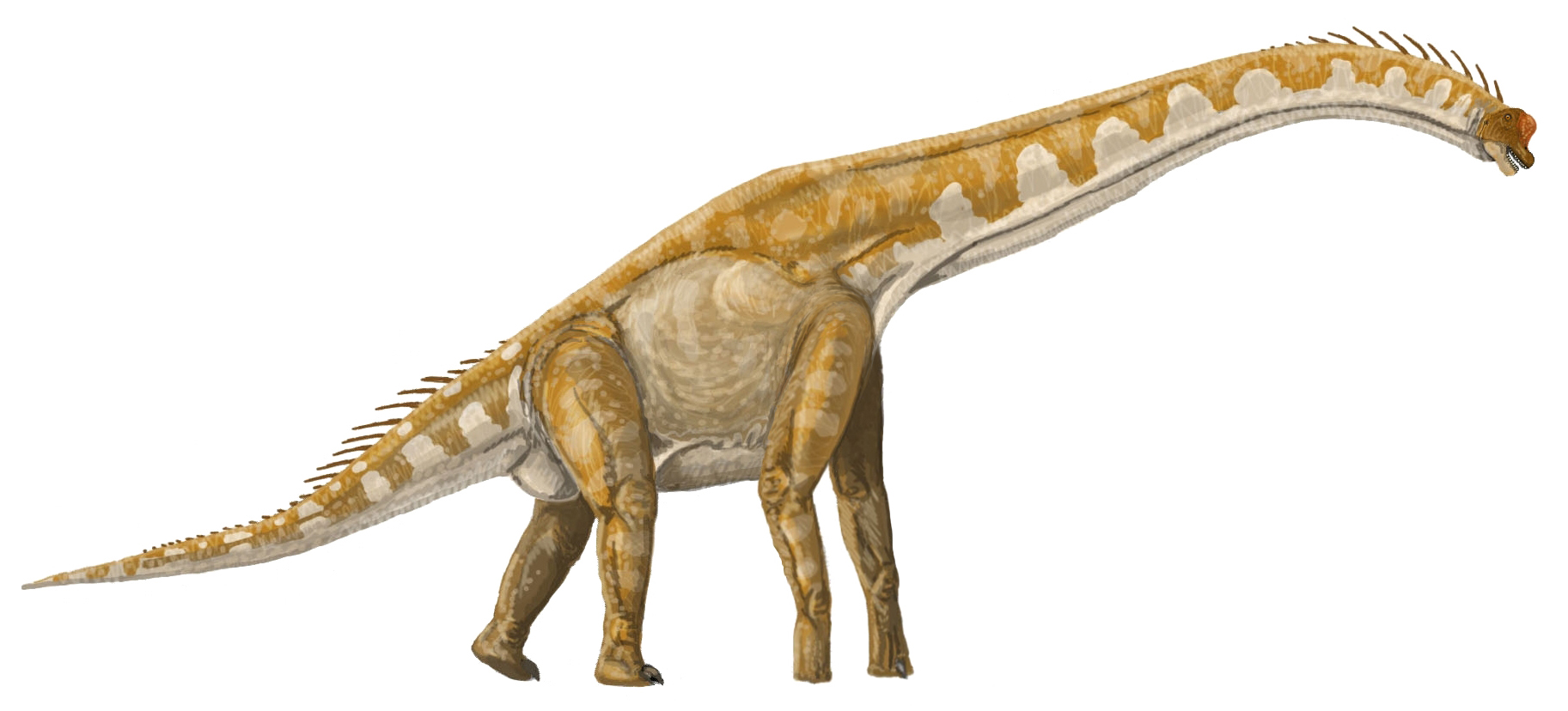
Giraffatitan

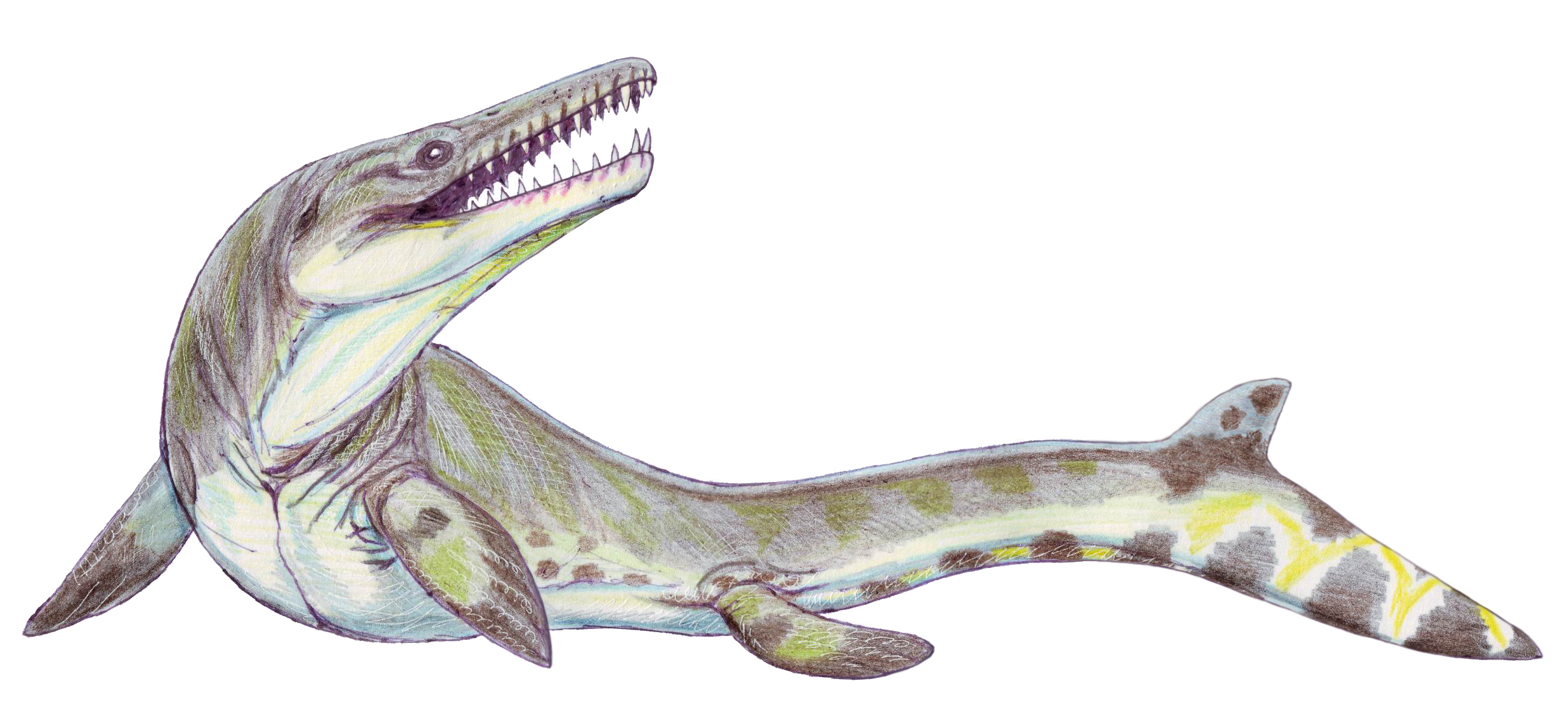
Goronyasaurus

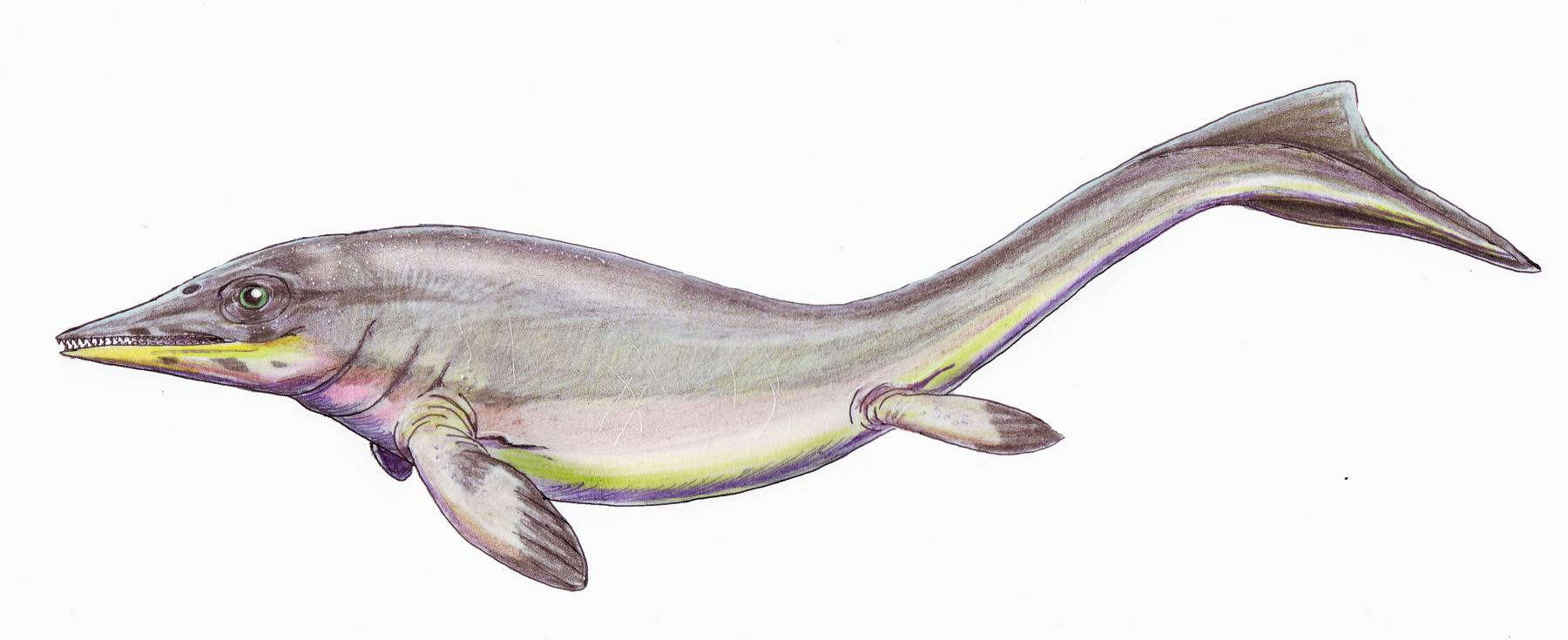
Grippia

| Soort             | Periode | Voorkomen | Auteur | Datum |
| ----------------- | ------- | --------- | ------ | ----- |
| Gadolosaurus      |         |           |        |       |
| Gallimimus        |         |           |        |       |
| Galtonia          |         |           |        |       |
| Galveosaurus      |         |           |        |       |
| Ganeosaurus       |         |           |        |       |
| Gargoyleosaurus   |         |           |        |       |
| Garjainia         |         |           |        |       |
| Garudimimus       |         |           |        |       |
| Gasosaurus        |         |           |        |       |
| Gasparinisaura    |         |           |        |       |
| Gastonia          |         |           |        |       |
| Gavialosuchus     |         |           |        |       |
| Genusaurus        |         |           |        |       |
| Genyodectes       |         |           |        |       |
| Geosaurus         |         |           |        |       |
| Geranosaurus      |         |           |        |       |
| Germanodactylus   |         |           |        |       |
| Giganotosaurus    |         |           |        |       |
| Gigantosaurus     |         |           |        |       |
| Gigantoscelus     |         |           |        |       |
| Gigantspinosaurus |         |           |        |       |
| Gilmoreosaurus    |         |           |        |       |
| Ginnareemimus     |         |           |        |       |
| Giraffatitan      |         |           |        |       |
| Gladiodon         |         |           |        |       |
| Glyptodontopelta  |         |           |        |       |
| Gobisaurus        |         |           |        |       |
| Gobititan         |         |           |        |       |
| Gojirasaurus      |         |           |        |       |
| Golemosaurus      |         |           |        |       |
| Gondwanatitan     |         |           |        |       |
| Gongbusaurus      |         |           |        |       |
| Gongxianosaurus   |         |           |        |       |
| Goniopholis       |         |           |        |       |
| Gorgosaurus       |         |           |        |       |
| Goronyasaurus     |         |           |        |       |
| Gorosaurus        |         |           |        |       |
| Goyocephale       |         |           |        |       |
| Gracilliceratops  |         |           |        |       |
| Graciliraptor     |         |           |        |       |
| Gracilisuchus     |         |           |        |       |
| Gravitholus       |         |           |        |       |
| Gregisaurus       |         |           |        |       |
| Gresslyosaurus    |         |           |        |       |
| Grimposaurus      |         |           |        |       |
| Griphornis        |         |           |        |       |
| Griphosaurus      |         |           |        |       |
| Grippia           |         |           |        |       |
| Groudon           |         |           |        |       |
| Gryllusaurus      |         |           |        |       |
| Gryponyx          |         |           |        |       |
| Gryposaurus       |         |           |        |       |
| Guaibasaurus      |         |           |        |       |
| Guanlong          |         |           |        |       |
| Gwyneddosaurus    |         |           |        |       |
| Gyposaurus        |         |           |        |       |

## H

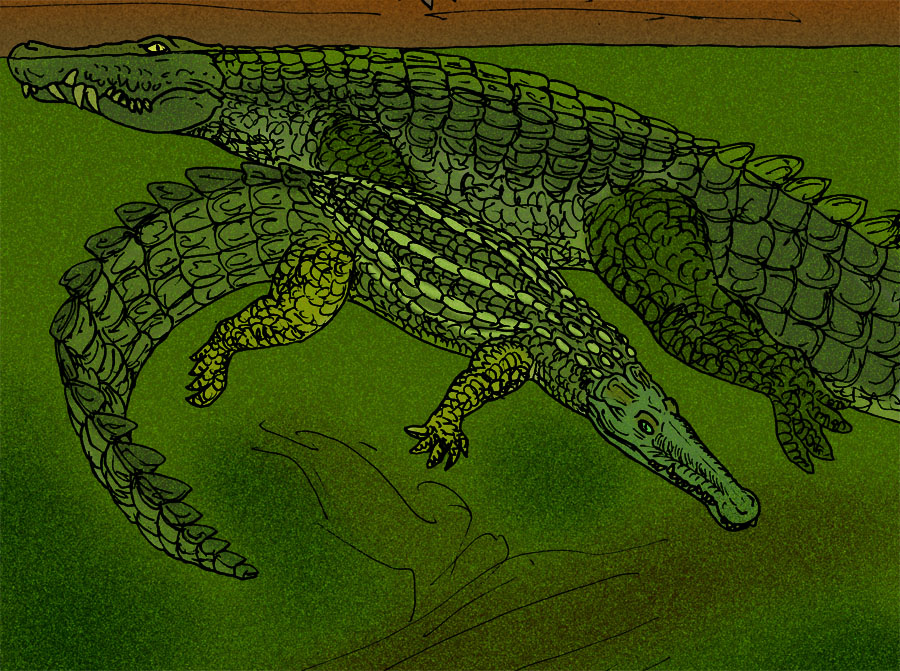
Harpacochampsa (boven) en de verwante Baru (onder)

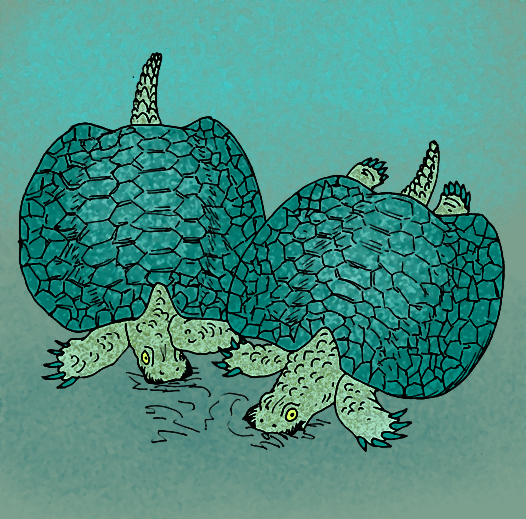
Henodus

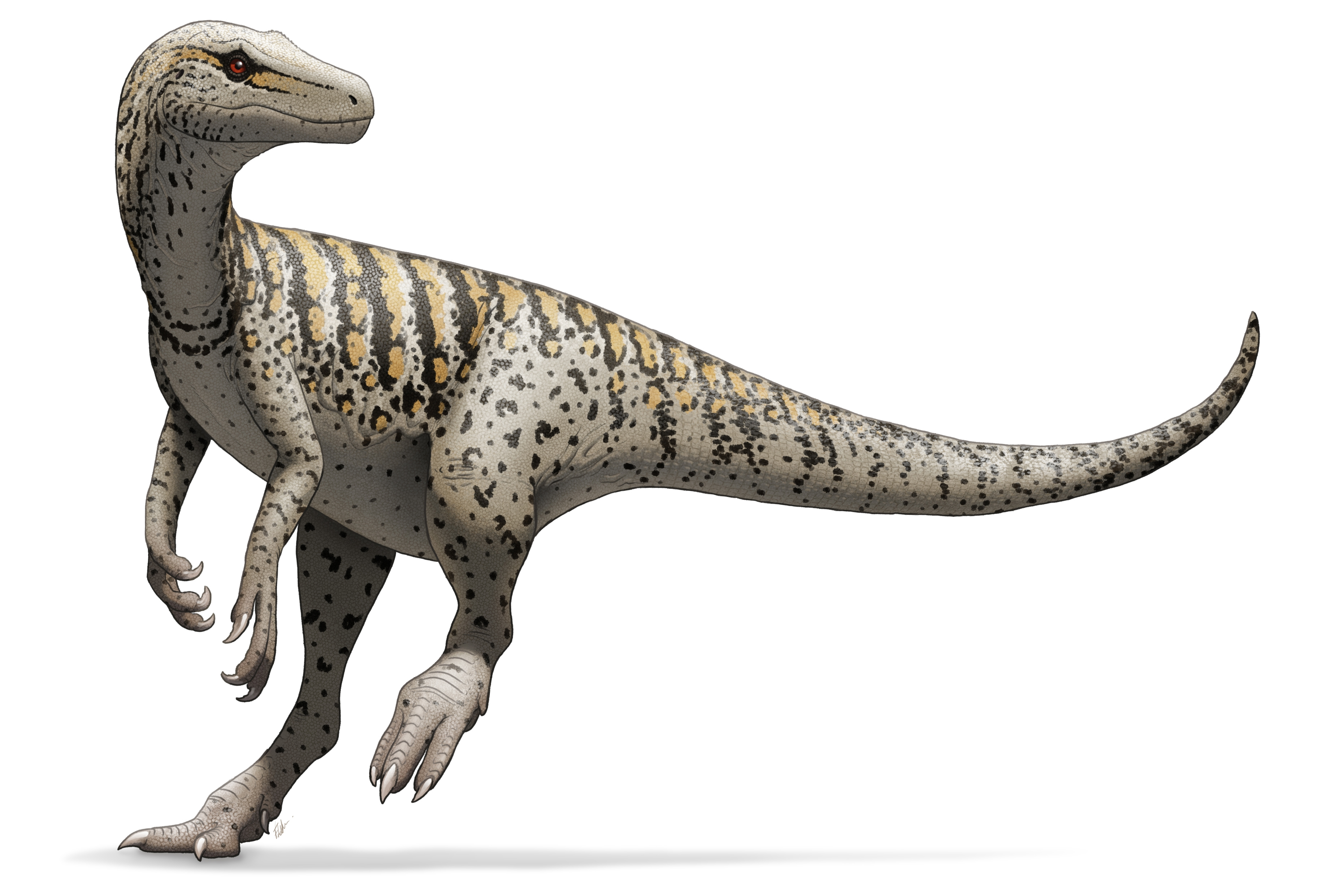
Herrerasaurus

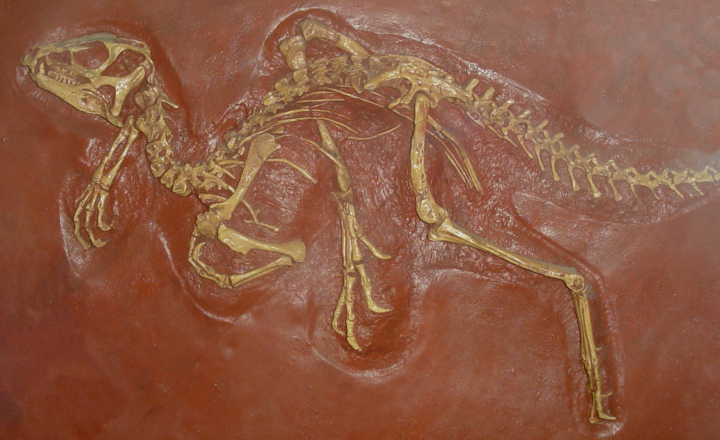
Heterodontosaurus

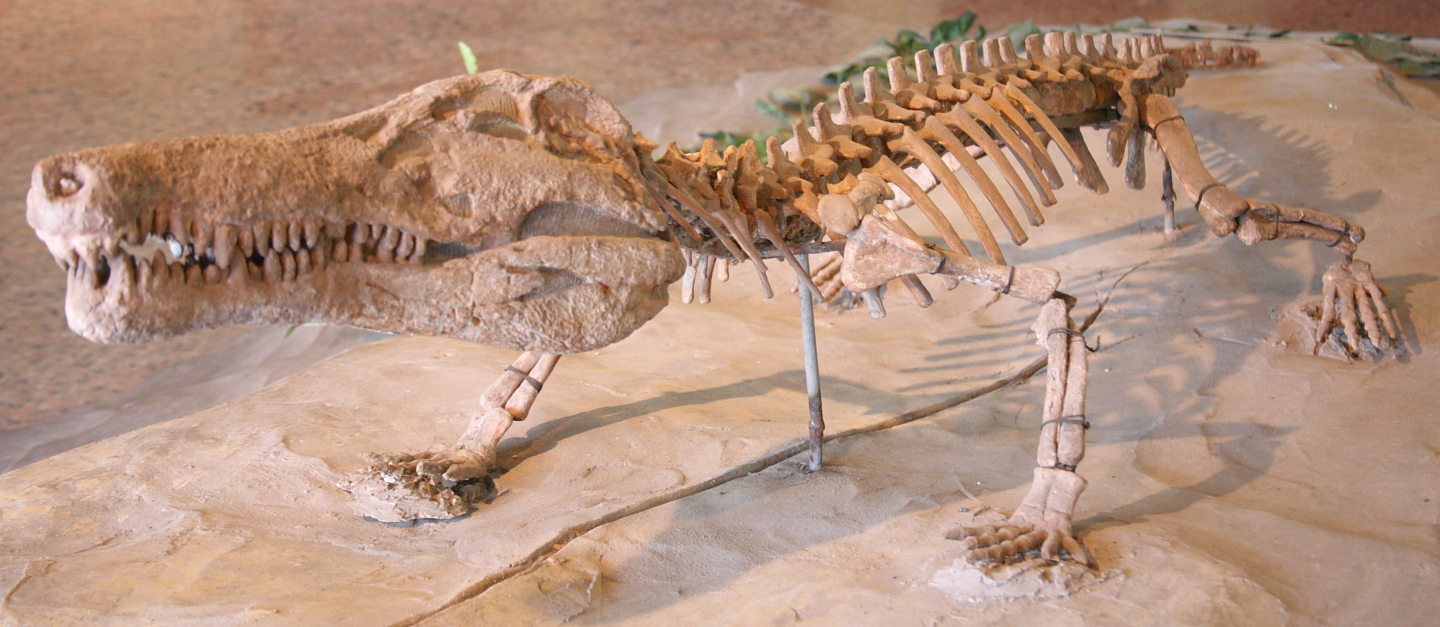
Hsisosuchus

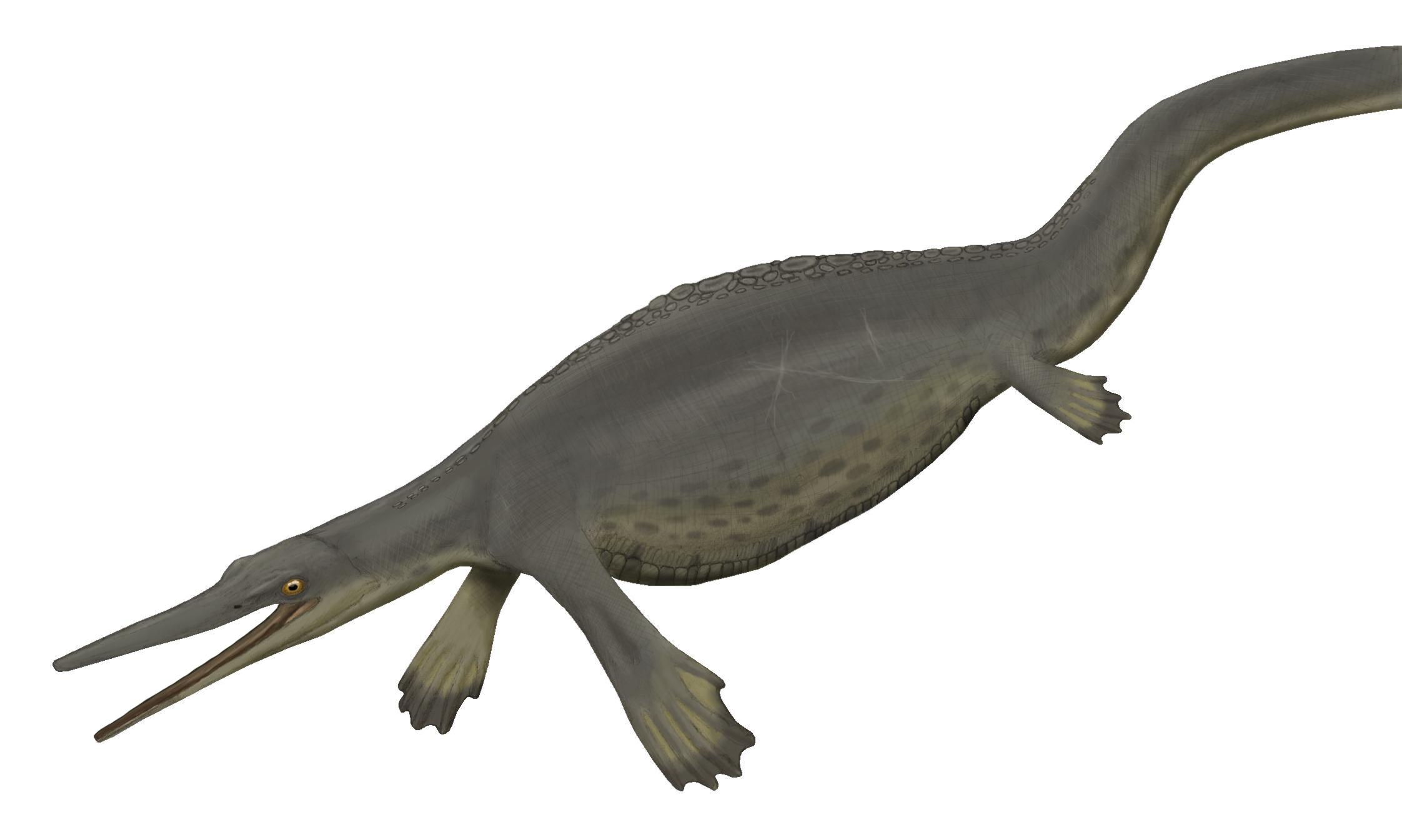
Hupehsuchus

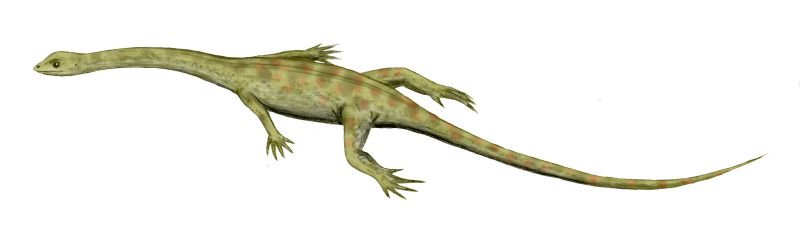
Hyphalosaurus

| Soort               | Periode | Voorkomen | Auteur | Datum |
| ------------------- | ------- | --------- | ------ | ----- |
| Hadrosaurus         |         |           |        |       |
| Hagryphus           |         |           |        |       |
| Hallopus            |         |           |        |       |
| Halticosaurus       |         |           |        |       |
| Hanssuesia          |         |           |        |       |
| Hanwulosaurus       |         |           |        |       |
| Haplocanthosaurus   |         |           |        |       |
| Haplocanthus        |         |           |        |       |
| Harenacurrerus      |         |           |        |       |
| Harpacochampsa      |         |           |        |       |
| Harpyia             |         |           |        |       |
| Harpymimus          |         |           |        |       |
| Harundosaurus       |         |           |        |       |
| Hebeosaurus         |         |           |        |       |
| Hecatasaurus        |         |           |        |       |
| Heilongjiangosaurus |         |           |        |       |
| Heishanosaurus      |         |           |        |       |
| Helopus             |         |           |        |       |
| Henodus             |         |           |        |       |
| Herbafagus          |         |           |        |       |
| Herbasaurus         |         |           |        |       |
| Herbstosaurus       |         |           |        |       |
| Herrerasaurus       |         |           |        |       |
| Hesperosaurus       |         |           |        |       |
| Heterodontosaurus   |         |           |        |       |
| Heterosaurus        |         |           |        |       |
| Hexinlusaurus       |         |           |        |       |
| Heyuannia           |         |           |        |       |
| Hierosaurus         |         |           |        |       |
| Hikanodon           |         |           |        |       |
| Hironosaurus        |         |           |        |       |
| Hisanohamasaurus    |         |           |        |       |
| Histriasaurus       |         |           |        |       |
| Homalocephale       |         |           |        |       |
| Hongshanosaurus     |         |           |        |       |
| Hoplitosaurus       |         |           |        |       |
| Hoplosaurus         |         |           |        |       |
| Hortalotarsus       |         |           |        |       |
| Hsisosuchus         |         |           |        |       |
| Huabeisaurus        |         |           |        |       |
| Huaxiagnathus       |         |           |        |       |
| Huayangosaurus      |         |           |        |       |
| Hudiesaurus         |         |           |        |       |
| Hulsanpes           |         |           |        |       |
| Hungarosaurus       |         |           |        |       |
| Hupehsuchus         |         |           |        |       |
| Hylaeosaurus        |         |           |        |       |
| Hylosaurus          |         |           |        |       |
| Hypacrosaurus       |         |           |        |       |
| Hyphalosaurus       |         |           |        |       |
| Hypselorhachis      |         |           |        |       |
| Hypselosaurus       |         |           |        |       |
| Hypsibema           |         |           |        |       |
| Hypsilophodon       |         |           |        |       |
| Hypsirophus         |         |           |        |       |

## I

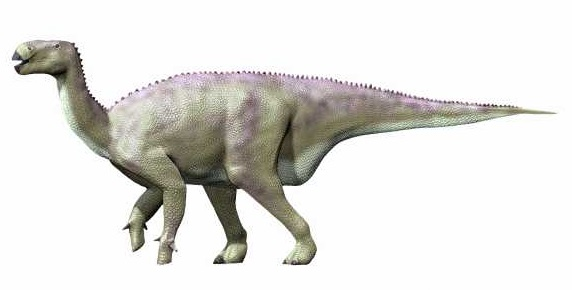
Iguanodon

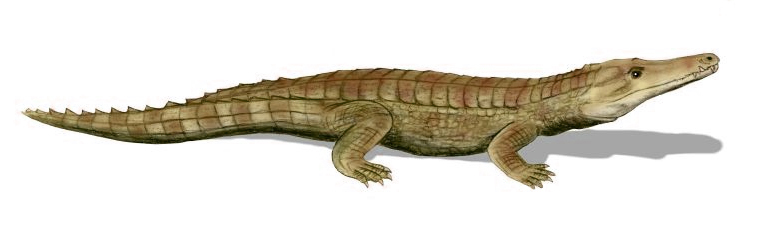
Itasuchus

| Soort               | Periode | Voorkomen | Auteur | Datum |
| ------------------- | ------- | --------- | ------ | ----- |
| Ichabodcraniosaurus |         |           |        |       |
| Iguanodon           |         |           |        |       |
| Ikechosaurus        |         |           |        |       |
| Iliosuchus          |         |           |        |       |
| Ilokelesia          |         |           |        |       |
| Incisivosaurus      |         |           |        |       |
| Indosaurus          |         |           |        |       |
| Indosuchus          |         |           |        |       |
| Ingenia             |         |           |        |       |
| Inimicostium        |         |           |        |       |
| Inosaurus           |         |           |        |       |
| Insinusaurus        |         |           |        |       |
| Insulasaurus        |         |           |        |       |
| Irritator           |         |           |        |       |
| Isanosaurus         |         |           |        |       |
| Ischisaurus         |         |           |        |       |
| Ischyrosaurus       |         |           |        |       |
| Isisaurus           |         |           |        |       |
| Itasuchus           |         |           |        |       |
| Itemirus            |         |           |        |       |
| Iuticosaurus        |         |           |        |       |

## J

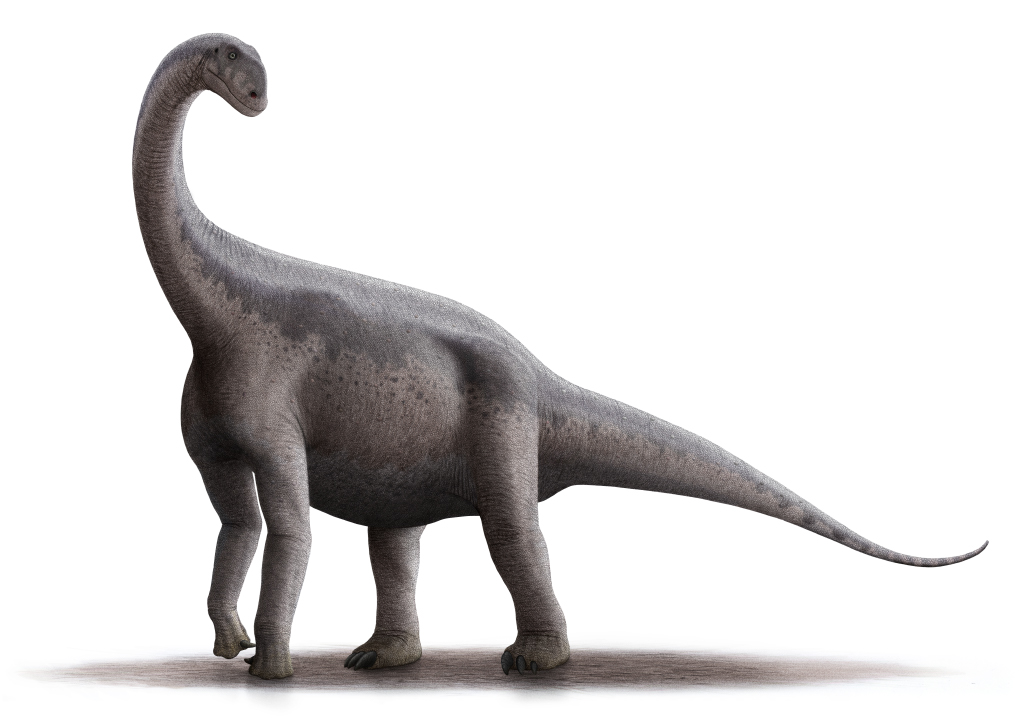
Jobaria

| Soort            | Periode | Voorkomen | Auteur | Datum |
| ---------------- | ------- | --------- | ------ | ----- |
| Jainosaurus      |         |           |        |       |
| Janenschia       |         |           |        |       |
| Jaxartosaurus    |         |           |        |       |
| Jeholosaurus     |         |           |        |       |
| Jiangshanosaurus |         |           |        |       |
| Jinfengopteryx   |         |           |        |       |
| Jingshanosaurus  |         |           |        |       |
| Jinzhousaurus    |         |           |        |       |
| Jiutaisaurus     |         |           |        |       |
| Jobaria          |         |           |        |       |
| Jubbulperia      |         |           |        |       |
| Jurapteryx       |         |           |        |       |
| Jurassosaurus    |         |           |        |       |
| Juravenator      |         |           |        |       |

## K

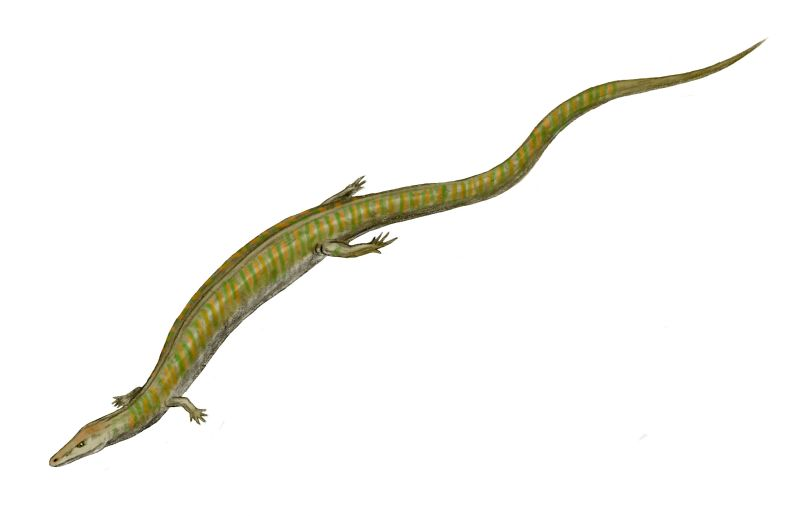
Kaganaias

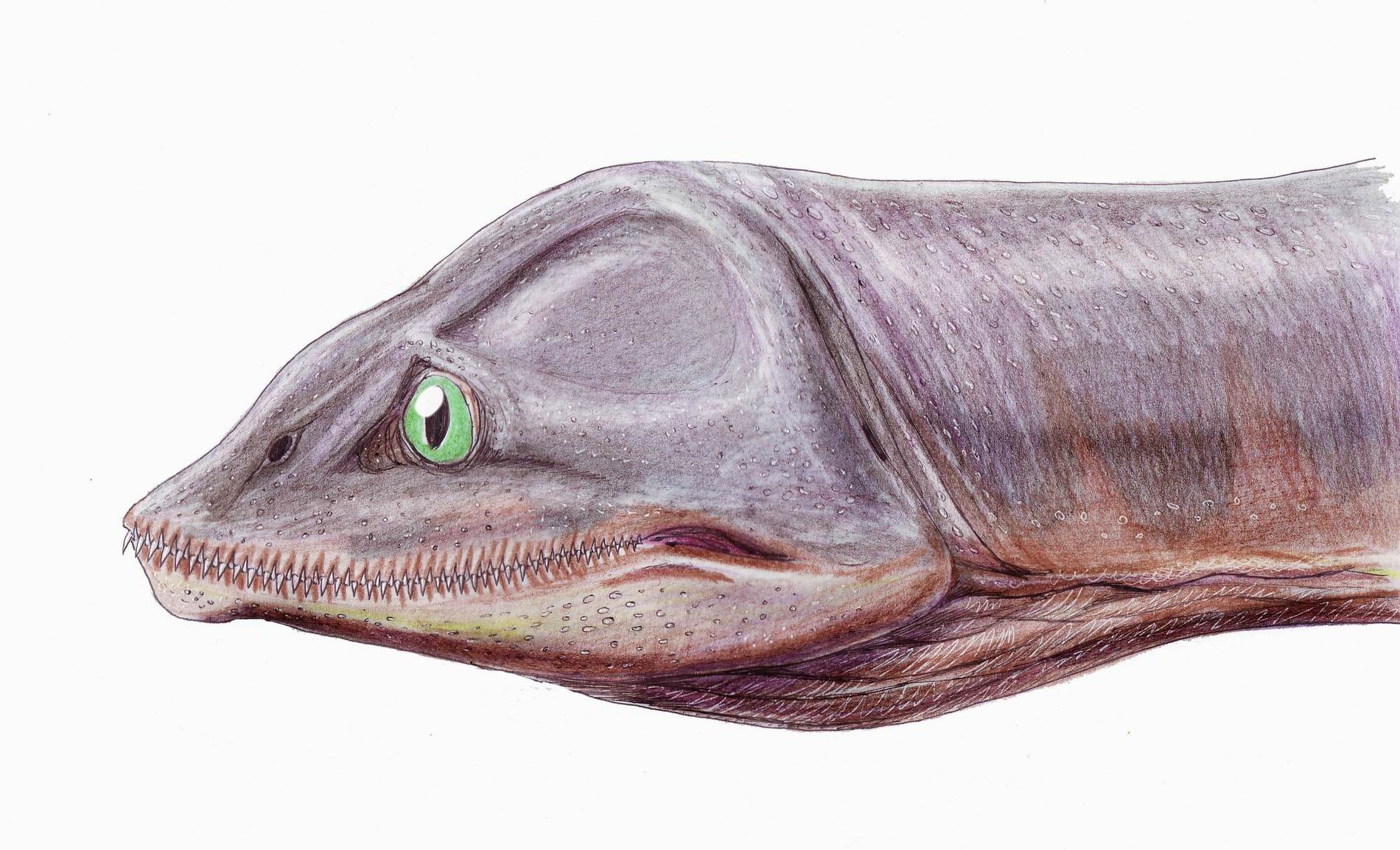
Kaiwhekea

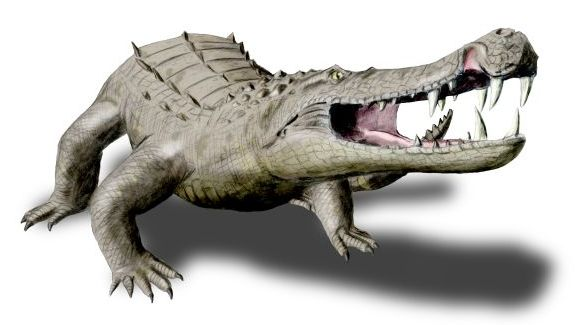
Kaprosuchus

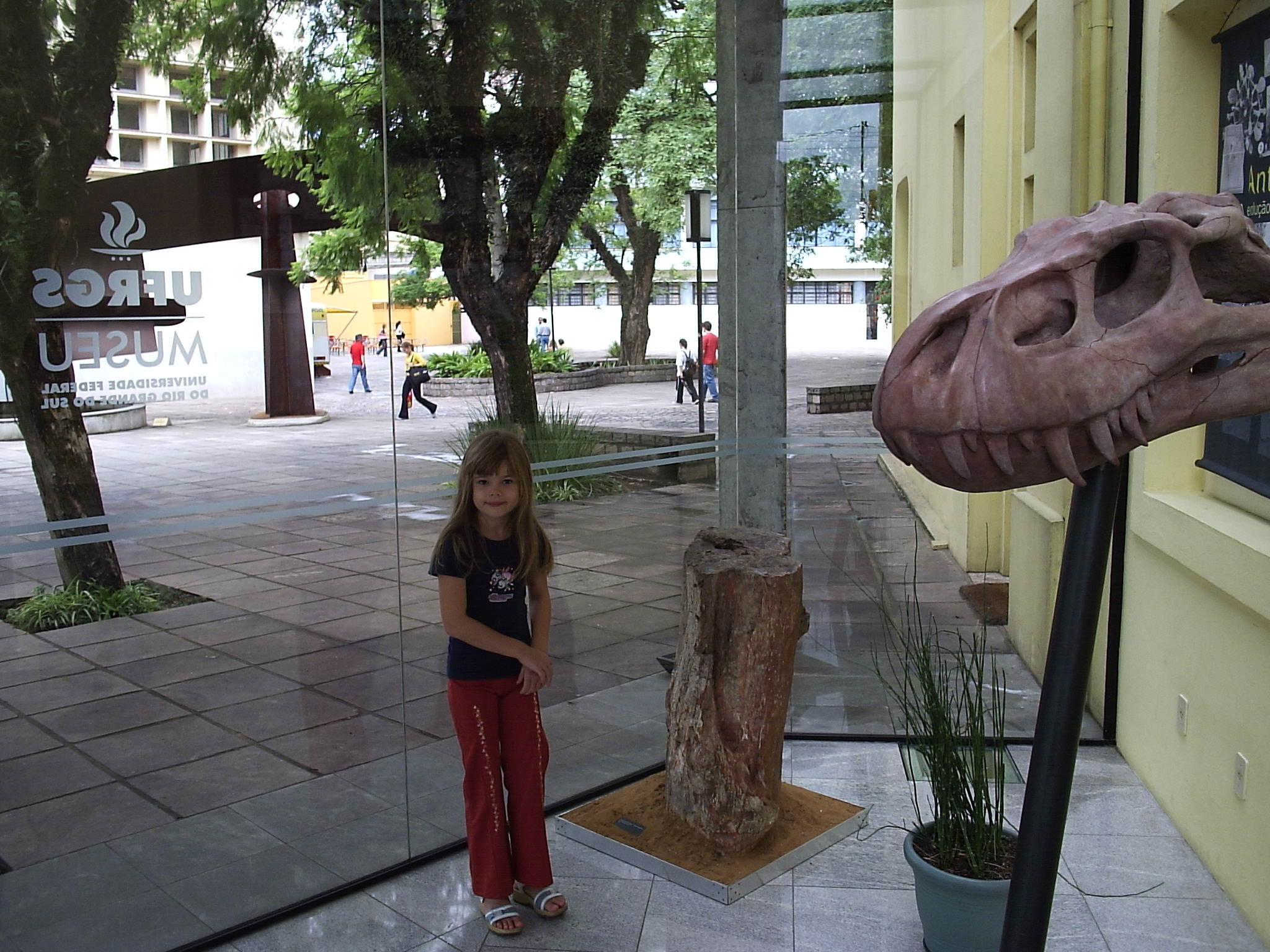
Karamuru

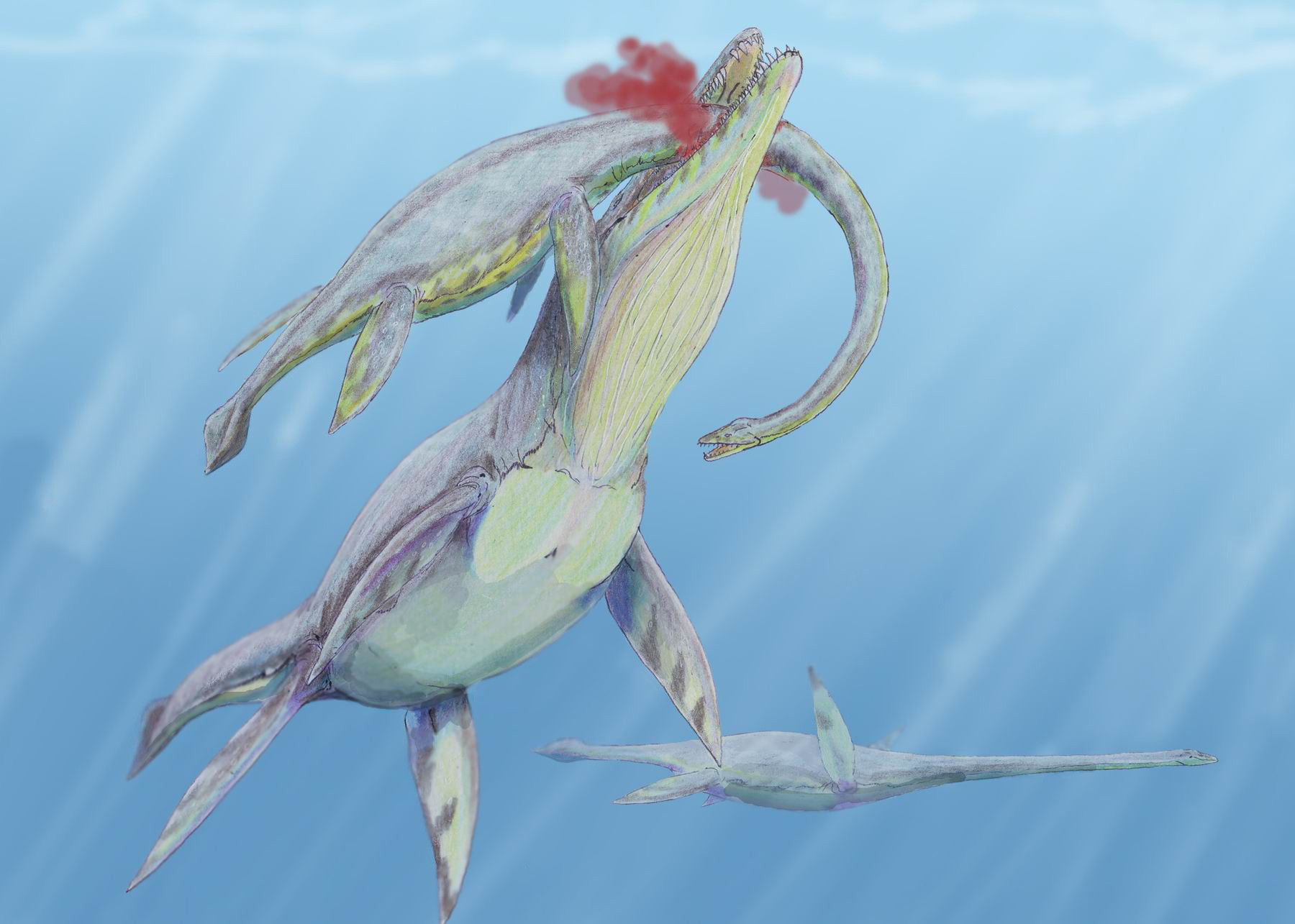
Kronosaurus en Woolungasaurus

| Soort              | Periode    | Voorkomen     | Auteur                | Datum |
| ------------------ | ---------- | ------------- | --------------------- | ----- |
| Kaganaias          |            |               |                       |       |
| Kagasaurus         |            |               |                       |       |
| Kaijiangosaurus    |            |               |                       |       |
| Kaiwhekea          | Laat-Krijt | Nieuw-Zeeland | Cruickshank & Fordyce | 2002  |
| Kakuru             |            |               |                       |       |
| Kalisuchus         |            |               |                       |       |
| Kangnasaurus       |            |               |                       |       |
| Kaprosuchus        |            |               |                       |       |
| Karamuru           |            |               |                       |       |
| Karongasaurus      |            |               |                       |       |
| Katsuyamasaurus    |            |               |                       |       |
| Kelmayisaurus      |            |               |                       |       |
| Kentrosaurus       |            |               |                       |       |
| Kentrurosaurus     |            |               |                       |       |
| Kepodactylus       |            |               |                       |       |
| Kerberosaurus      |            |               |                       |       |
| Khaan              |            |               |                       |       |
| Kitadanisaurus     |            |               |                       |       |
| Klamelisaurus      |            |               |                       |       |
| Koparion           |            |               |                       |       |
| Koreanosaurus      |            |               |                       |       |
| Kotasaurus         |            |               |                       |       |
| Kritosaurus        |            |               |                       |       |
| Kronosaurus        |            |               |                       |       |
| Krzyzanowskisaurus |            |               |                       |       |
| Kulceratops        |            |               |                       |       |
| Kunmingosaurus     |            |               |                       |       |
| Kuszholia          |            |               |                       |       |

## L

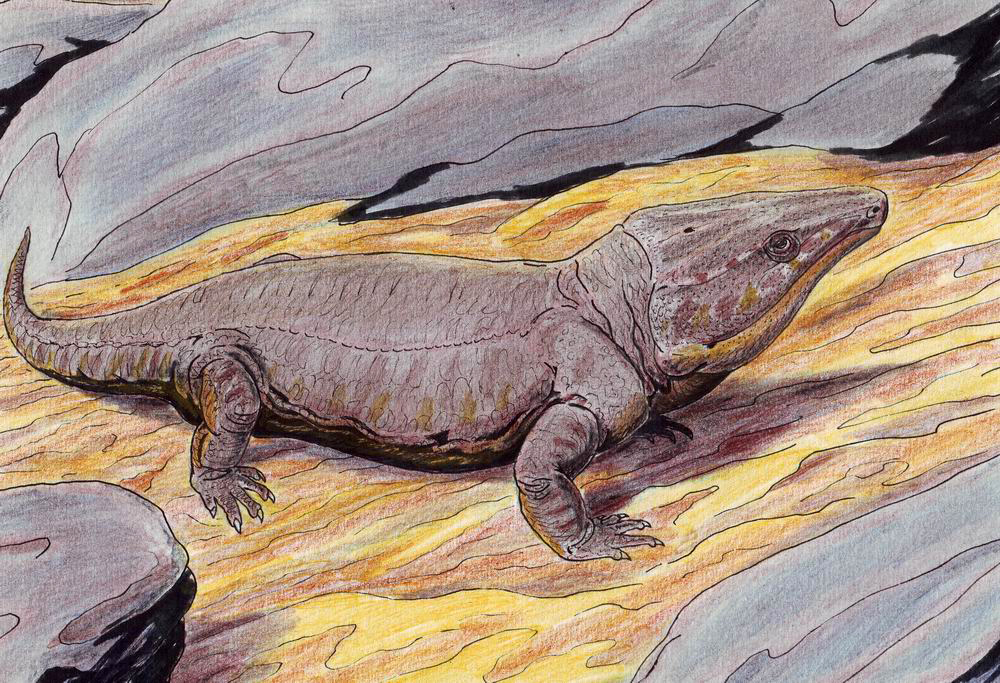
Labidosaurikos

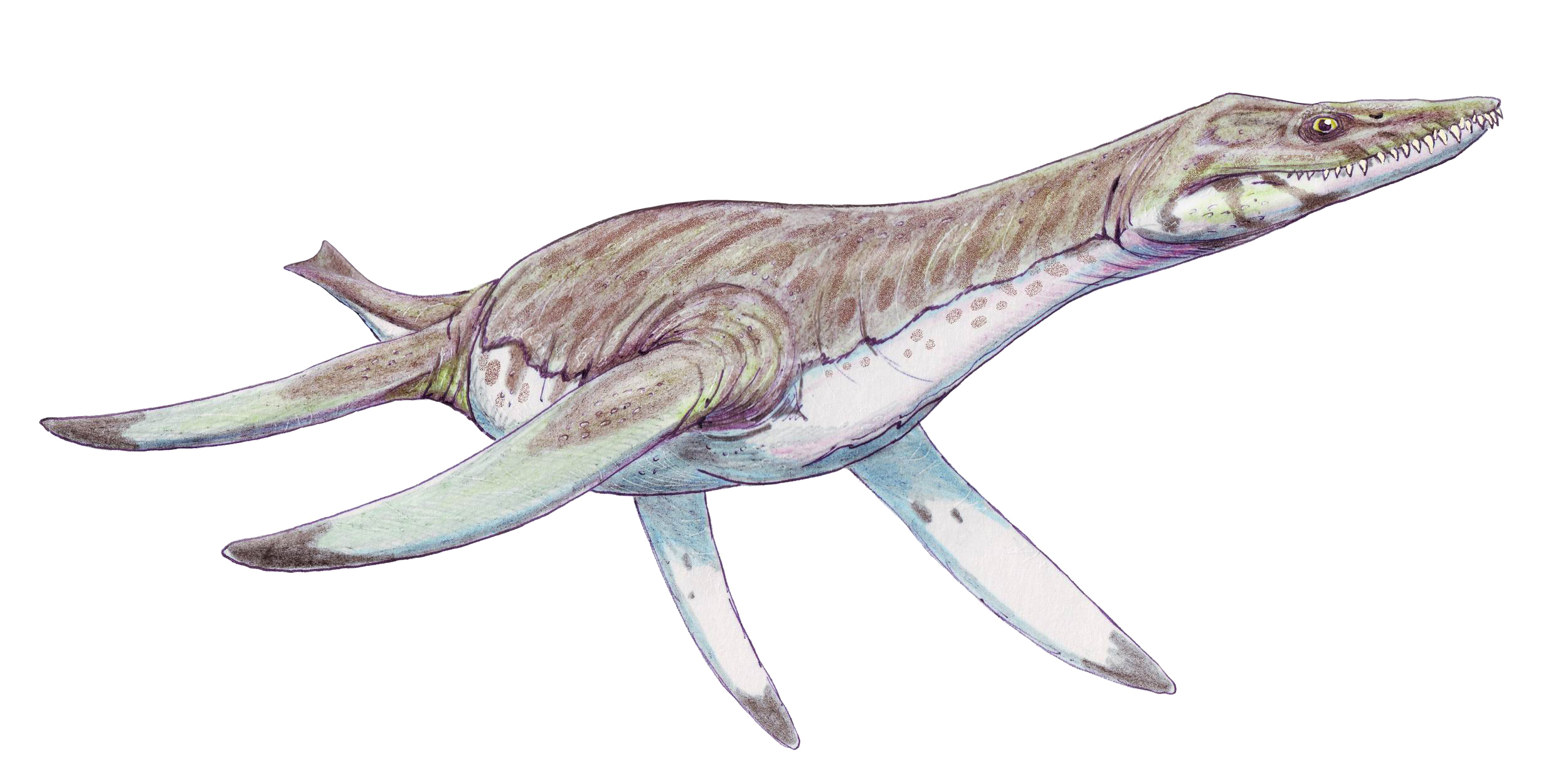
Leptocleidus

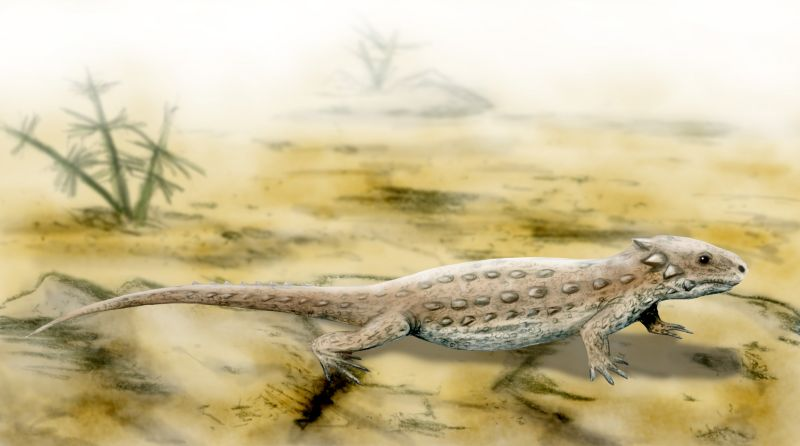
Leptopleuron

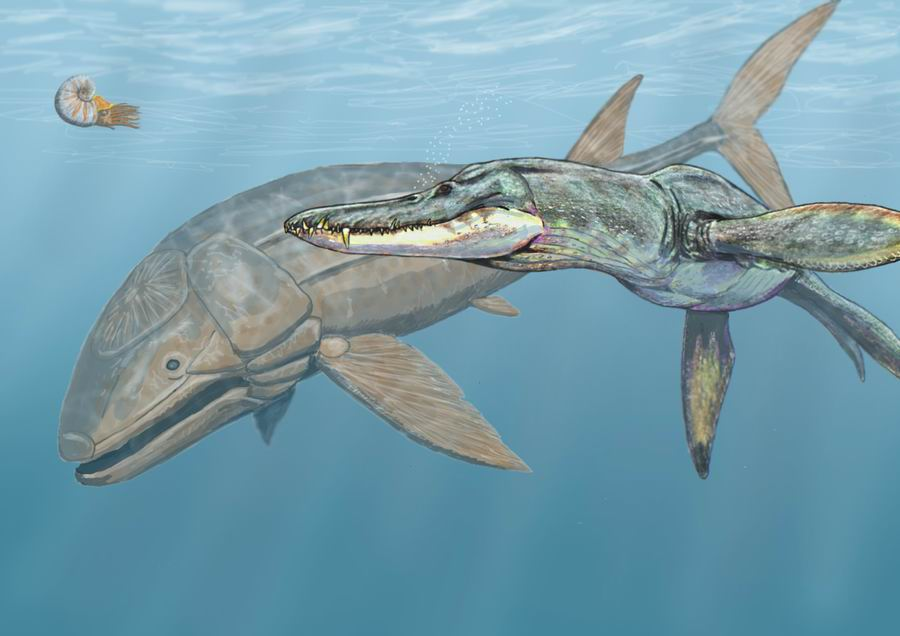
Liopleurodon en Leedsichthys

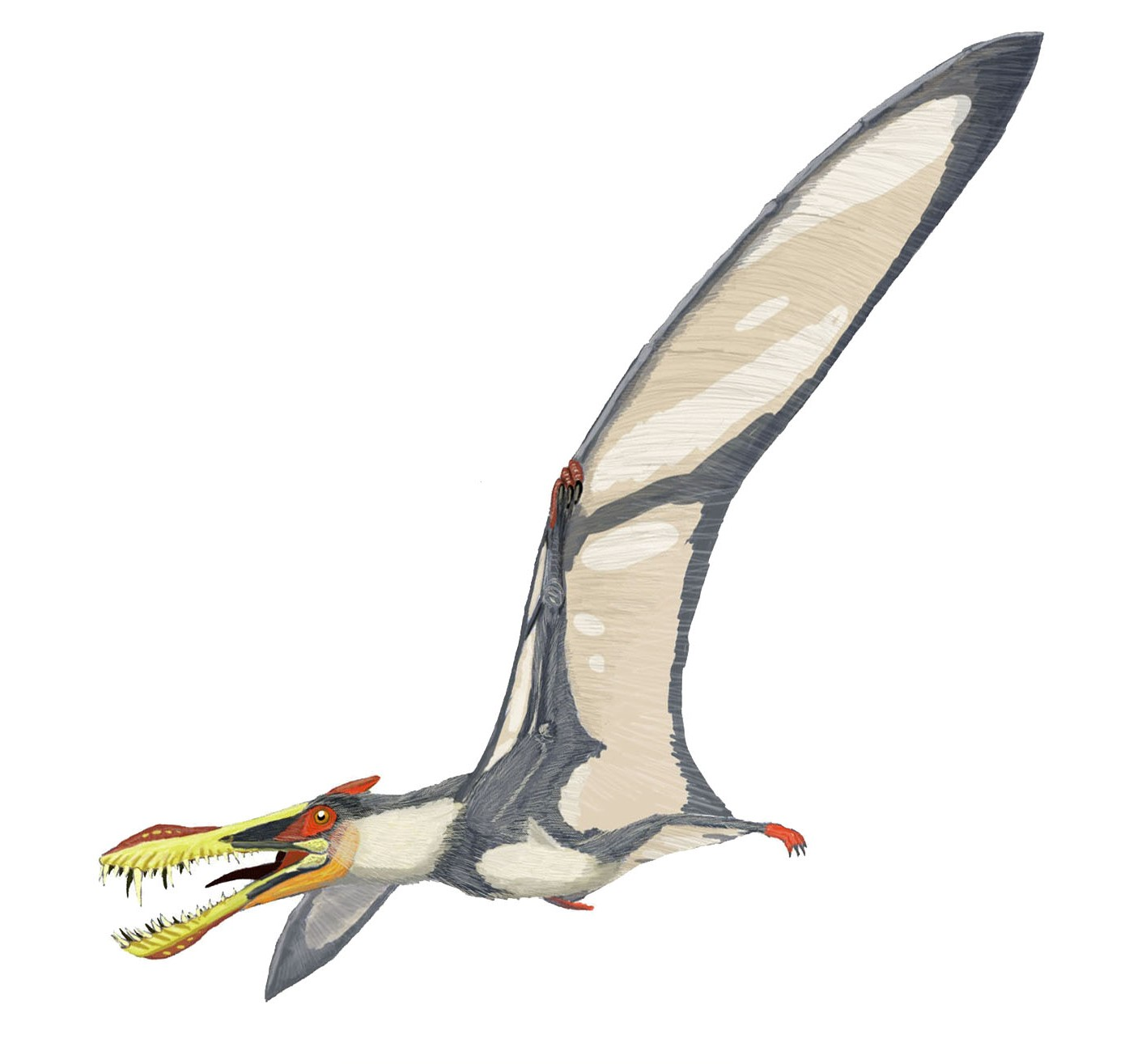
Liaoningopterus

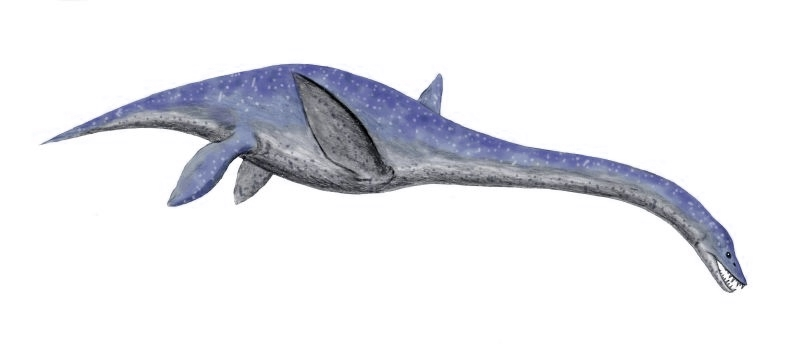
Libonectes

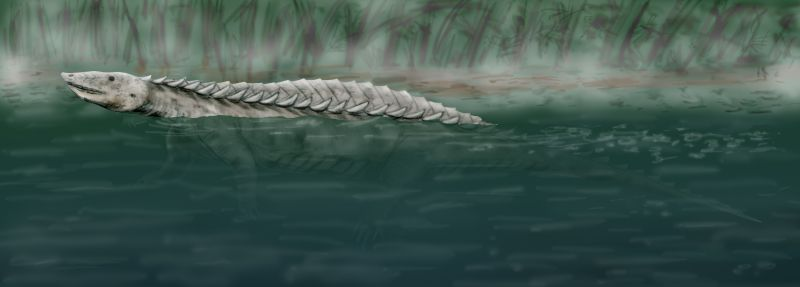
Longosuchus

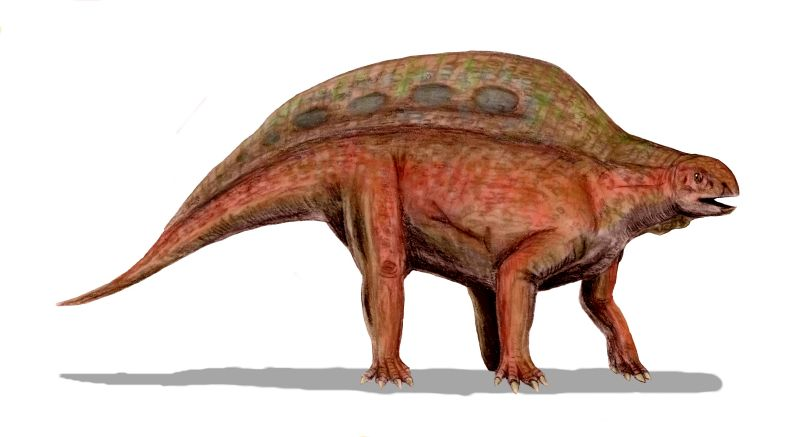
Lotosaurus

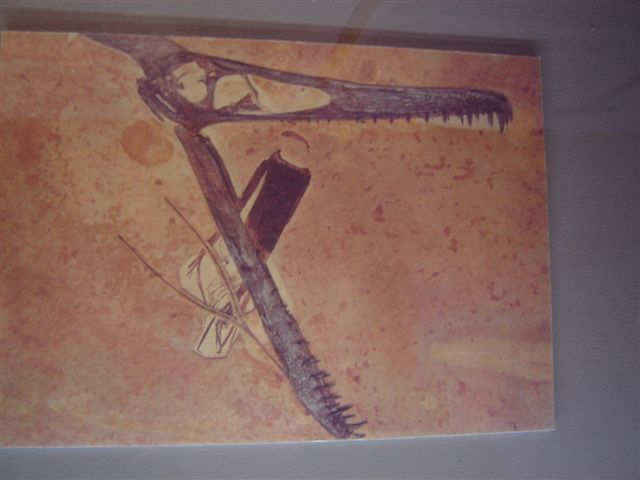
Ludodactylus

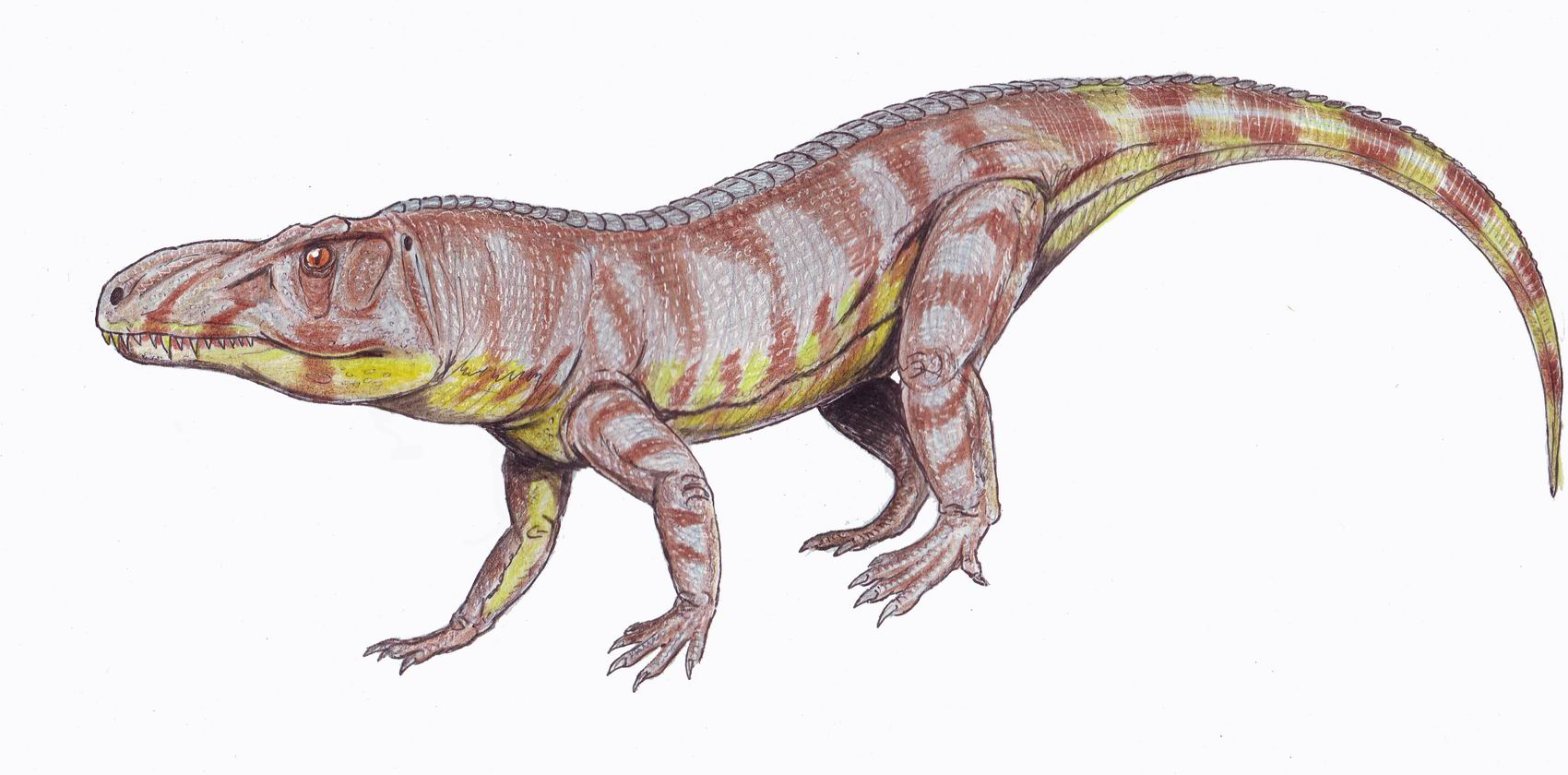
Luperosuchus

| Soort              | Periode     | Voorkomen | Auteur                 | Datum |
| ------------------ | ----------- | --------- | ---------------------- | ----- |
| Labidosaurikos     |             |           |                        |       |
| Labidosaurus       | Perm        |           |                        |       |
| Labisaurus         |             |           |                        |       |
| Labocania          |             |           |                        |       |
| Labrosaurus        |             |           |                        |       |
| Laevisuchus        |             |           |                        |       |
| Lagerpeton         |             |           |                        |       |
| Lagosuchus         |             |           |                        |       |
| Lamaceratops       |             |           |                        |       |
| Lambeosaurus       |             |           |                        |       |
| Lametasaurus       |             |           |                        |       |
| Lanasaurus         |             |           |                        |       |
| Lancanjiangosaurus |             |           |                        |       |
| Lanzhousaurus      |             |           |                        |       |
| Laosaurus          |             |           |                        |       |
| Laplatasaurus      |             |           |                        |       |
| Lapparentosaurus   |             |           |                        |       |
| Leaellynasaura     |             |           |                        |       |
| Leipsanosaurus     |             |           |                        |       |
| Leptoceratops      |             |           |                        |       |
| Leptocleidus       |             |           |                        |       |
| Leptopleuron       |             |           |                        |       |
| Leptospondylus     |             |           |                        |       |
| Lesothosaurus      |             |           |                        |       |
| Lessemsaurus       |             |           |                        |       |
| Lewisuchus         |             |           |                        |       |
| Lexovisaurus       |             |           |                        |       |
| Liaoceratops       |             |           |                        |       |
| Liaoningopterus    |             |           |                        |       |
| Liaoningosaurus    |             |           |                        |       |
| Liassaurus         |             |           |                        |       |
| Libycosaurus       |             |           |                        |       |
| Ligabueino         |             |           |                        |       |
| Ligabuesaurus      |             |           |                        |       |
| Ligocristus        |             |           |                        |       |
| Ligomasaurus       |             |           |                        |       |
| Likhoelesaurus     |             |           |                        |       |
| Liliensternus      |             |           |                        |       |
| Limaysaurus        |             |           |                        |       |
| Limnosaurus        |             |           |                        |       |
| Lirainosaurus      |             |           |                        |       |
| Lisboasaurus       |             |           |                        |       |
| Loncosaurus        |             |           |                        |       |
| Longisquama        |             |           |                        |       |
| Longosaurus        |             |           |                        |       |
| Longosuchus        |             |           |                        |       |
| Lophorhothon       |             |           |                        |       |
| Loricosaurus       |             |           |                        |       |
| Losillasaurus      |             |           |                        |       |
| Lotosaurus         |             |           |                        |       |
| Lourinhanosaurus   |             |           |                        |       |
| Lourinhasaurus     |             |           |                        |       |
| Lucianosaurus      |             |           |                        |       |
| Ludodactylus       | Vroeg-Krijt | Brazilië  | Frey, Martill en Buchy | 2003  |
| Lufengocephalus    |             |           |                        |       |
| Lufengosaurus      |             |           |                        |       |
| Lukousaurus        |             |           |                        |       |
| Lurdusaurus        |             |           |                        |       |
| Lusitanosaurus     |             |           |                        |       |
| Lusotitan          |             |           |                        |       |
| Lutasaurus         |             |           |                        |       |
| Lycaesaurus        |             |           |                        |       |
| Lycorhinus         |             |           |                        |       |

## M

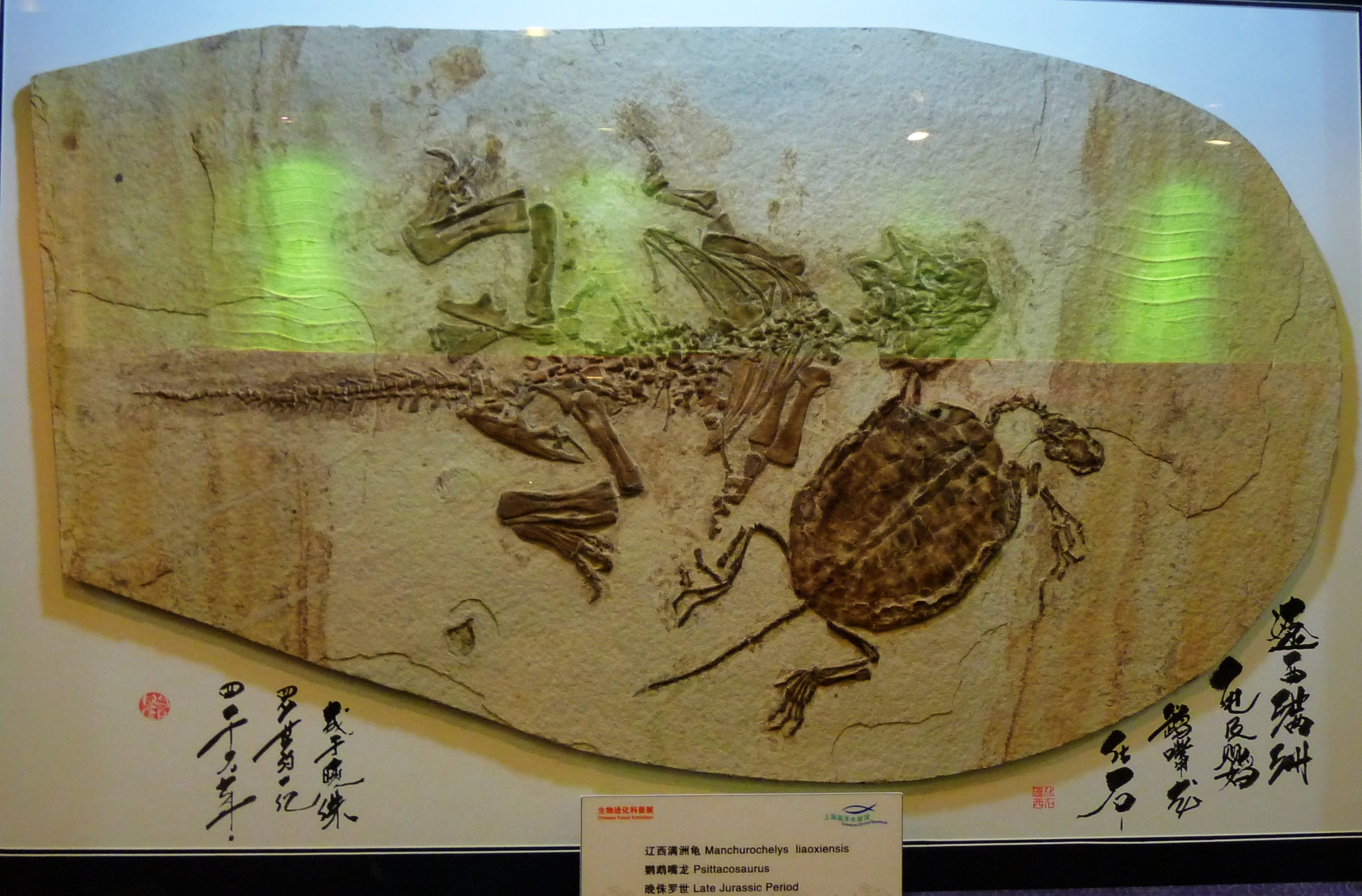
Manchurochelys (schildpad) en Psittacosaurus (dinosauriër)

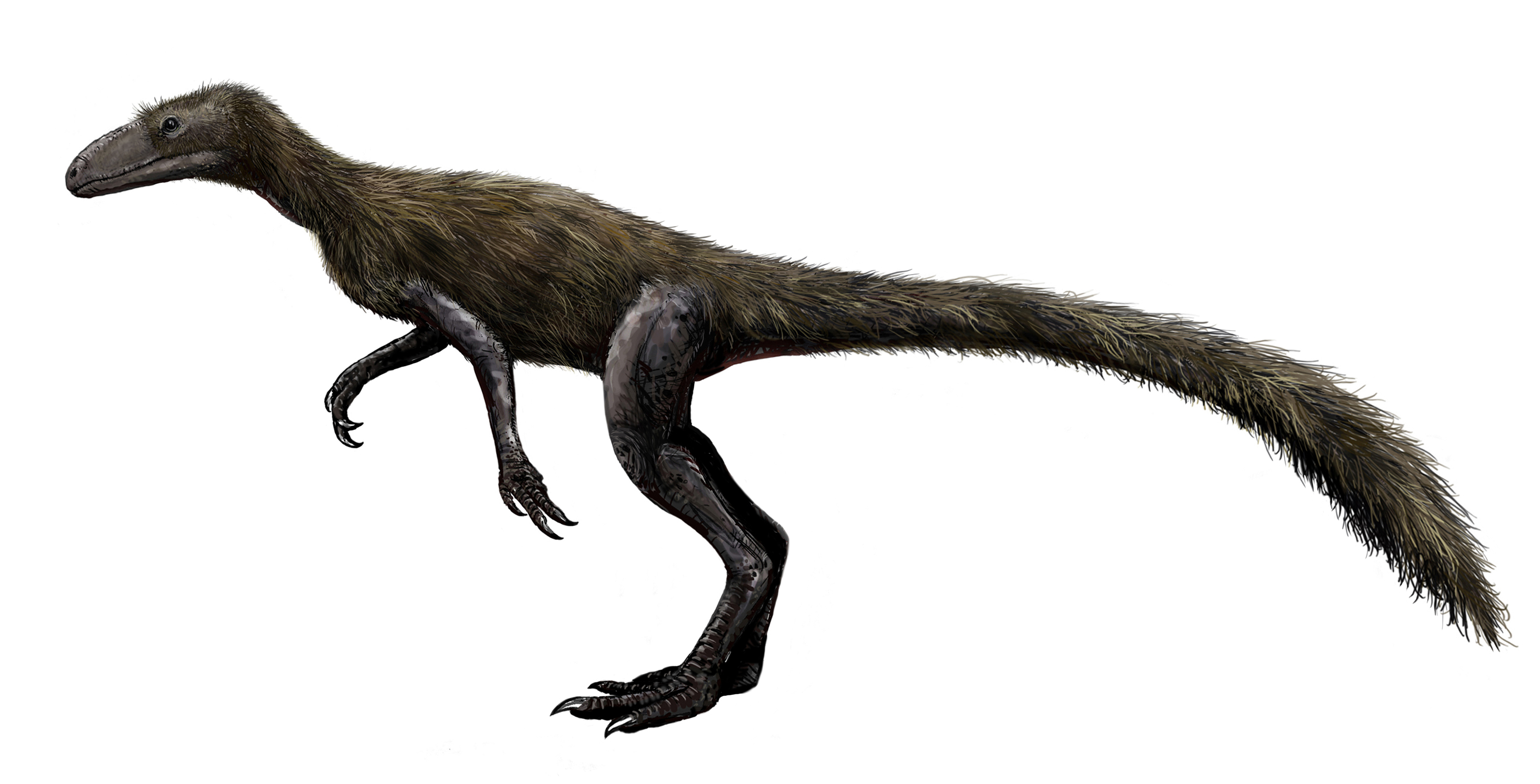
Marasuchus

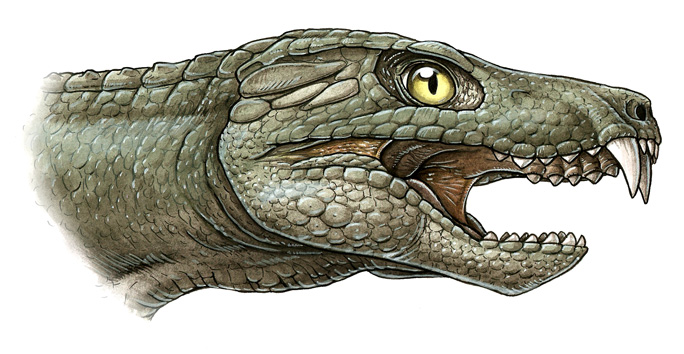
Marialasuchus

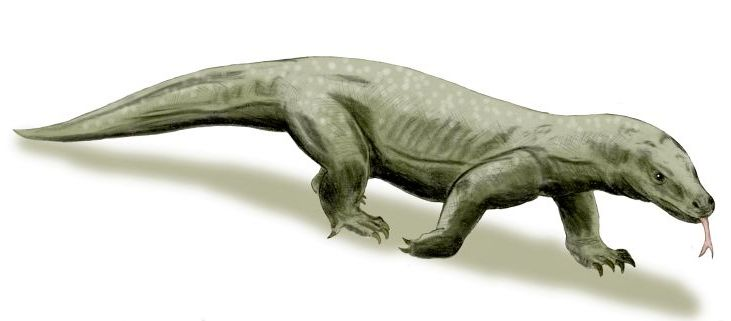
Megalania (Varanus priscus is de nieuwe benaming).

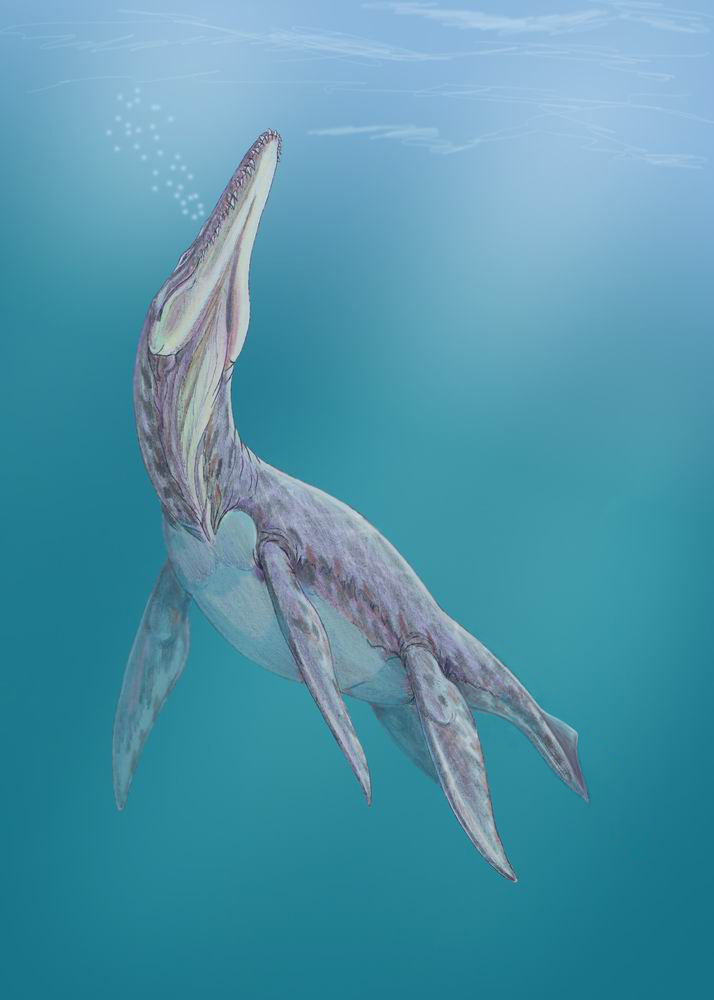
Megalneusaurus

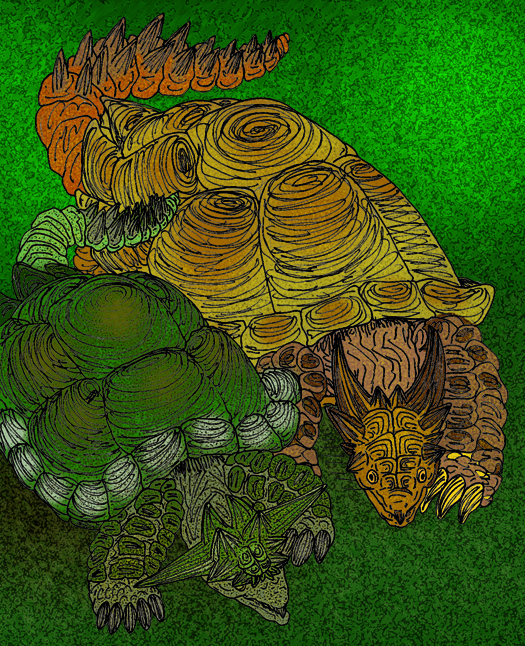
Meiolania (rechts) en Ninjemys (links).

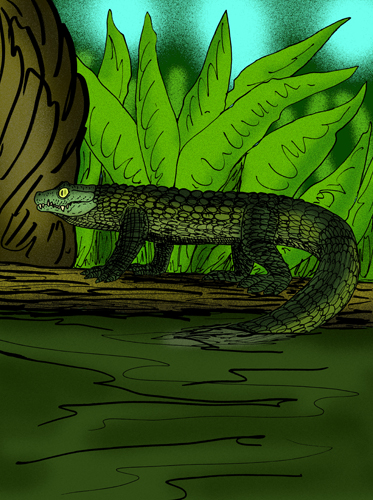
Mekosuchus

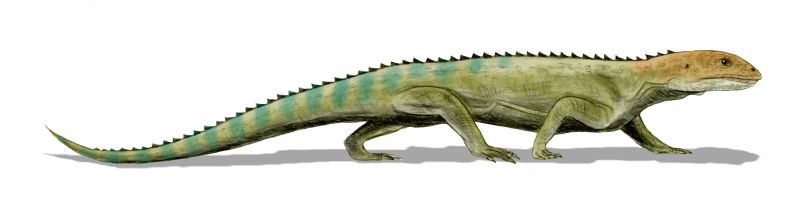
Mesosuchus

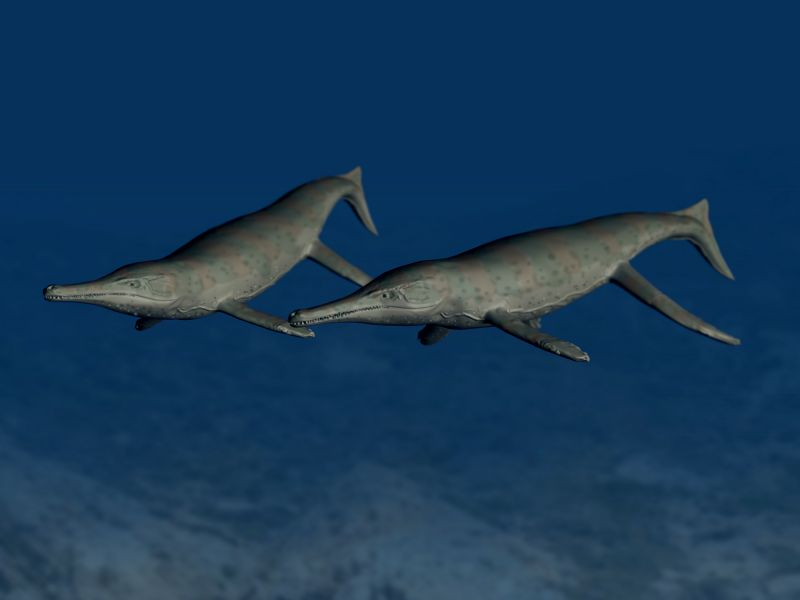
Metriorhynchus

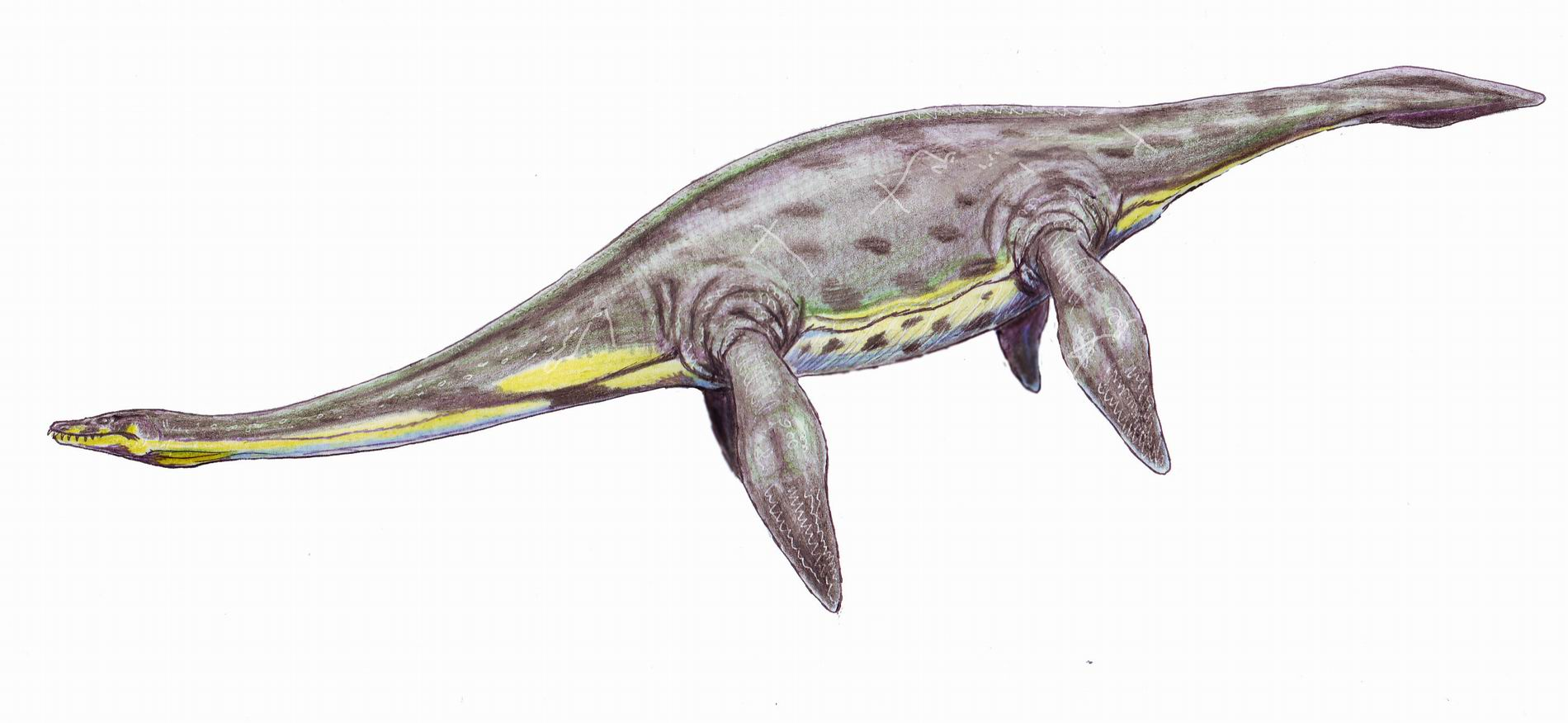
Microcleidus

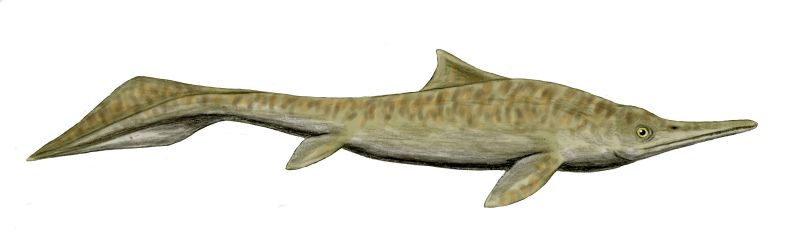
Mixosaurus

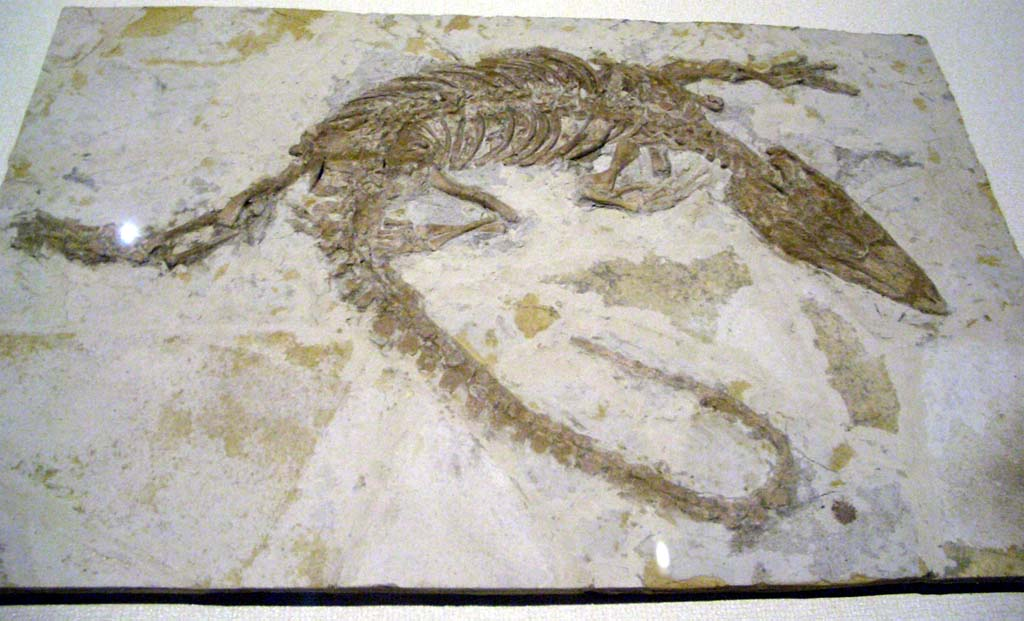
Monjurosuchus

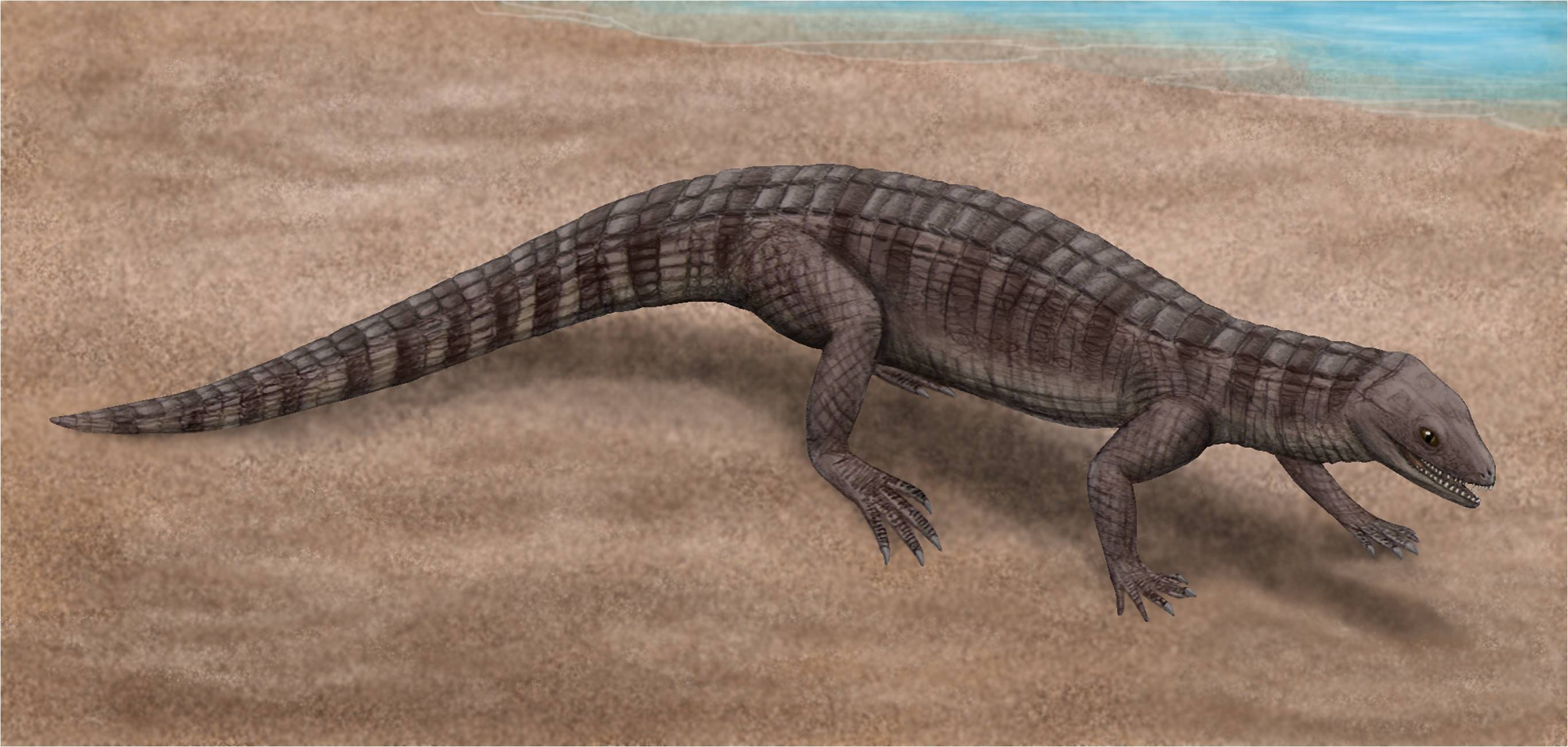
Montsecosuchus

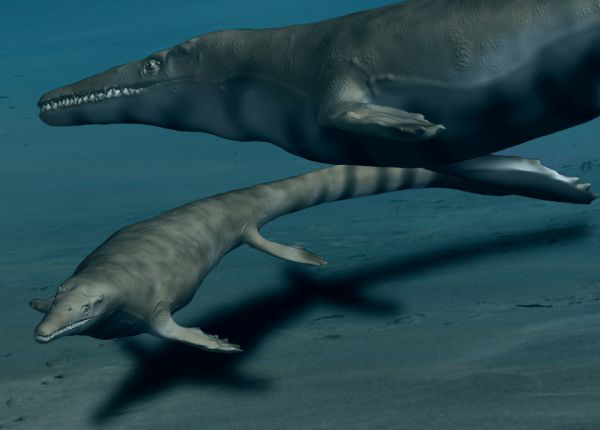
Mosasaurus

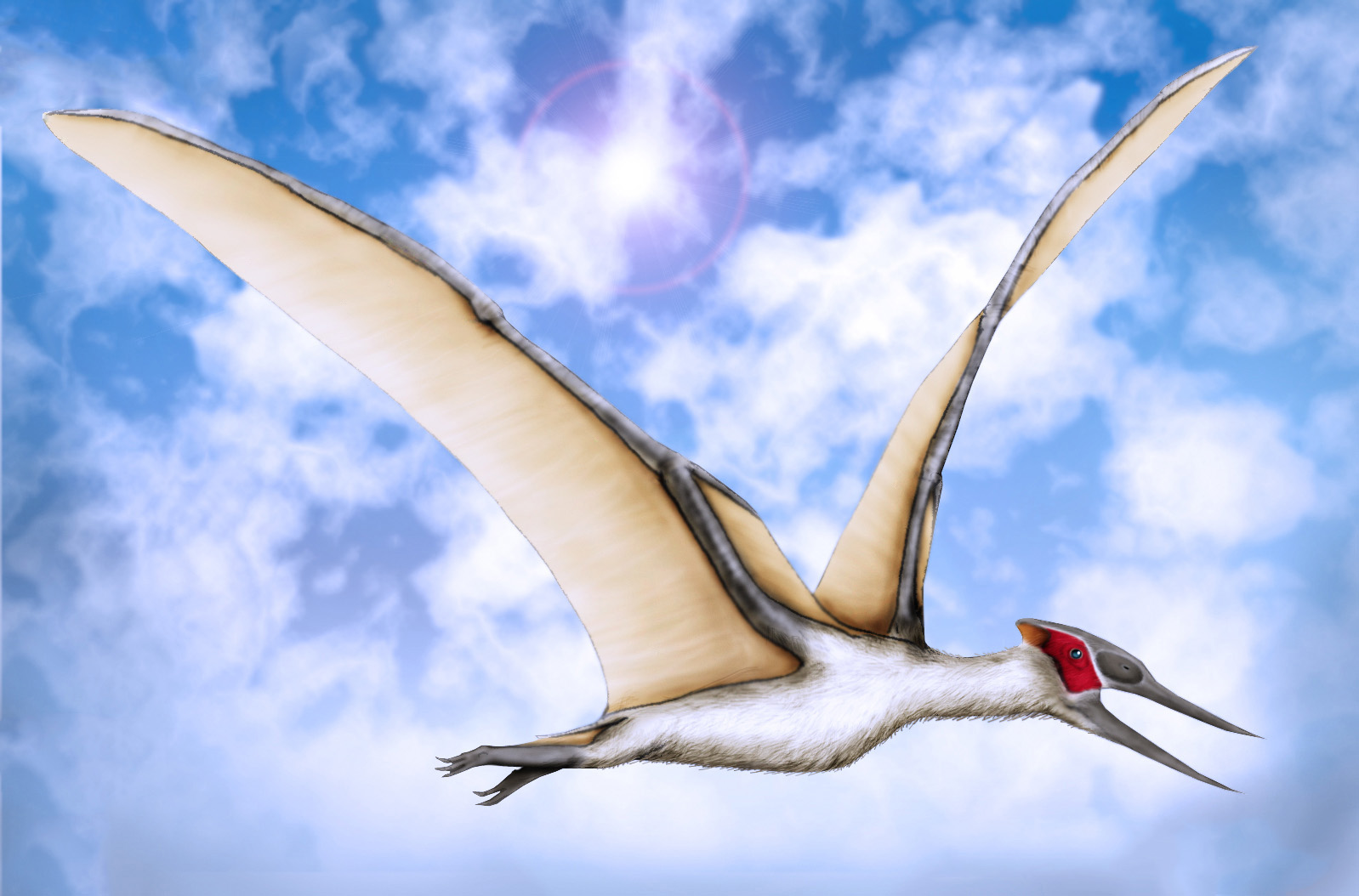
Muzquizopteryx

| Soort                   | Periode | Voorkomen | Auteur | Datum |
| ----------------------- | ------- | --------- | ------ | ----- |
| Macelognathus           |         |           |        |       |
| Macrodontophion         |         |           |        |       |
| Macronemus              |         |           |        |       |
| Macrophalangia          |         |           |        |       |
| Macroplata              |         |           |        |       |
| Macroscelosaurus        |         |           |        |       |
| Macrurosaurus           |         |           |        |       |
| Madsenius               |         |           |        |       |
| Magnirostris            |         |           |        |       |
| Magnosaurus             |         |           |        |       |
| Magulodon               |         |           |        |       |
| Magyarosaurus           |         |           |        |       |
| Maiasaura               |         |           |        |       |
| Majungasaurus           |         |           |        |       |
| Majungatholus           |         |           |        |       |
| Malamagmus              |         |           |        |       |
| Malawisaurus            |         |           |        |       |
| Maleevosaurus           |         |           |        |       |
| Maleevus                |         |           |        |       |
| Malevolusaurus          |         |           |        |       |
| Mamenchisaurus          |         |           |        |       |
| Manchurochelys          |         |           |        |       |
| Mandschurosaurus        |         |           |        |       |
| Manemergus              |         |           |        |       |
| Manospondylus           |         |           |        |       |
| Mapusaurus              |         |           |        |       |
| Marasuchus              |         |           |        |       |
| Marialasuchus           |         |           |        |       |
| Marmarospondylus        |         |           |        |       |
| Marshosaurus            |         |           |        |       |
| Masiakasaurus           |         |           |        |       |
| Massospondylus          |         |           |        |       |
| Mauisaurus              |         |           |        |       |
| Medusaceratops          |         |           |        |       |
| Megacervixosaurus       |         |           |        |       |
| Megadactylus            |         |           |        |       |
| Megalania               |         |           |        |       |
| Megalneusaurus          |         |           |        |       |
| Megalosaurus            |         |           |        |       |
| Meganium                |         |           |        |       |
| Megapnosaurus           |         |           |        |       |
| Megaraptor              |         |           |        |       |
| Mei                     |         |           |        |       |
| Melanorosaurus          |         |           |        |       |
| Melexsorbius            |         |           |        |       |
| Mendozasaurus           |         |           |        |       |
| Merosaurus              |         |           |        |       |
| Mesosaurus              |         |           |        |       |
| Mesosuchus              |         |           |        |       |
| Metriacanthosaurus      |         |           |        |       |
| Metriorhynchus          |         |           |        |       |
| Meyerasaurus            |         |           |        |       |
| Microcephale            |         |           |        |       |
| Microceratus            |         |           |        |       |
| Microcleidus            |         |           |        |       |
| Microcoelus             |         |           |        |       |
| Microdontosaurus        |         |           |        |       |
| Microhadrosaurus        |         |           |        |       |
| Micropachycephalosaurus |         |           |        |       |
| Microraptor             |         |           |        |       |
| Microsaurops            |         |           |        |       |
| Microvenator            |         |           |        |       |
| Mifunesaurus            |         |           |        |       |
| Minmi                   |         |           |        |       |
| Mirischia               |         |           |        |       |
| Mixosaurus              |         |           |        |       |
| Mochlodon               |         |           |        |       |
| Mongolosaurus           |         |           |        |       |
| Monjurosuchus           |         |           |        |       |
| Monkonosaurus           |         |           |        |       |
| Monoclonius             |         |           |        |       |
| Monocornus              |         |           |        |       |
| Monolophosaurus         |         |           |        |       |
| Mononykus               |         |           |        |       |
| Monstrutalpus           |         |           |        |       |
| Montanoceratops         |         |           |        |       |
| Montanus                |         |           |        |       |
| Montsecosuchus          |         |           |        |       |
| Monuncus                |         |           |        |       |
| Morenosaurus            |         |           |        |       |
| Morinosaurus            |         |           |        |       |
| Mtapaiasaurus           |         |           |        |       |
| Multipollex             |         |           |        |       |
| Muraenosaurus           |         |           |        |       |
| Mussaurus               |         |           |        |       |
| Muttaburrasaurus        |         |           |        |       |
| Muzquizopteryx          |         |           |        |       |
| Mymoorapelta            |         |           |        |       |

## N

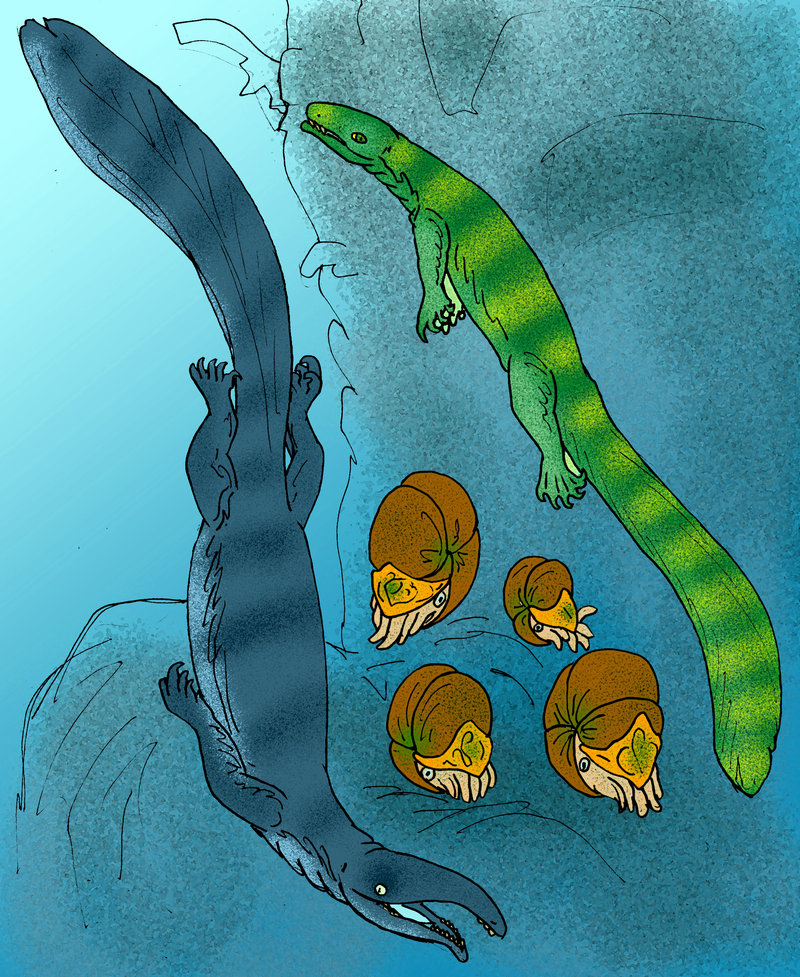
Thalattosaurus (links) en Nectosaurus (rechts)

| Soort             | Periode | Voorkomen | Auteur | Datum |
| ----------------- | ------- | --------- | ------ | ----- |
| Nanotyrannus      |         |           |        |       |
| Necrosimulacrum   |         |           |        |       |
| Nectosaurus       |         |           |        |       |
| Nefundusaurus     |         |           |        |       |
| Nemegtomaia       |         |           |        |       |
| Neoaetosauroides  |         |           |        |       |
| Neovenator        |         |           |        |       |
| Neuquenraptor     |         |           |        |       |
| Nivesaurus        |         |           |        |       |
| Noasaurus         |         |           |        |       |
| Noctupervagus     |         |           |        |       |
| Nodocephalosaurus |         |           |        |       |
| Nodosaurus        |         |           |        |       |
| Nomingia          |         |           |        |       |
| Nothosaurus       |         |           |        |       |
| Notochelone       |         |           |        |       |
| Notosuchus        |         |           |        |       |
| Novusaurus        |         |           |        |       |
| Nyctosaurus       |         |           |        |       |

## O

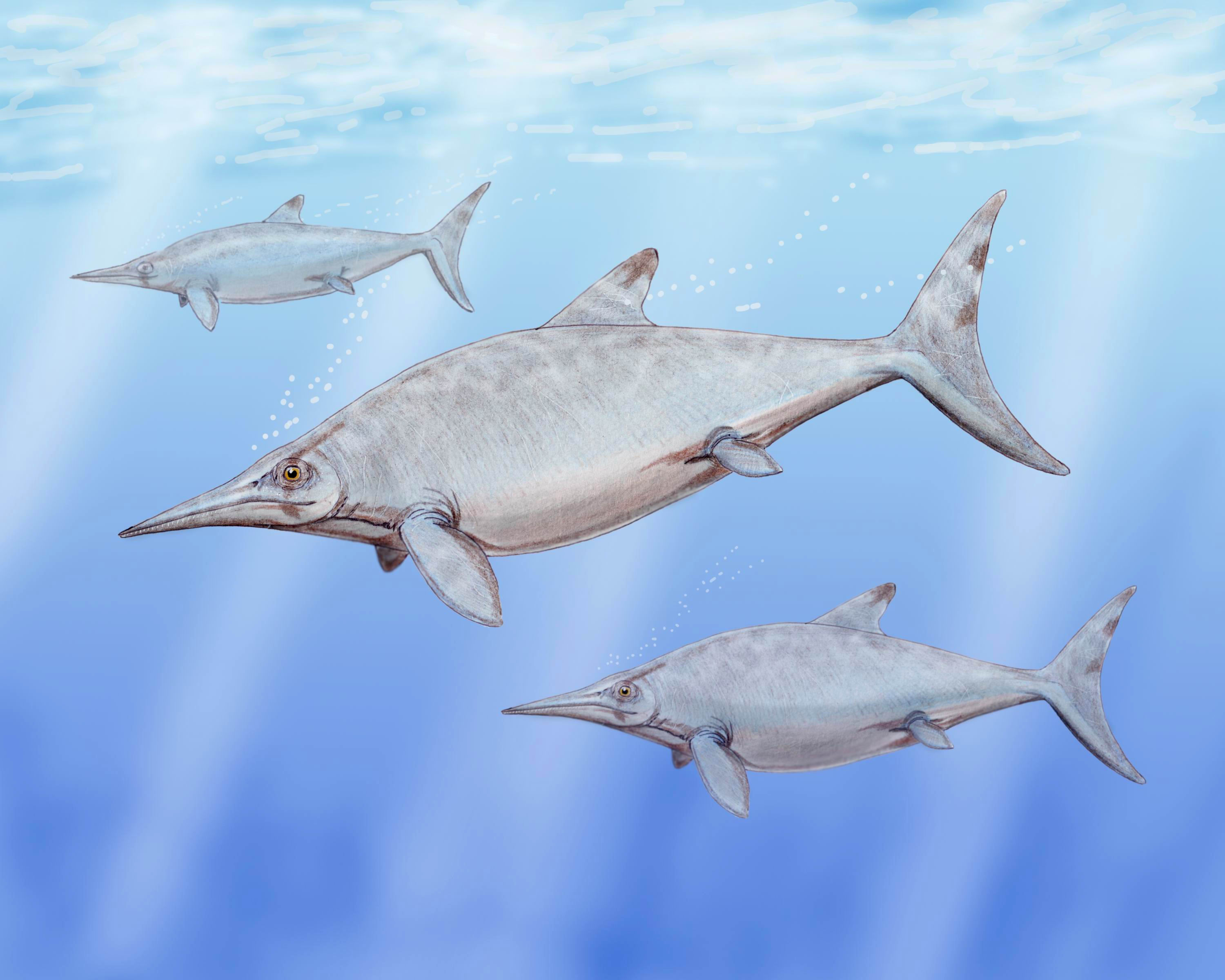
Otshevia

| Soort              | Periode | Voorkomen | Auteur | Datum |
| ------------------ | ------- | --------- | ------ | ----- |
| Omeisaurus         |         |           |        |       |
| Opisthocoelicaudia |         |           |        |       |
| Oplosaurus         |         |           |        |       |
| Ornitholestes      |         |           |        |       |
| Ornithomimus       |         |           |        |       |
| Ornithopsis        |         |           |        |       |
| Orodromeus         |         |           |        |       |
| Otschevia          |         |           |        |       |
| Ouranosaurus       |         |           |        |       |
| Oviraptor          |         |           |        |       |
| Ozraptor           |         |           |        |       |

## P

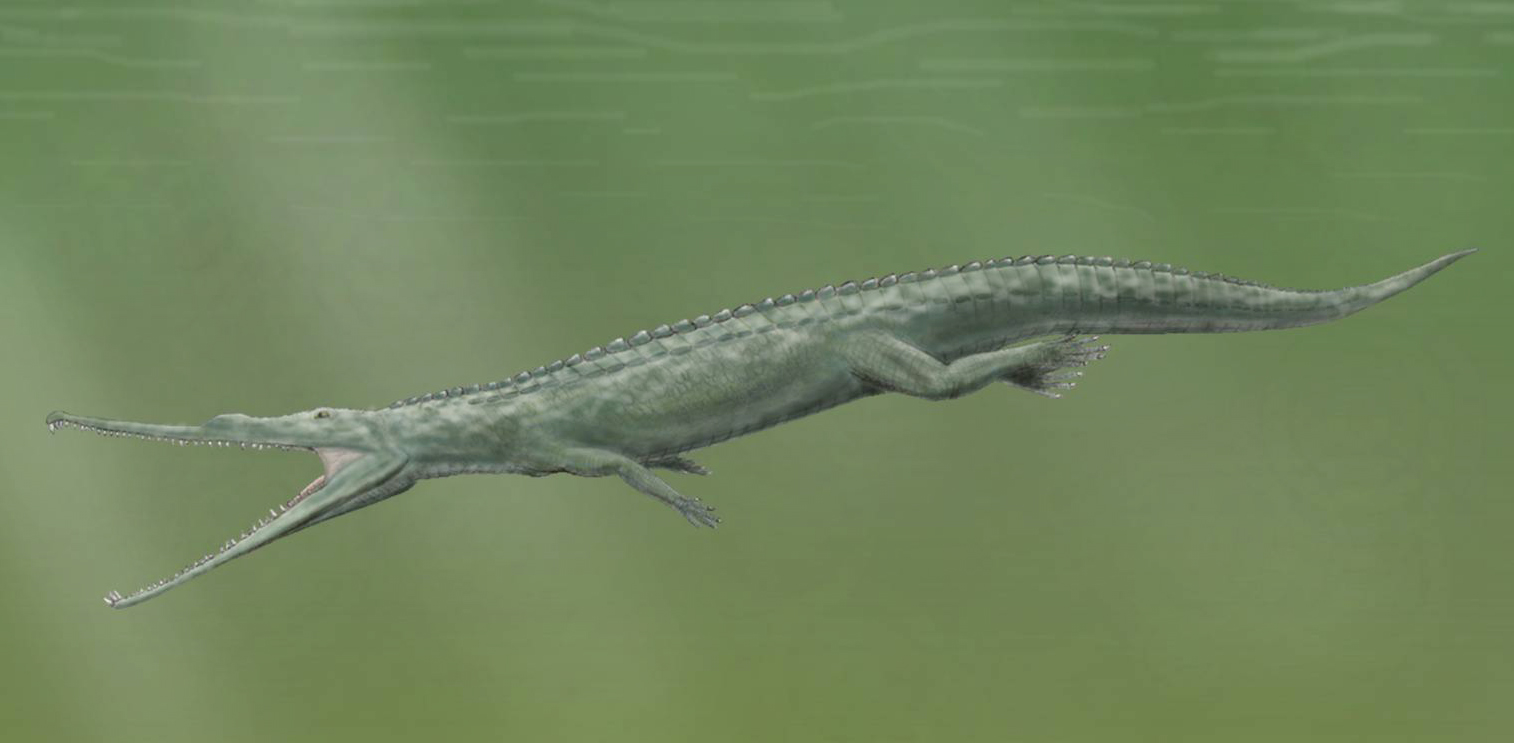
Paleorhinus

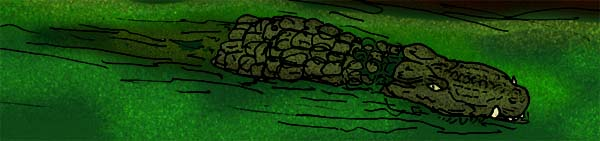
Pallimnarchus

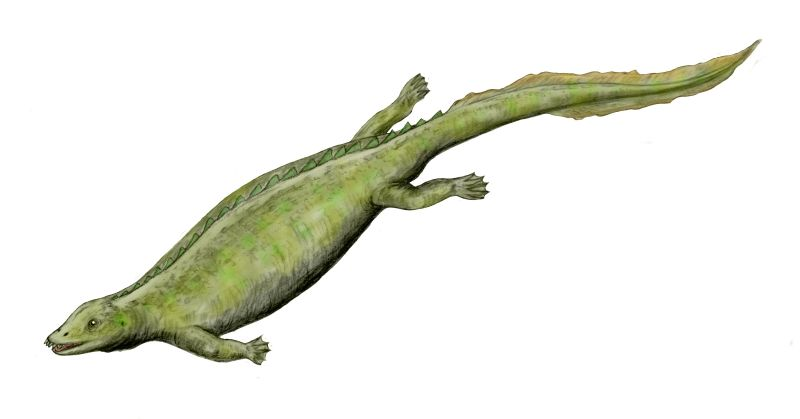
Paraplacodus

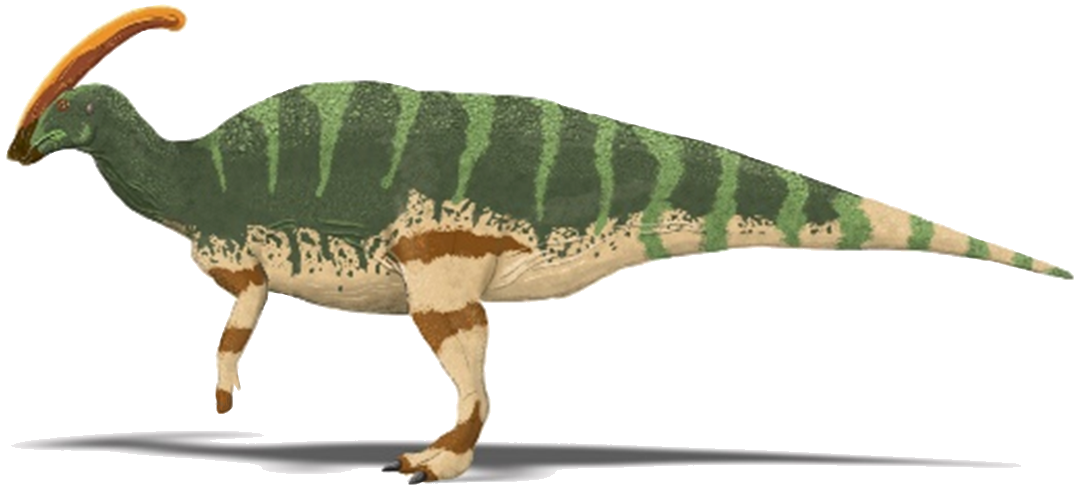
Parasaurolophus

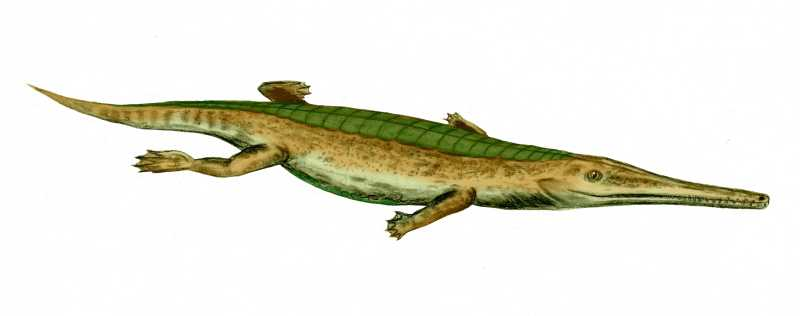
Pelagosaurus

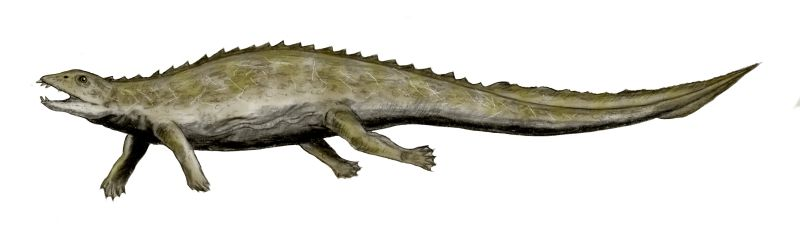
Placodus

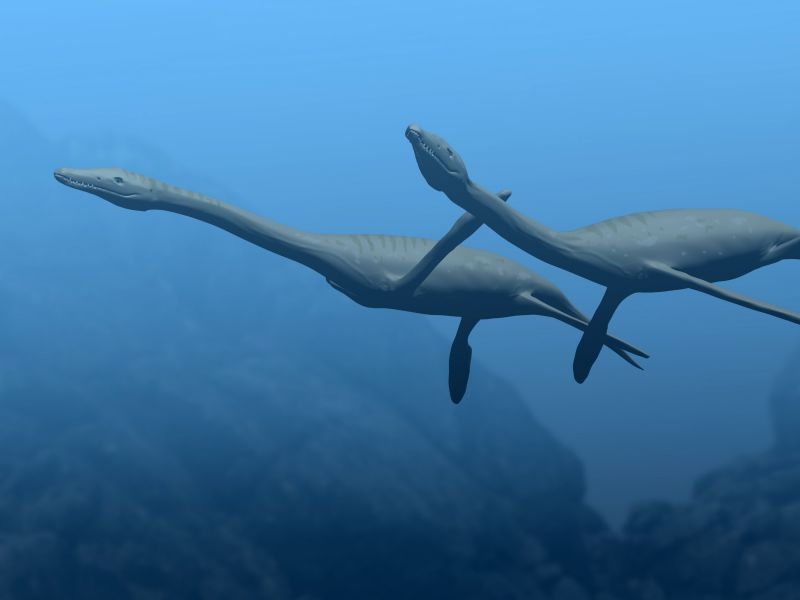
Plesiosaurus

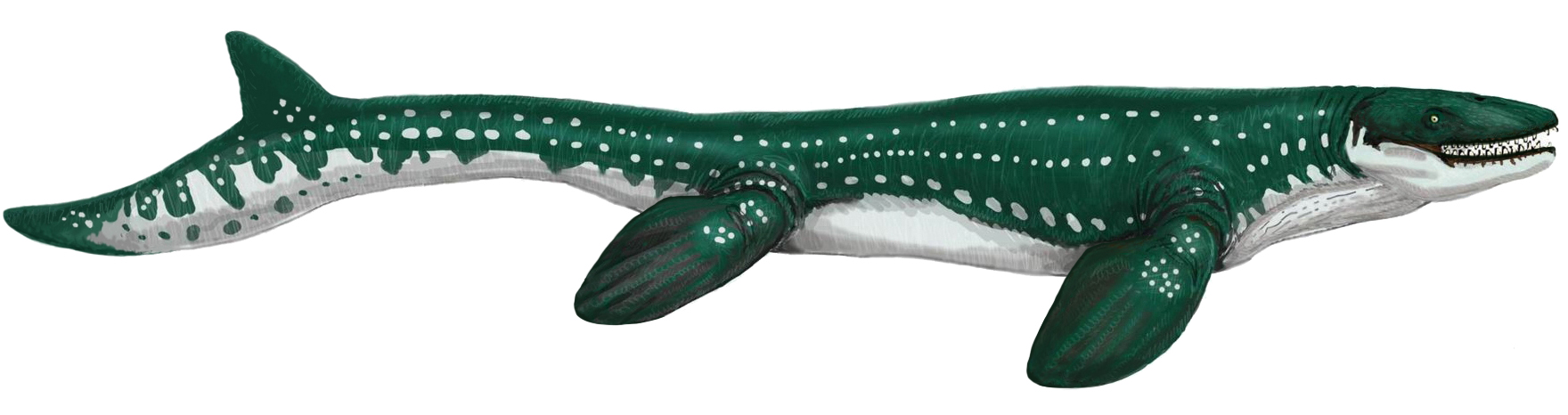
Prognathodon

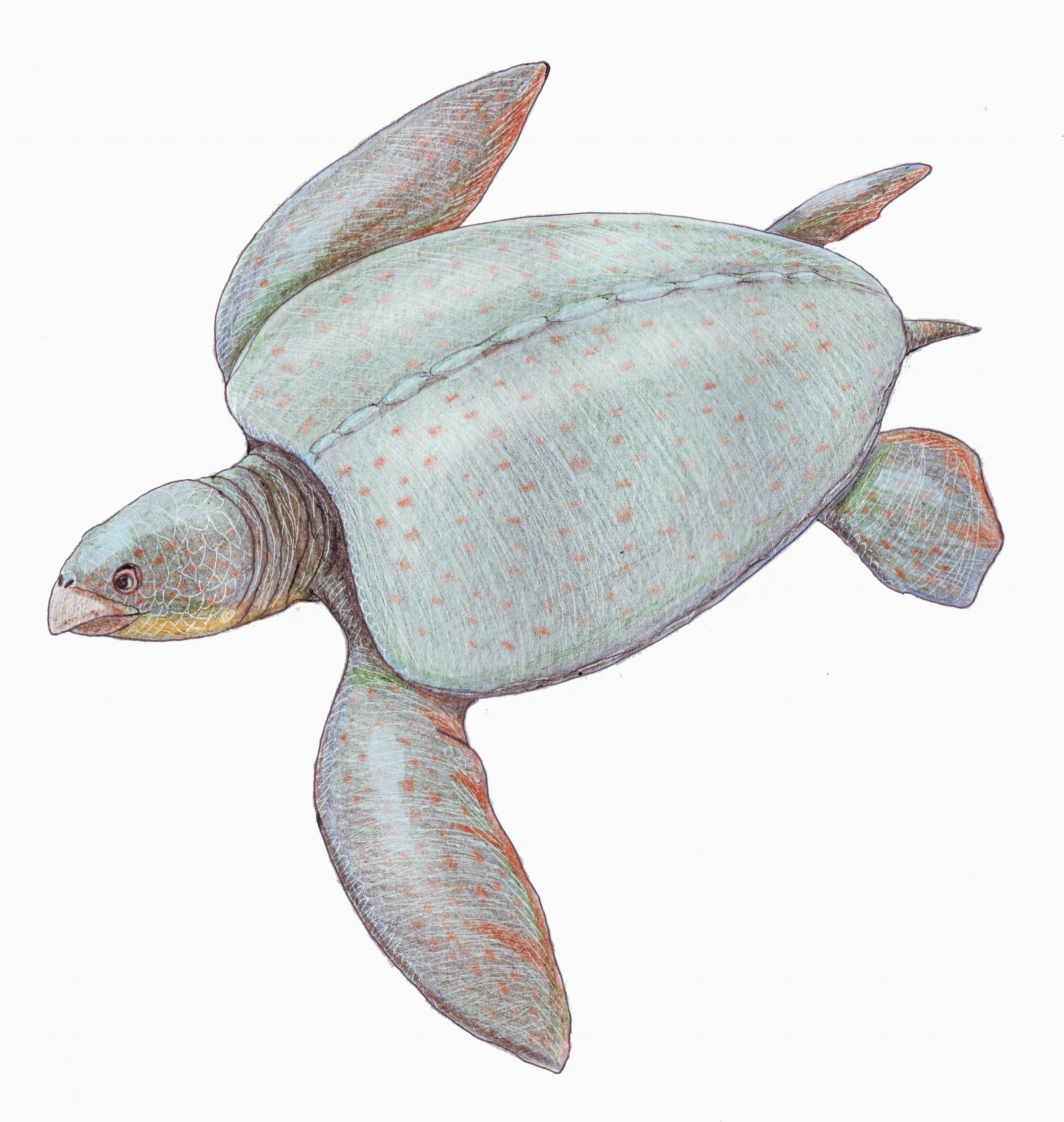
Protosphargis

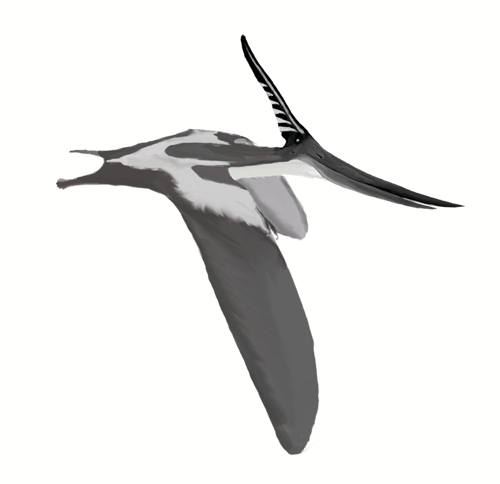
Pteranodon

| *Pachycephalosaurus - Pachyrhinosaurus - Palaeosaurus - Palaeoscincus - Paleorhinus - Pallimnarchus - Paralititan - Paraplacodus - Parapsicephalus - Parasaurolophus - Parasuchus - Pawpawsaurus - Pedopenna - Pelagosaurus - Penelopognathus - Pennasaurus - Pentaceratops - Peracerdon - Perdalus - Pervagarus - Peteinosaurus - Phosphatodraco - Picusaurus - Pigescandens - Pinala - Pinnatono - Pinnatudaemus - Pisanosaurus - Piscisaurus - Placodus - Planocephalosaurus - Plataleorhynchus - Plateosaurus - Podokesaurus - Polacanthus - Prenocephale - Preondactylus - Priodontognathus - Proceratosaurus - Procheneosaurus - Procoelosaurus - Procompsognathus - Profanornis - Proganochelys - Prognathodon (Oronosaurus) - Protarchaeopteryx - Proterochampsa - Proterochersis - Proterosuchus - Protoavis - Protoceratops - Protohadros - Protosphargis - Protostega - Protosuchus - Psittacosaurus - Pteranodon - Pterocolum - Pterodactylus - Pterodaustro - Pteromimus - Pterorhynchus - Puertasaurus - Pugiodorsus - Puntanipterus - Pupitarus - Pycnonemosaurus - Pyroraptor |

## Q

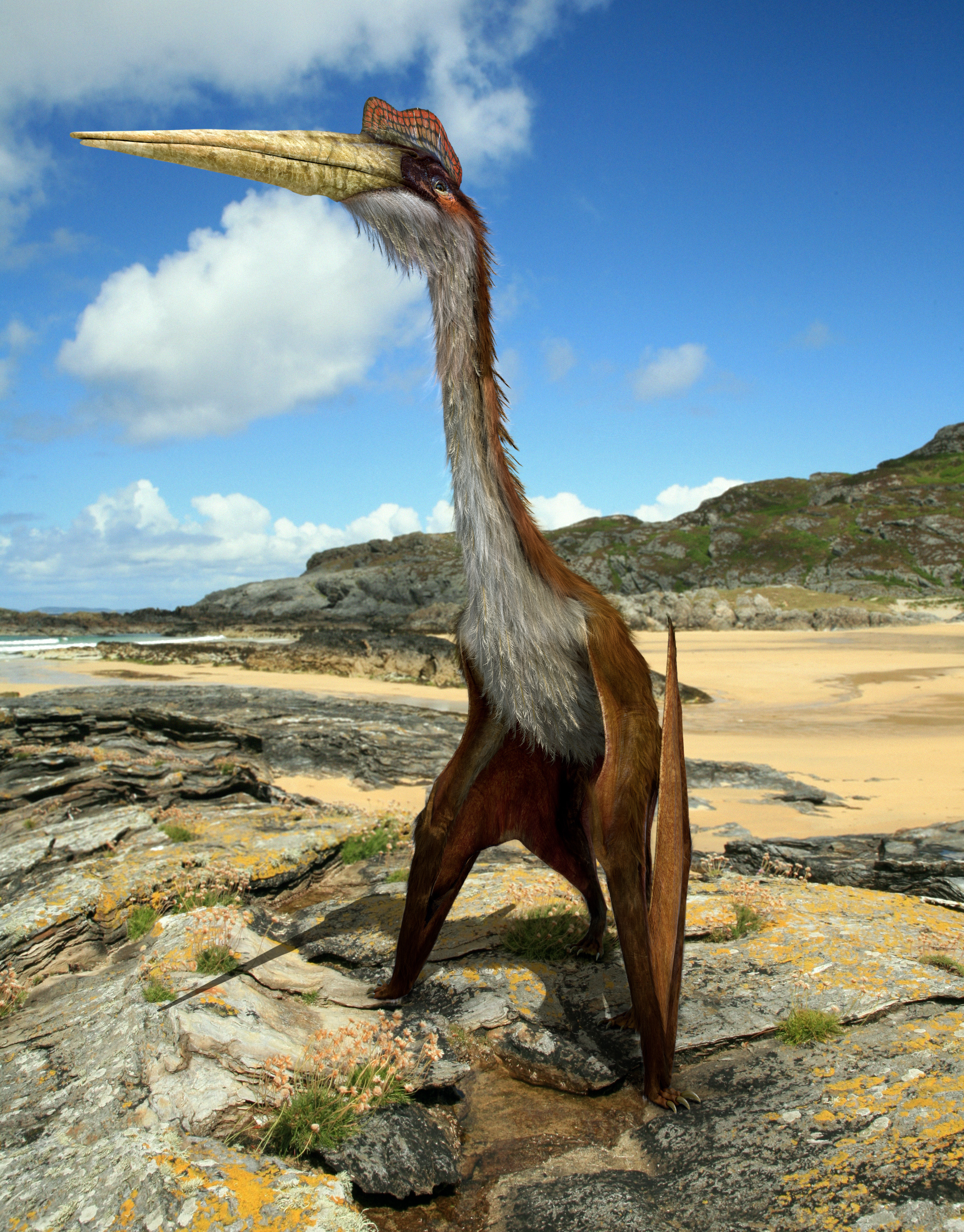
Quetzalcoatlus

| Soort          | Periode | Voorkomen | Auteur | Datum |
| -------------- | ------- | --------- | ------ | ----- |
| Qantasssaurus  |         |           |        |       |
| Qinlingosaurus |         |           |        |       |
| Quaesitosaurus |         |           |        |       |
| Quetzalcoatlus |         |           |        |       |
| Quilmesaurus   |         |           |        |       |
| Quinkana       |         |           |        |       |

## R

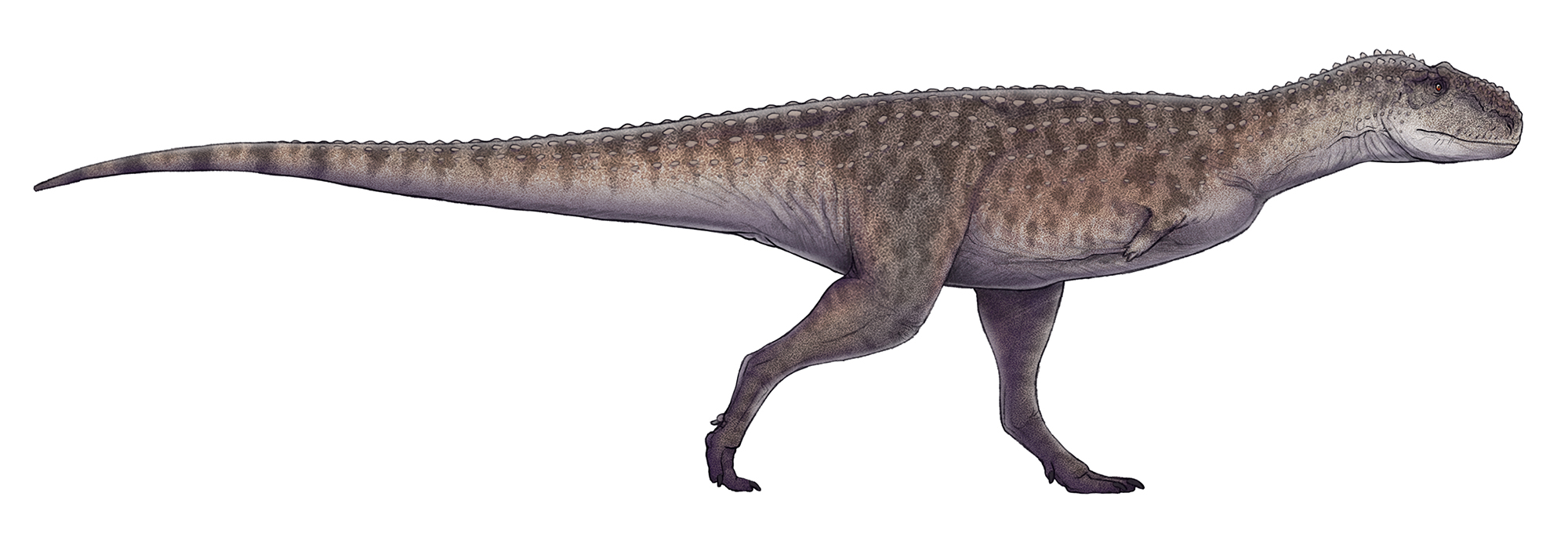
Rajasaurus

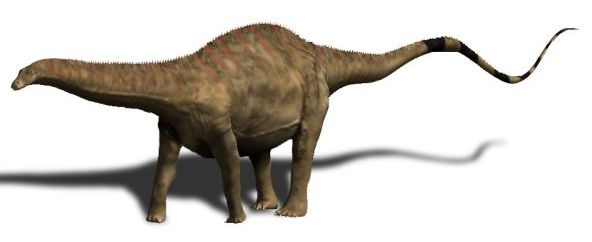
Rebbachisaurus

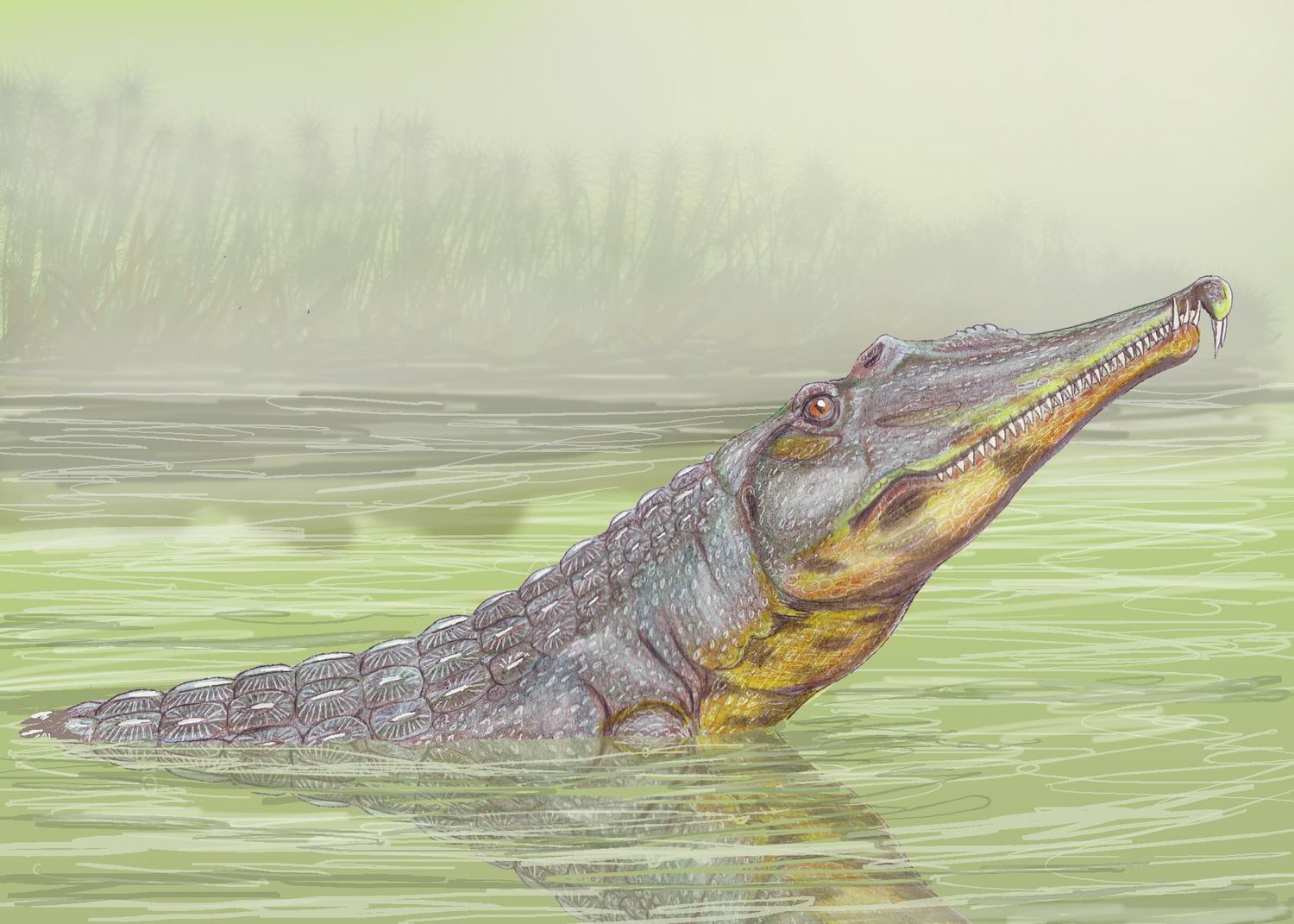
Rutiodon

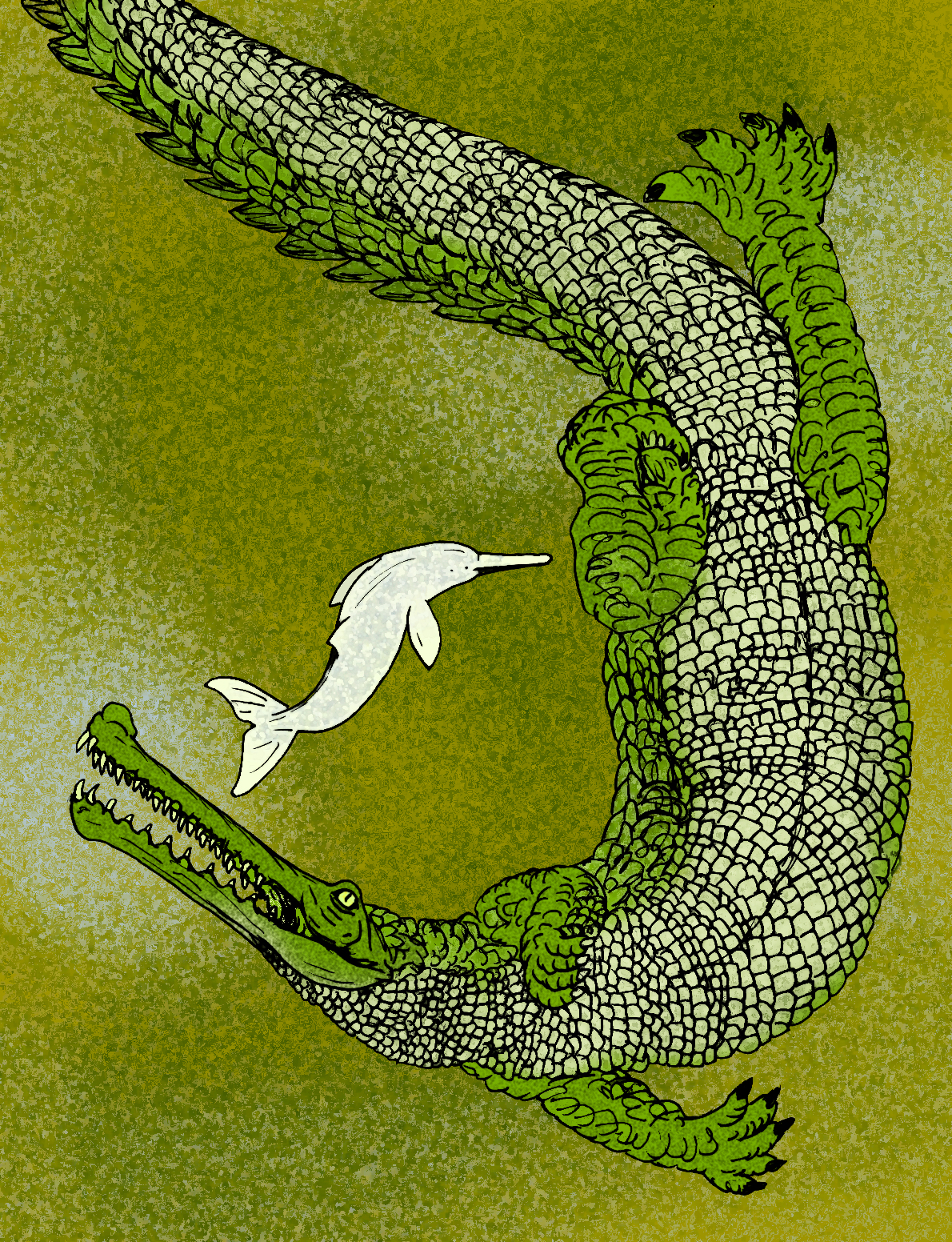
Rhamphosuchus

| *Raetiodactylus - Rahonavis - Rajasaurus - Raminsidius - Rapator - Raperasaurus - Rapetosaurus - Raptorex - Rauisuchus - Raysosaurus - Razanandrongobe - Rebbachisaurus - Redondasaurus - Redondasuchus - Redondavenator - Regnosaurus - Revueltosaurus - Rhabdodon - Rhabdognathus - Rhadinosaurus - Rhamphinion - Rhamphocephalus - Rhamphorhynchus - Rhamphosuchus - Rhoetosaurus - Rhomaleosaurus - Richardoestesia - Rileyasuchus - Rimasuchus - Rinchenia - Rinconsaurus - Rioaribbasuchus - Rhynocornu - Rhynodon - Riojasaurus - Riojasuchus - Rocasaurus - Rubusaurus - Ruehleia - Rugops - Rugosuchus - Russelosuchus - Rutellum - Rutiodon - Ruyangosaurus |

## S

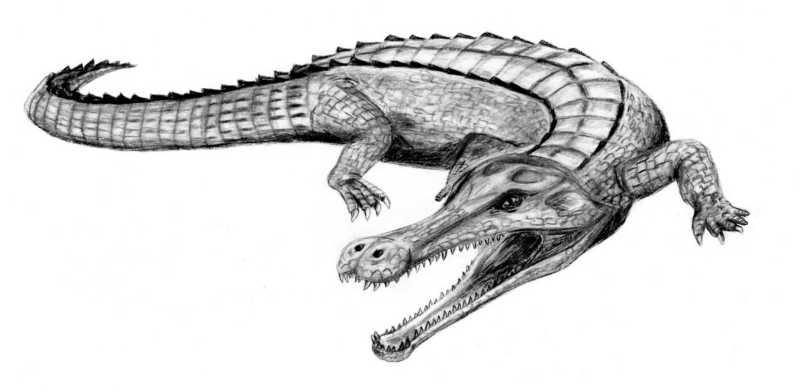
Sarcosuchus

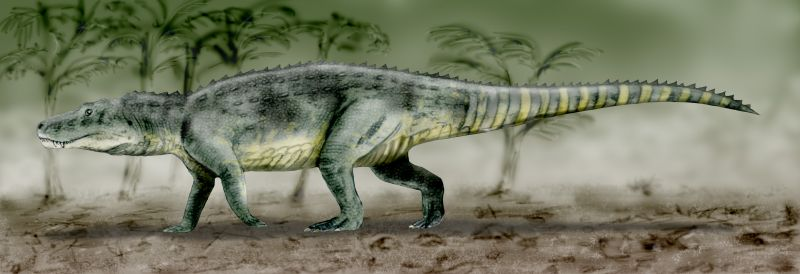
Saurosuchus

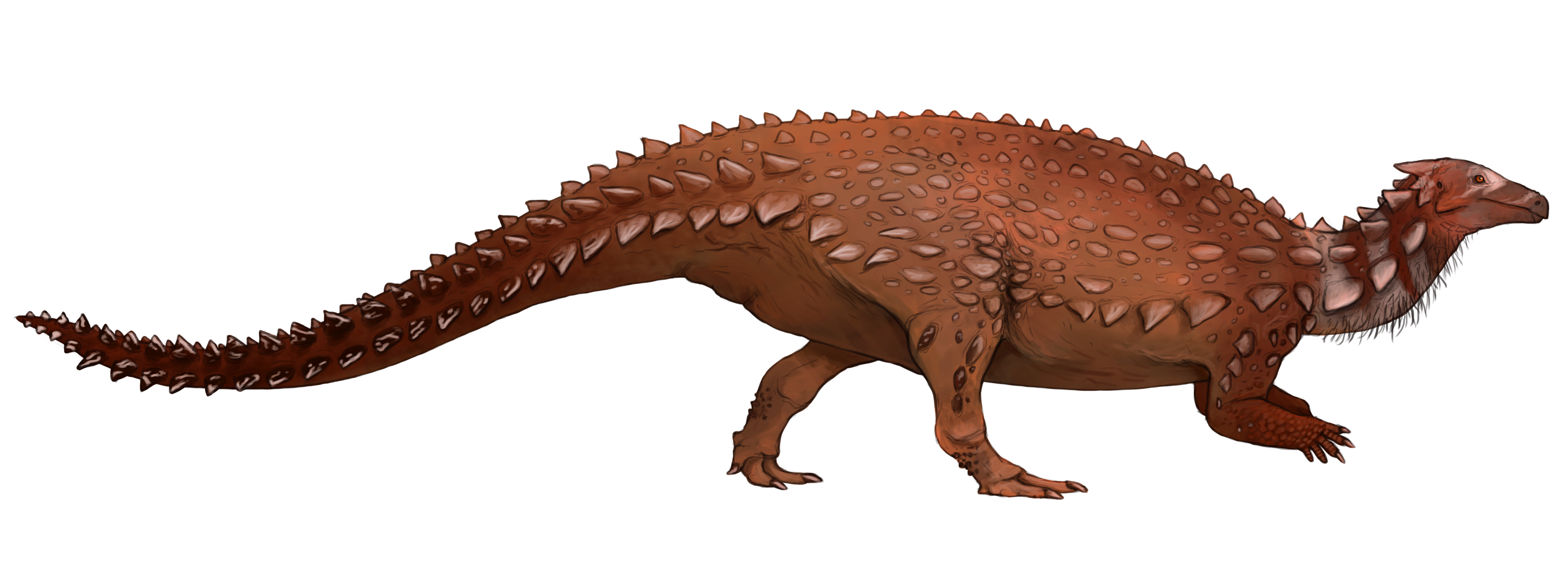
Scelidosaurus

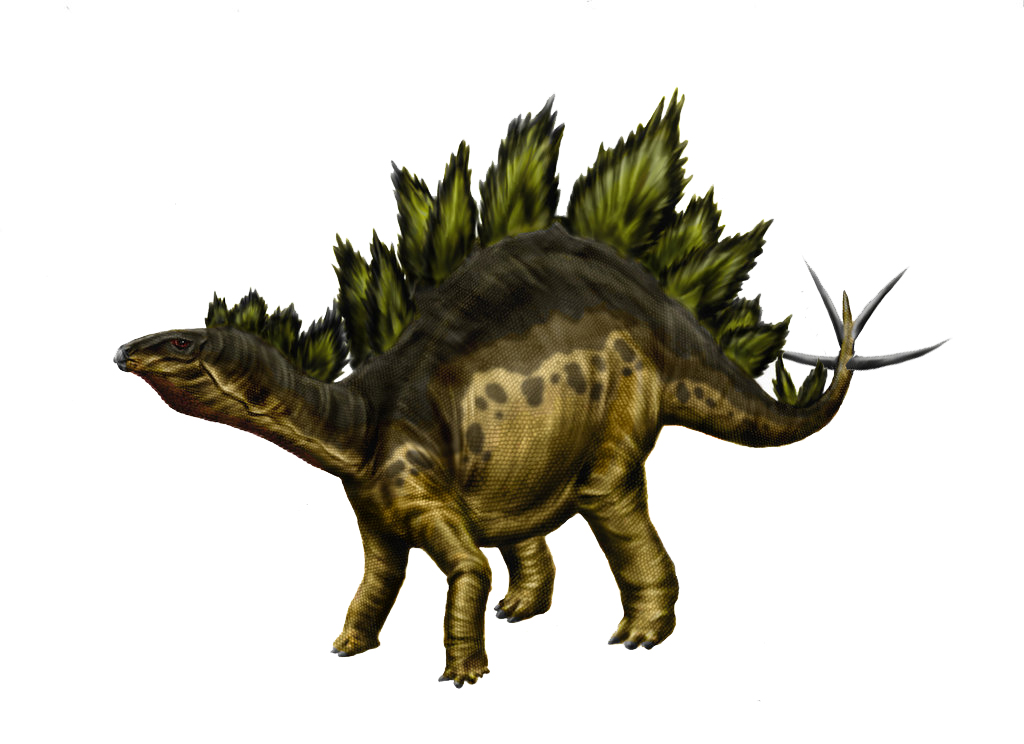
Stegosaurus

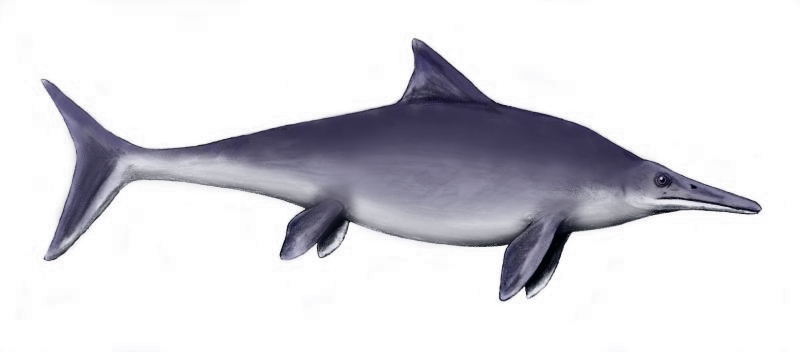
Stenopterygius

| *Saccosaurus - Saltasaurus - Sanpasaurus - Sarcosaurus - Sarcosuchus - Sarmatosuchus - Saurolophus - Sauroposeidon - Saurosuchus - Scelidosaurus - Scimitodon - Scolosaurus - Scrotum - Seismosaurus - Shastasaurus - Shelgonia - Shixinggia - Shonisaurus - Simoedosaurus - Sinosauropteryx - Sonidosaurus - Sphaeracephalus - Sphaerotholus - Spinosaurus - Spinostropheus - Sprintosaurus - Staurikosaurus - Stegosaurus - Stenopterygius - Stokesosaurus - Stomatosuchus - Stormbergia - Strobofagus - Stygimoloch - Sylvaceratops - Styracosaurus - Succinodon - Suchomimus |

## T

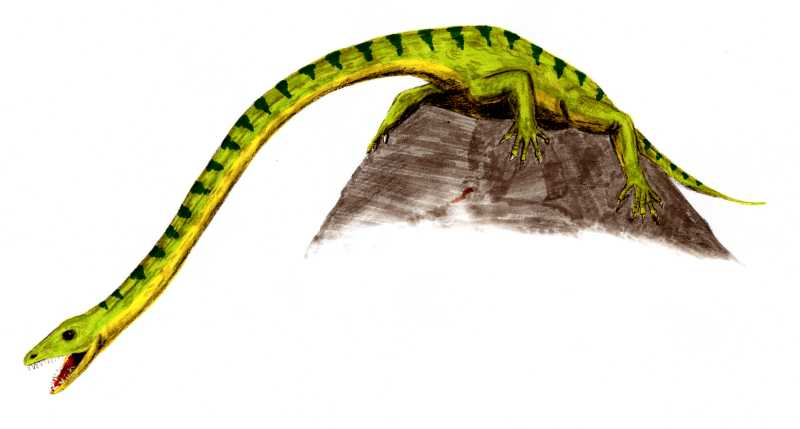
Tanystropheus

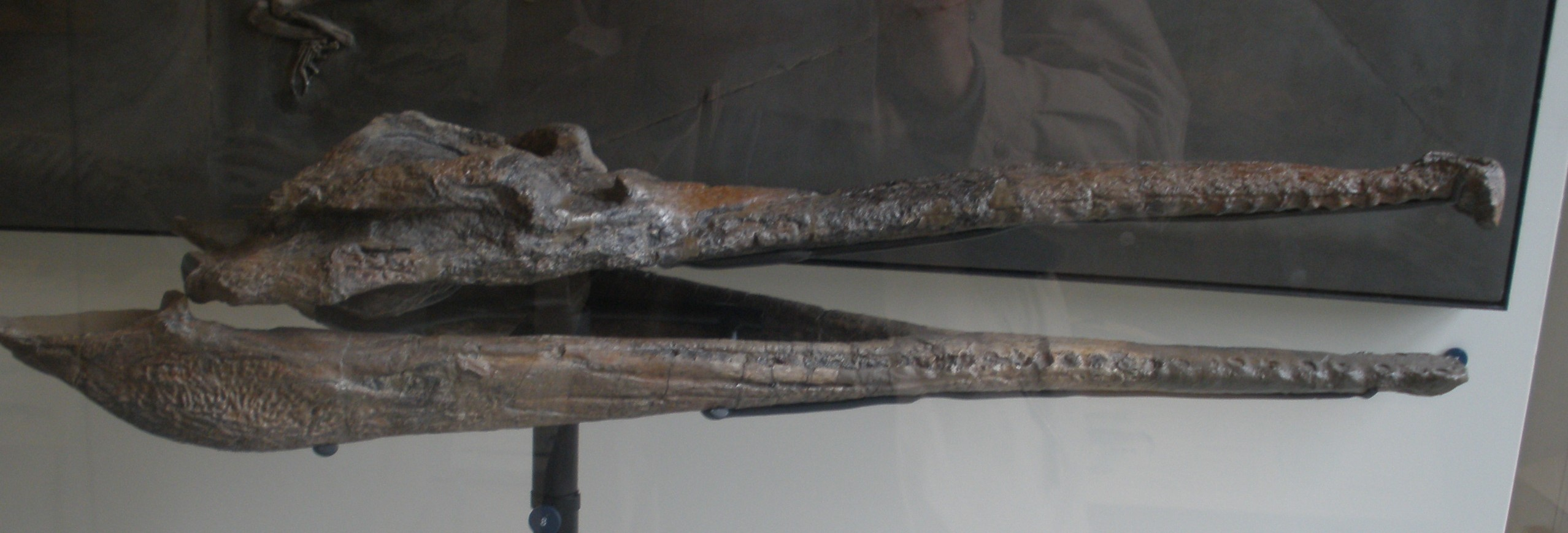
Terminonaris

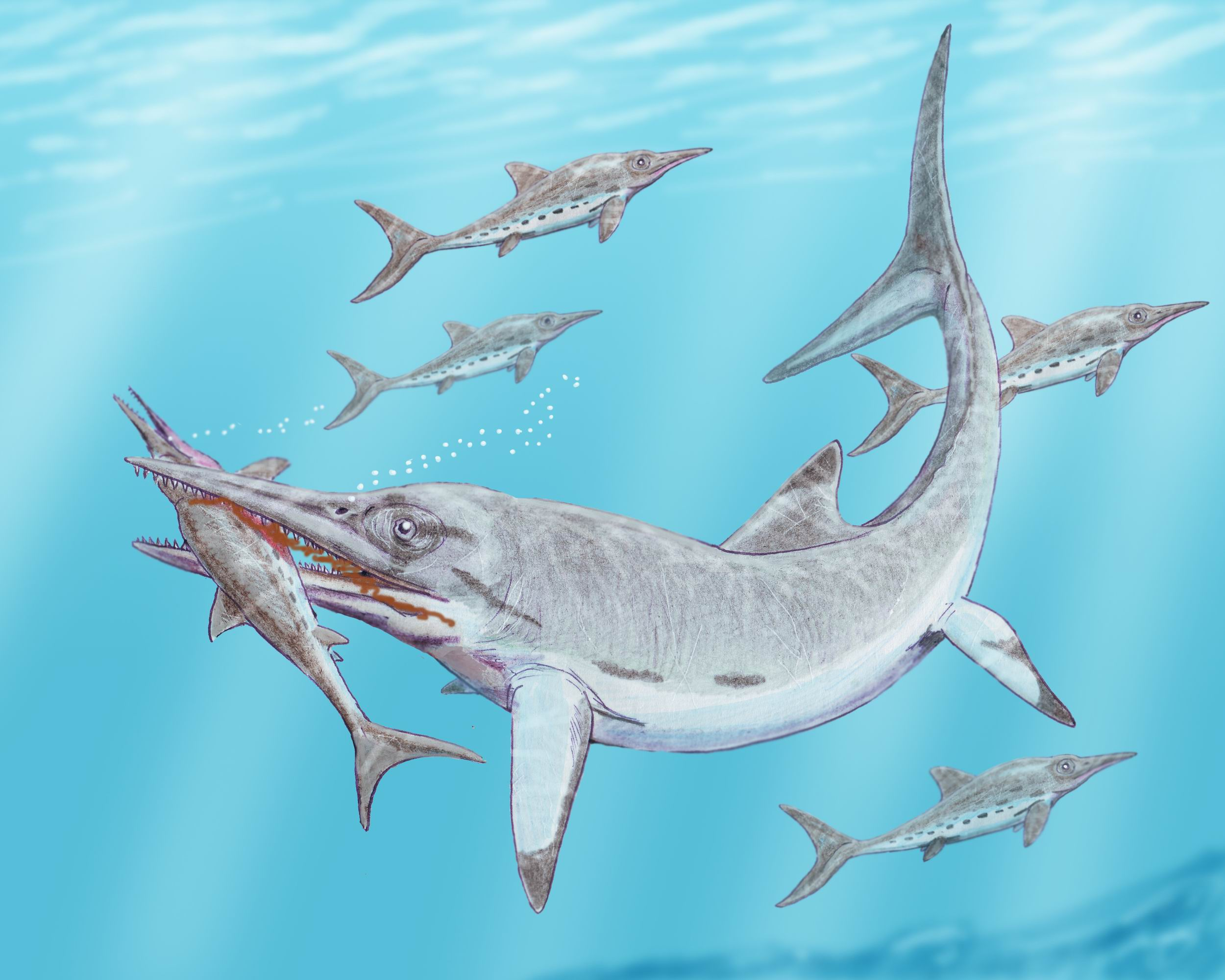
Temnodontosaurus (groot) en Stenopterygius (klein)

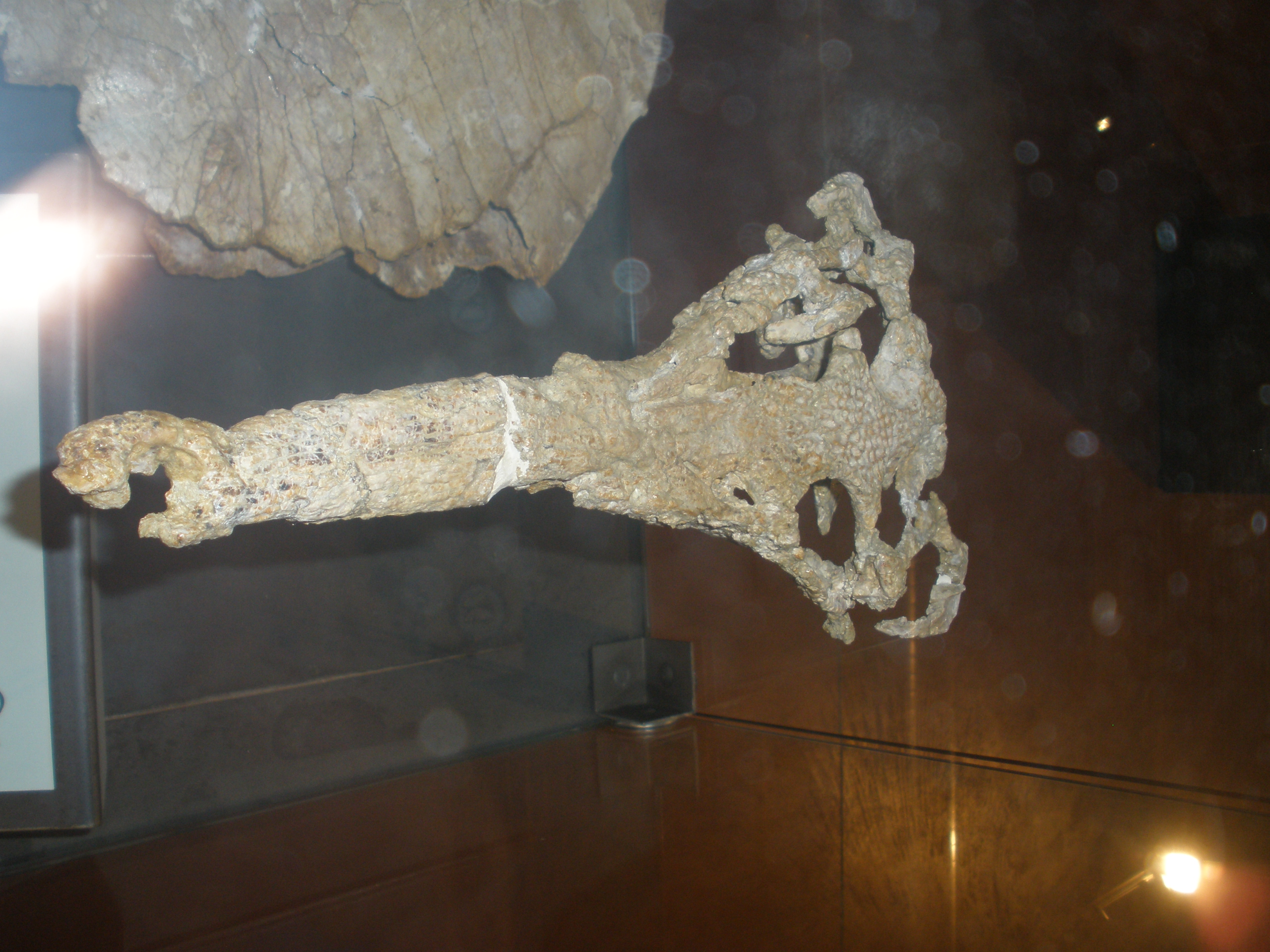
Thoracosaurus

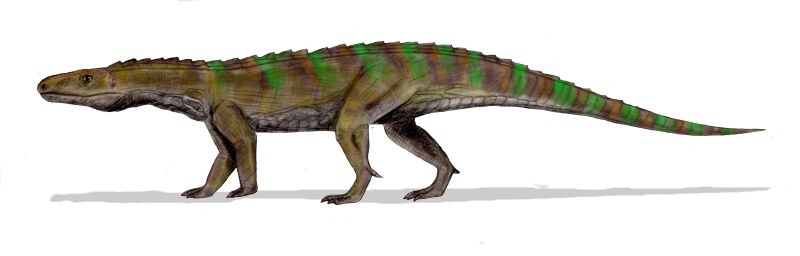
Ticinosuchus

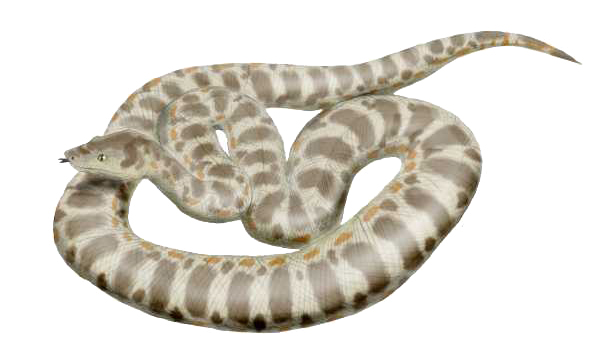
Titanoboa

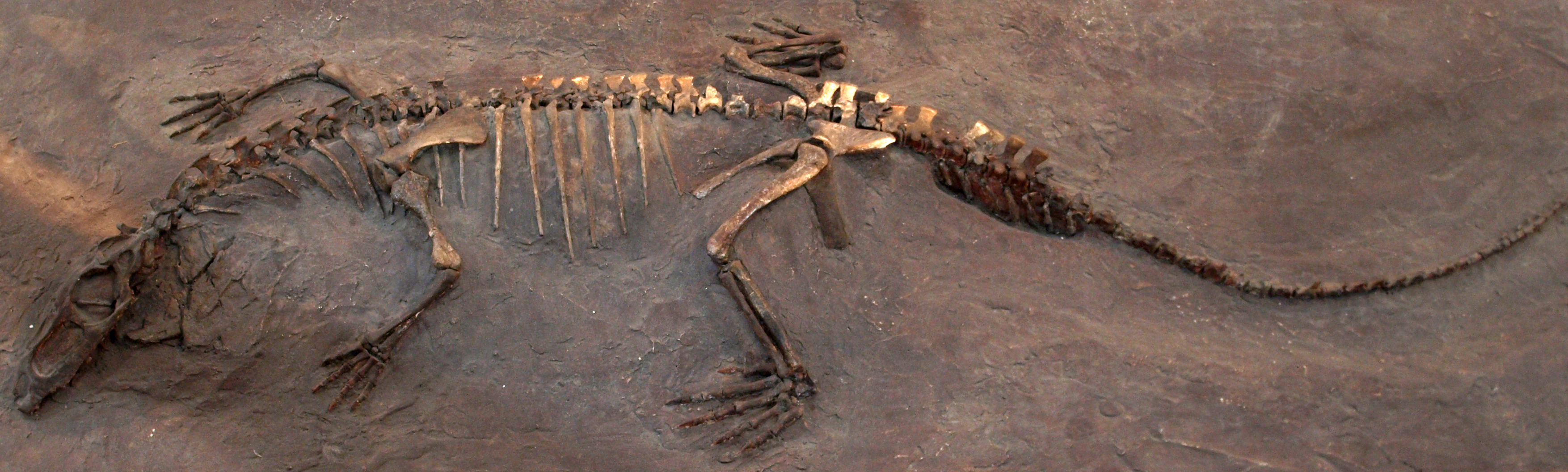
Turfanosuchus

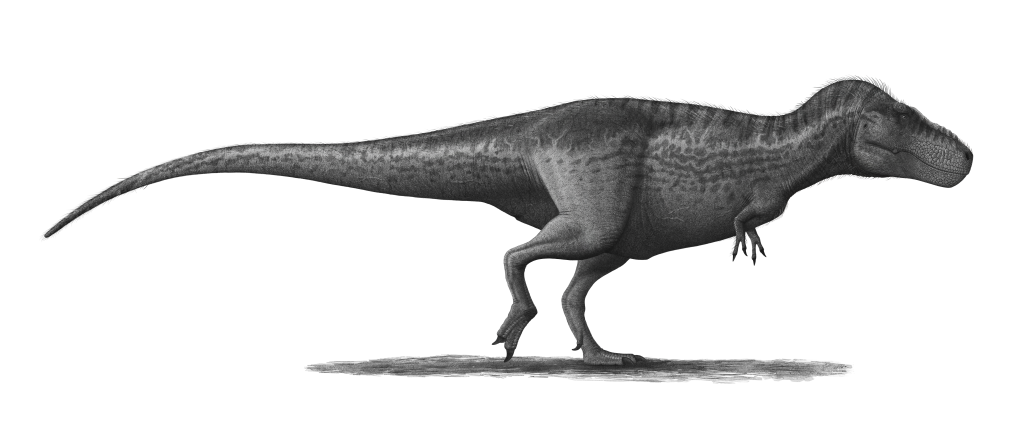
Tyrannosaurus

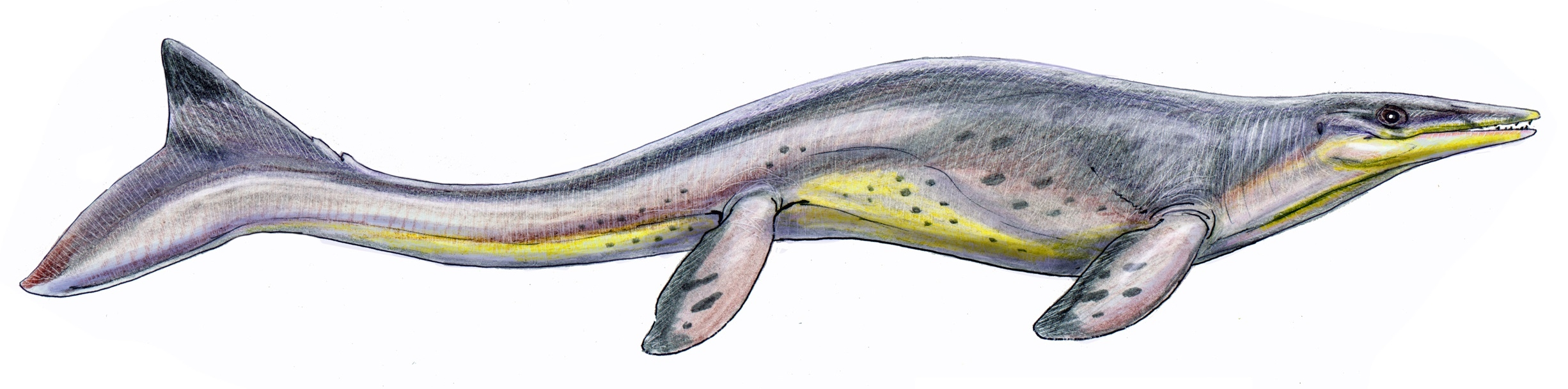
Tylosaurus

| *Tagarosuchus - Talarurus - Tangvayosaurus - Tanius - Taniwhasaurus - Tanycolagreus - Tanystropheus - Tanystrosuchus - Tarascosaurus - Tarbosaurus - Tarchia - Tartarusaurus - Tatisaurus - Taveirosaurus - Tawa - Tawasaurus - Tazoudasaurus - Technosaurus - Tecovasaurus - Tehuelchesaurus - Teinurosaurus - Temnodontosaurus - Tendaguria - Tenontosaurus - Termatosaurus - Terminonaris - Termitosaurus - Terrorsaurus - Texasetes - Teyuwasu - Thalattosaurus - Thecocoelurus - Thecodontosaurus - Thecospondylus - Therizinosaurus - Therosaurus - Thescelosaurus - Thespesius - Thoracosaurus - Tianchisaurus - Tianzhenosaurus - Tichosteus - Ticinosuchus - Tienshanosaurus - Timimus - Titanoboa - Titanosaurus - Tochisaurus - Tornieria - Torosaurus - Torkoalus - Torvosaurus - Totodylus - Trachodon - Triceratops - Trigonosaurus - Trimucrodon - Trinacromerum - Troodon - Tropius - Tsagantegia - Tsintaosaurus - Tugulusaurus - Tuojiangosaurus - Turanoceratops - Turfanosuchus - Turotosaurus armatus - Turpis porcarius - Turturcassis - Tylocephale - Tylosaurus - Tylosteus - Typothorax - Tyrannosaurus - Tyrannotitan - Tyreophorus |

## U

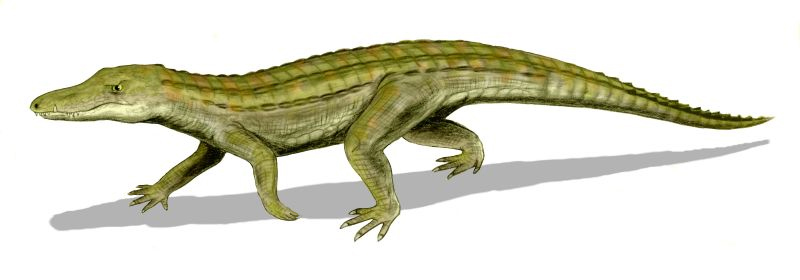
Uberabasuchus

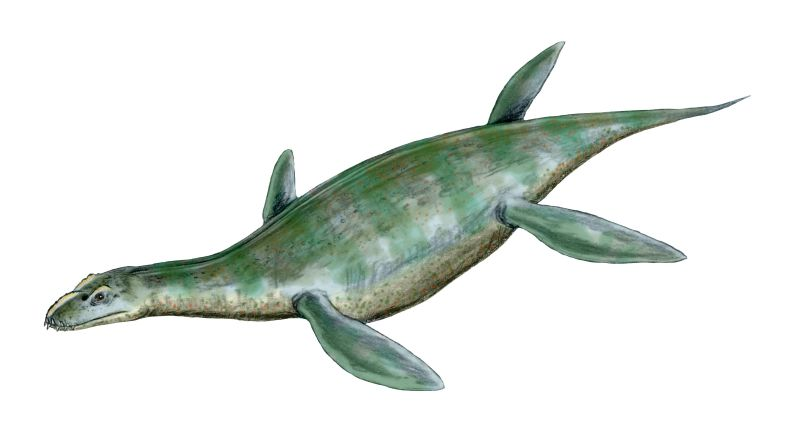
Umoonasaurus

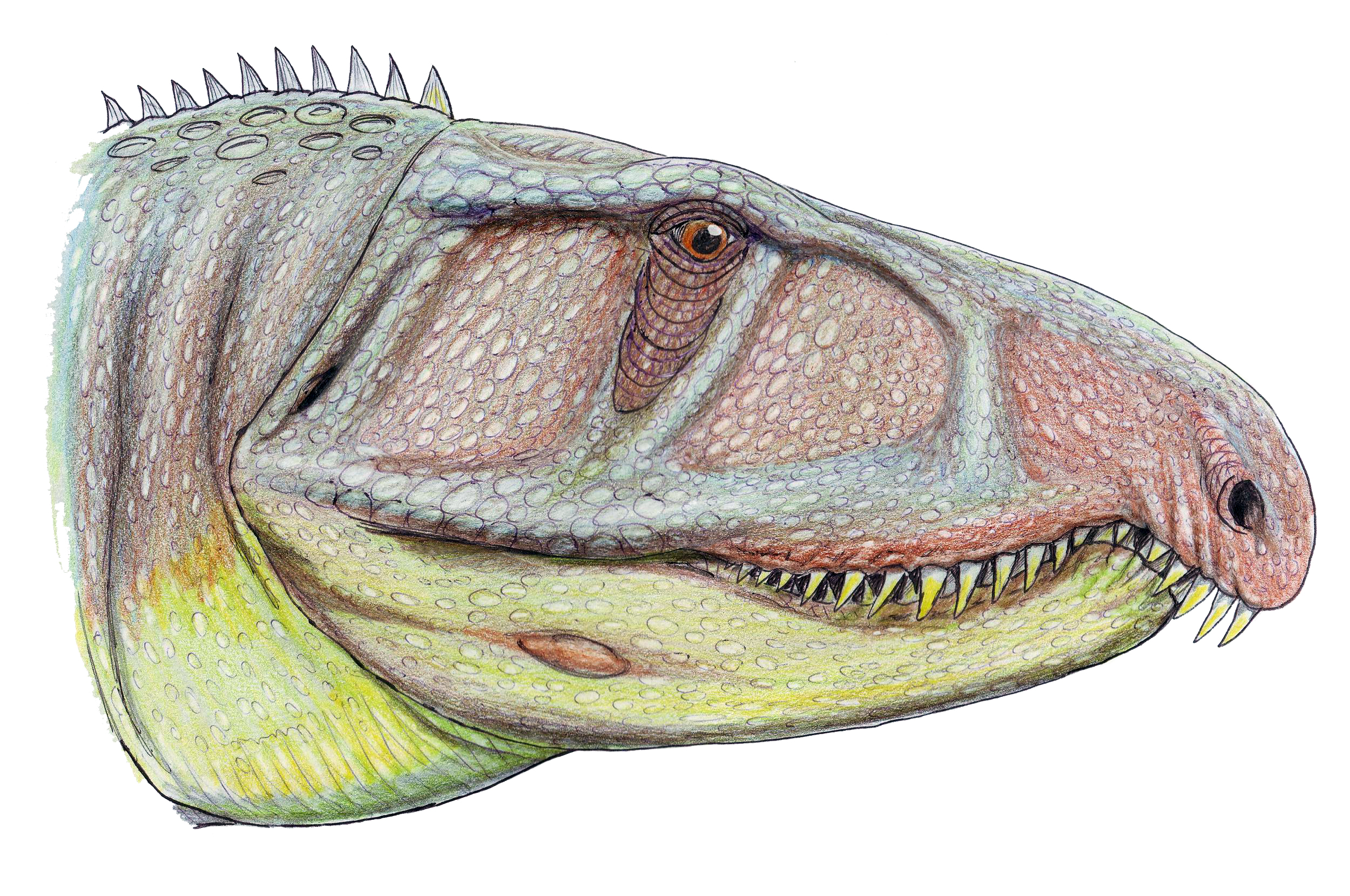
Uralosaurus

| *Uberabasuchus - Uberabatitan - Udanoceratops - Udusaurus - Ugrosaurus - Uintasaurus - Ultrasauros - Ultrasaurus - Umbrala - Umoonasaurus - Unaysaurus - Unenlagia - Unicerosaurus - Unquillosaurus - Uralosaurus - Ursusuchus - Utahraptor |

## V

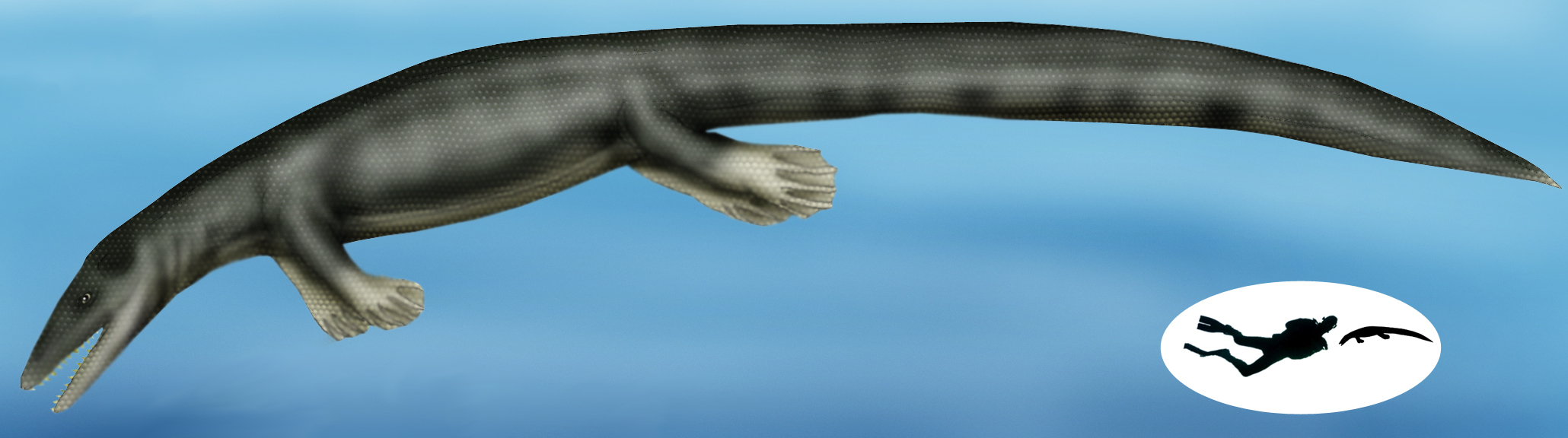
Vallecillosaurus

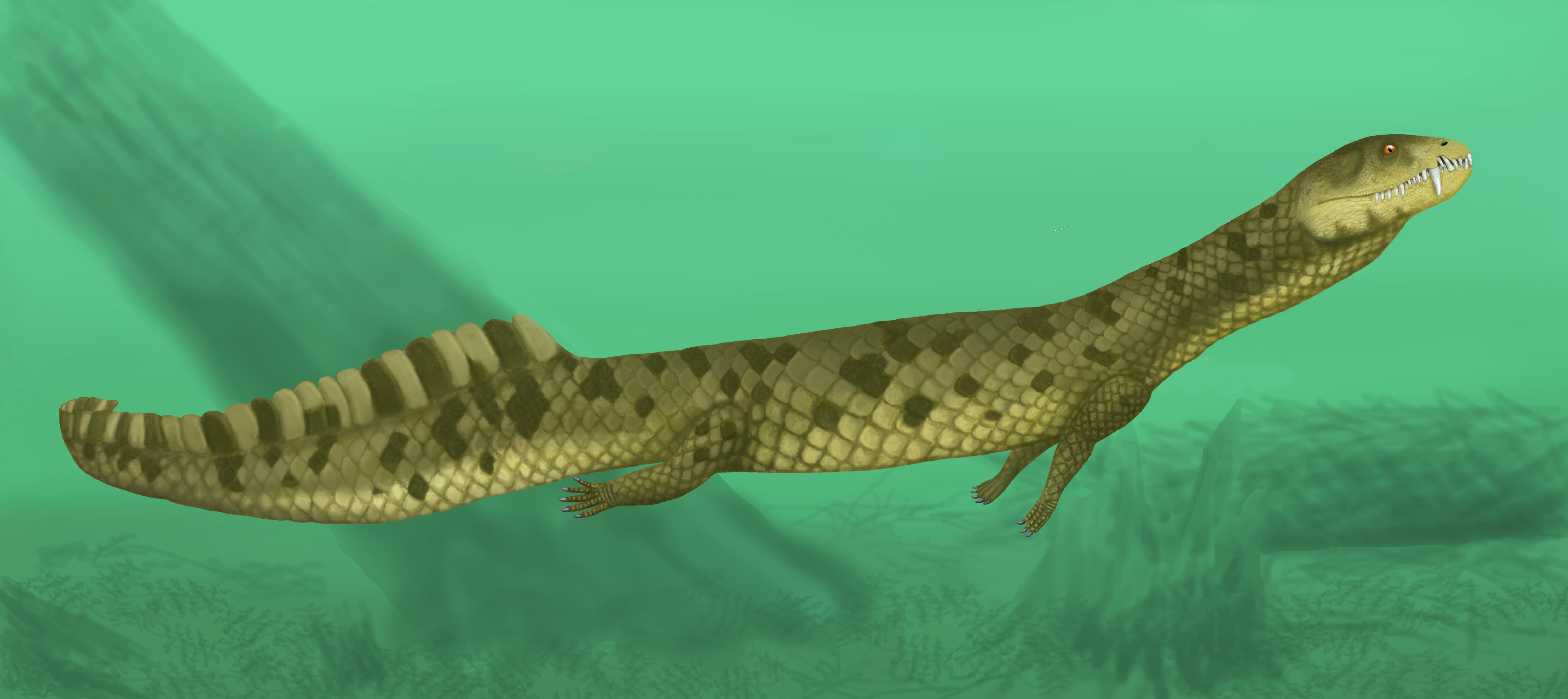
Vancleavea

Vjushkovia

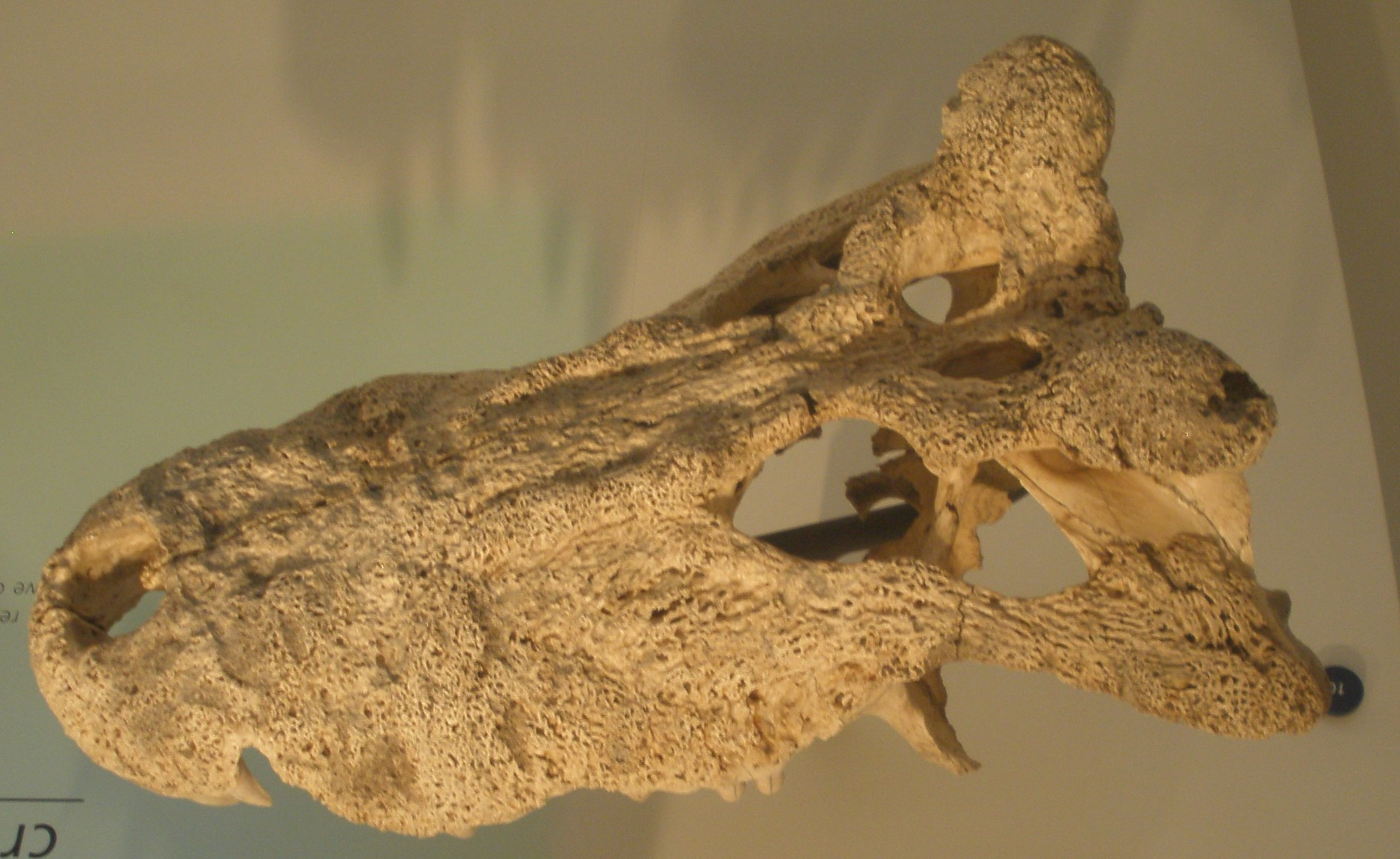
Voay

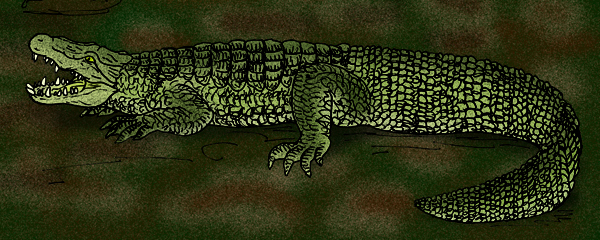
Volia

| *Valdoraptor - Valdosaurus - Vallecillosaurus - Vancleavea - Variraptor - Vastatosaurus - Vectisaurus - Vectisuchus - Velludorsum - Velocipes - Velociraptor - Velocisaurus - Venaticosuchus - Venatosaurus - Venenosaurus - Vermisaurus - Vespaphaga - Vexillala - Vjushkovia - Vjushkovisaurus - Voay - Volia - Volkheimeria - Vulcanodon - Vultursaurus - Vytshegdosuchus |

## W

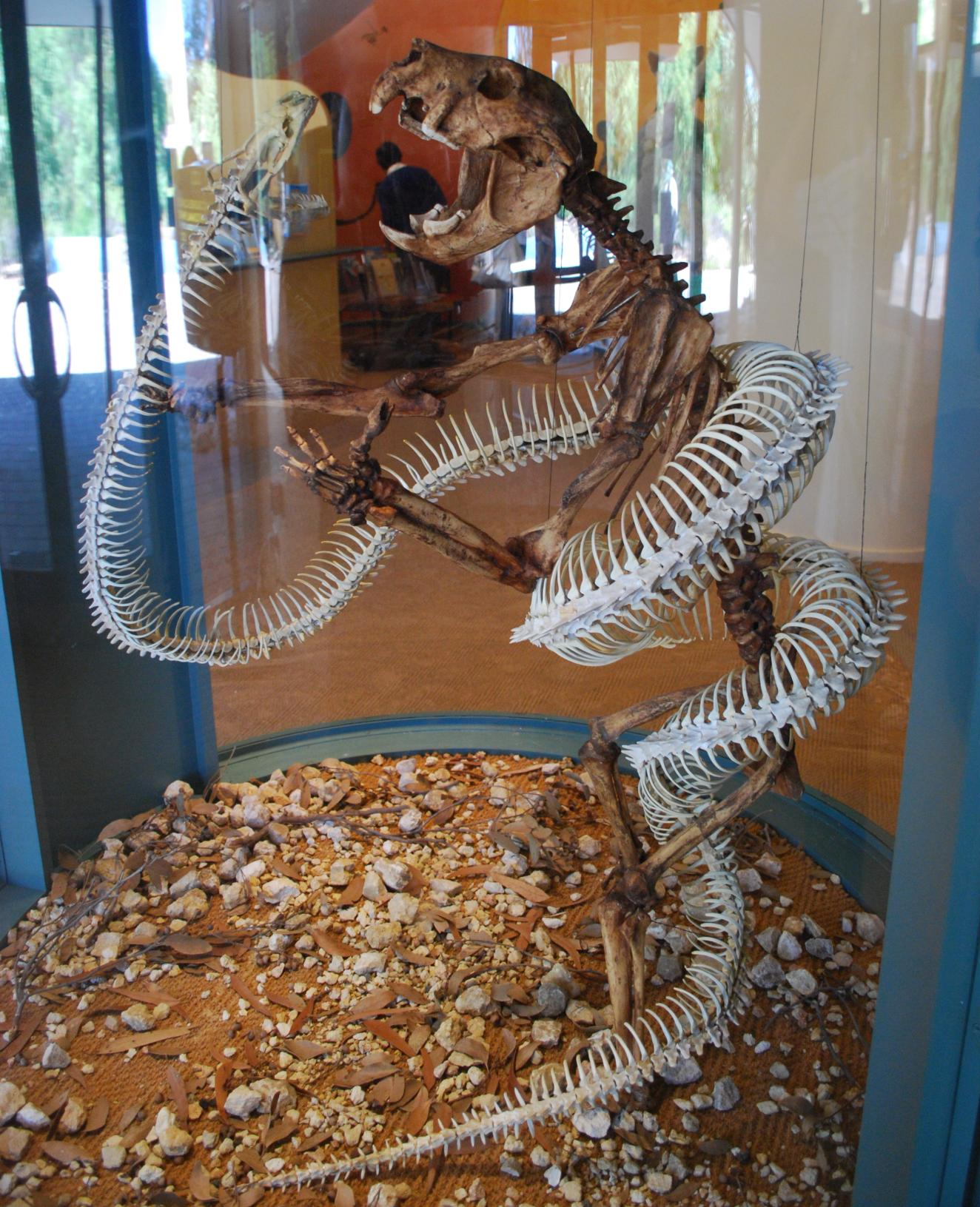
Wonabi en de buidelleeuw Thylacoleo

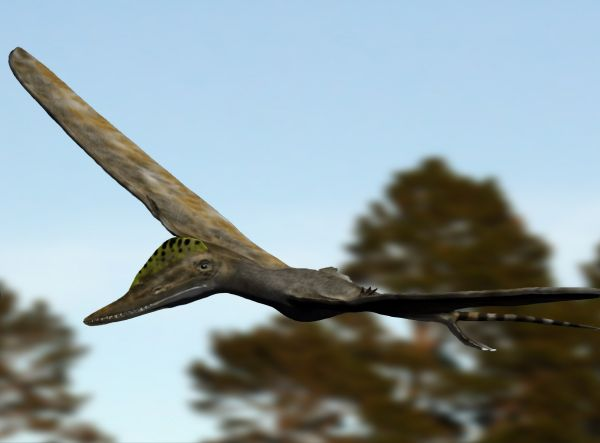
Wukongopterus

| Soort           | Periode | Voorkomen | Auteur | Datum |
| --------------- | ------- | --------- | ------ | ----- |
| Wakinosaurus    |         |           |        |       |
| Walgettosuchus  |         |           |        |       |
| Wangisuchus     |         |           |        |       |
| Wanosuchus      |         |           |        |       |
| Wannaganosuchus |         |           |        |       |
| Wannanosaurus   |         |           |        |       |
| Wargosuchus     |         |           |        |       |
| Wonabi          |         |           |        |       |
| Woodbinesuchus  |         |           |        |       |
| Wuerhosaurus    |         |           |        |       |
| Wukongopterus   |         |           |        |       |
| Wyleyia         |         |           |        |       |

## X
| Soort            | Periode | Voorkomen | Auteur | Datum |
| ---------------- | ------- | --------- | ------ | ----- |
| Xenotarsosaurus  |         |           |        |       |
| Xiaosaurus       |         |           |        |       |
| Xinjiangovenator | Krijt   | China     | Xu     | 2005  |
| Xuanhanosaurus   |         |           |        |       |

## Y

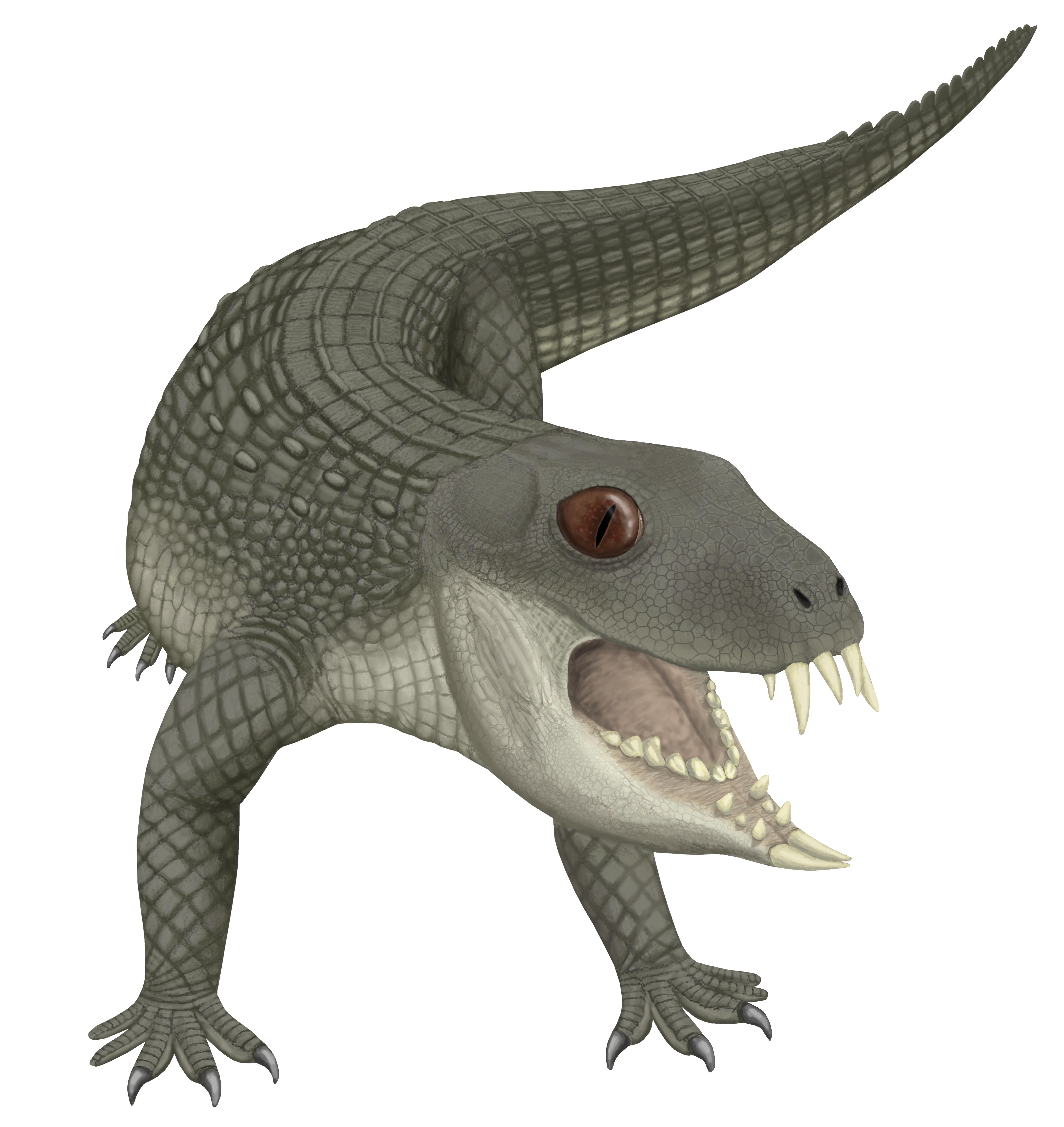
Yacarerani

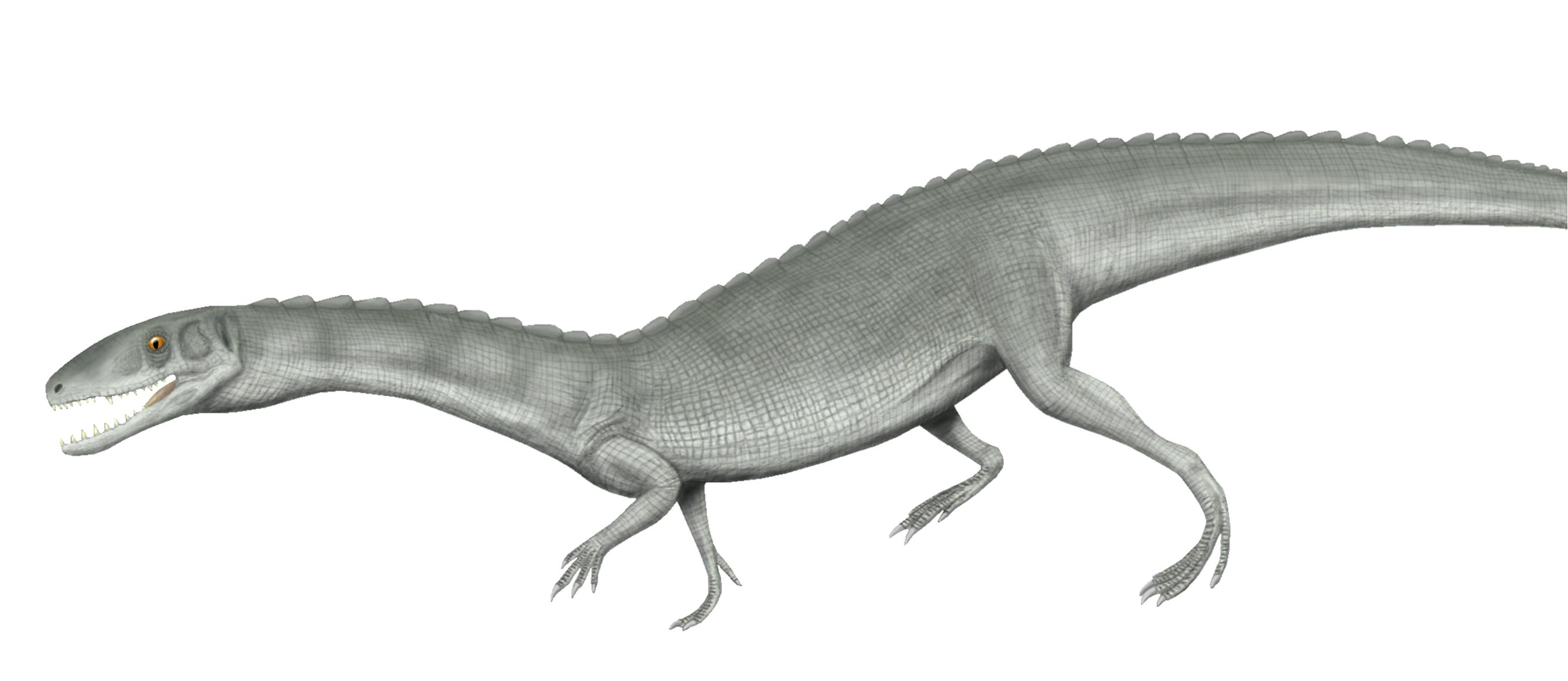
Yarasuchus

| Geslacht         | Periode | Voorkomen | Auteur | Datum |
| ---------------- | ------- | --------- | ------ | ----- |
| Yacarerani       |         |           |        |       |
| Yamaceratops     |         |           |        |       |
| Yandusaurus      |         |           |        |       |
| Yangchuanosaurus |         |           |        |       |
| Yarasuchus       |         |           |        |       |
| Yaverlandia      |         |           |        |       |
| Yuanmousaurus    |         |           |        |       |
| Yimenosaurus     |         |           |        |       |
| Yinlong          |         |           |        |       |
| Yixianosaurus    |         |           |        |       |
| Youngosuchus     |         |           |        |       |
| Yunnanosaurus    |         |           |        |       |

## Z

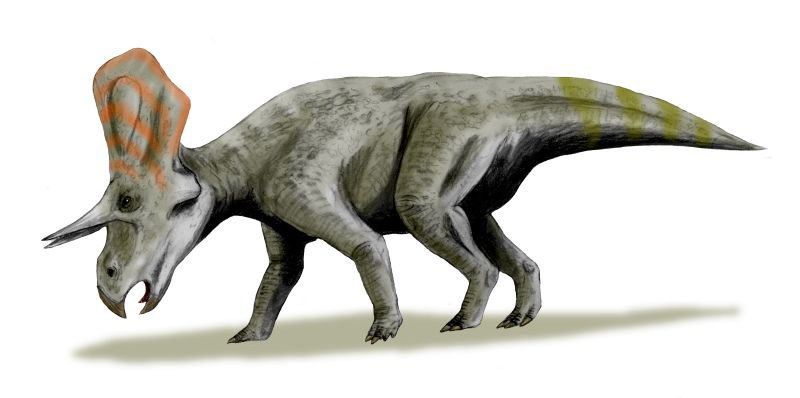
Zuniceratops

| Soort         | Periode | Voorkomen | Auteur | Datum |
| ------------- | ------- | --------- | ------ | ----- |
| Zanclodon     |         |           |        |       |
| Zapalasaurus  |         |           |        |       |
| Zapsalis      |         |           |        |       |
| Zaraasuchus   |         |           |        |       |
| Zephyrosaurus |         |           |        |       |
| Zeropteryx    |         |           |        |       |
| Zholsuchus    |         |           |        |       |
| Zhyrasuchus   |         |           |        |       |
| Zigongosaurus |         |           |        |       |
| Zihongosaurus |         |           |        |       |
| Zosuchus      |         |           |        |       |
| Zulmasuchus   |         |           |        |       |
| Zuniceratops  |         |           |        |       |
| Zupaysaurus   |         |           |        |       |